# とある魔術の禁書目録の用語
とある魔術の禁書目録の用語（とあるまじゅつのインデックスのようご）では、鎌池和馬のライトノベル作品『とある魔術の禁書目録』の用語について解説する。
本作の全体的な世界観の概要についてはとある魔術の禁書目録#用語・世界観を参照。

## 科学サイド関連

### 超能力
通常の人間には不可能とされる超自然現象を引き起こす力。いわゆる超能力を指すが、名こそ同じであれ実態は大きく異なる。
本作における超能力とは、薬物投与、催眠術による暗示、直接的な電気刺激、また極端な例では実験棟により脳を改造することなどを施すことによって脳の構造を人為的に開発し、科学的手法を用いて作り出された物であり、オカルトとは明確に区別される。なお、作中で超能力を指す語は原則として「能力」であり、「超能力」は学園都市外部の人間が使う呼称、能力の存在そのものを強調して指す呼称である。
手から炎を生み出す、手を触れずに物を動かす、人の心を読む、などいくつもの種類が存在する（詳細は後述）。原理としては、「自分だけの現実」を確立することでミクロの世界を操り、それによって物理法則を捻じ曲げ超自然現象を引き起こし自在に操作するという物。基本的に一定のカリキュラムを受ければ誰でも能力を開発することが可能だが、能力の系統・種別は各個人の先天的資質に大きく左右され、どんな能力が身に付くかは開発するまで分からない。後付けの能力開発も性質を伸ばす程度のものなので、アレンジさせる事できても根本的な系統変更はできない。能力は1人につき1種類しか使えず、一度発現した後では能力の種類の変更は不可能とされる。また能力は全て6段階の強度（レベル）に分類される。
能力自体は「自分だけの現実」で発現するが、能力の行使・制御には脳の演算処理が必要不可欠である。どんな能力にもそれぞれに何らかの計算式があり、それを正確に演算することで能力を発動させる。このため、一度開発してしまえば後は準備なく身一つでどこでも即座に能力が使える。ただし、何らかの外的要因（負傷による痛みなど）で集中が乱れると能力の精度などに影響を及ぼし、極度の混乱や精神的疲労などに陥れば一時的に能力の使用が出来なくなることもある。演算能力がそのまま能力の正確性や威力に繋がり、訓練や学習や実験等で演算能力を鍛えればレベルも上がる。そのため必然的に上位の能力者は演算能力が高い＝学習能力もあるということになる。
対能力戦の基本は「一つ、まず自分の生存条件を確保する事」「二つ、安全な位置や条件を保ちつつ、相手の能力や痕跡を観察・分析する事」「三つ、手に入れた情報を基に自分の能力で相手を打破する方法を構築する事」に要約される。能力暴きはマス目に旗を立てて地雷を見つけるゲームのような感覚に近く、命懸けで外堀を埋めてから細部を詰めていくのがセオリー。
なお、能力開発の手法自体は科学技術として確立されているが、能力が生み出す現象の機序の解明、能力の産業分野その他の分野への応用、発現する能力の種類に個人差が生まれる原因の究明などはいまだ研究途上の段階にある。したがって、学園都市における能力開発はそれらの研究のためのいち手段に過ぎない。ある研究によると「霊魂と呼ぶべき何かが能力の宿った肉体そのものに宿る」らしく、身体が切り分けられて小さくなればなるほど能力も弱体化するという法則が発見されている。また、「SYSTEM」が真の目的とされる。
能力名は原則として学校側がシンプルな名前を決めているが、学生自身または開発者が申請した名称も存在する。大半の能力名は、漢字4文字にカタカナのルビを当てた名称になっている。
自分だけの現実（パーソナルリアリティ）
能力者が個々に持つ感覚。能力発現の土台となる根本法則である。
量子力学の理論を基にしているとされ、作中ではシュレディンガーの猫を例に解説されている。物理現象は起こり得る複数の可能性の中から一つを選択することで確定し、通常の人間は常識的な可能性しか選べない。対して能力者は、「手から炎を出す可能性」「人の心を読む可能性」などのごく僅かな可能性を選び取り、本来あり得ない現象を確定し、ミクロの世界を自在に歪めることが出来る。この通常とは異なる可能性を観測する現実とズレた独自の認識や感覚を「自分だけの現実」と呼ぶ。能力開発では、科学的手法を用いてある種の人為的な脳障害を引き起こし、「自分だけの現実」を確立する事で能力を発現させている。言うなれば人が世界を見るための認識を歪めるためのフィルターであり、千差万別で一人として同じフィルターが存在しないことが能力開発を難しくしている。
「自分だけの現実」とは平たく言えば妄想や思い込みに近く、非常識な現象を現実として理解・把握し、不可能を可能に出来ると信じ込む意志の力とも言われる。より強い個性を保ち、強靭な精神力や確固たる主義を持つことが「自分だけの現実」の強さに繋がるとされる。
身体検査（システムスキャン）
学生の能力レベルを測定（査定）する制度。定期的に受けることが義務付けられ、試験と同時期に実施されている。測定の対象は、能力の威力、効果範囲、制御など。この結果によってレベルが決められ、成績の一つとなる。
AIM拡散力場（エーアイエムかくさんりきば）
能力者が無意識に周囲へ発している微弱な力のフィールド。AIMは "An Involuntary Movement" （「無自覚」という意味）の略。「発電能力」の微弱な電磁波、「発火能力」の微弱な熱量、「念動能力」の微弱な圧力などが該当し、能力の種類によって様々に異なる。あまりに微弱なため、精密機器を使用しないと測定できない。
AIM拡散力場を計測することによって「自分だけの現実」や能力自体への解析や探索、干渉が可能とされ、実際に「AIMジャマー」や滝壺の「能力追跡」など、AIM拡散力場を応用した能力や技術も登場している。また、一定の法則で束ねられた「AIM拡散力場」は、合体して大きな1つの力場を形成する可能性を指摘されており、虚数学区や風斬、エイワスなど物語の重要な設定に深く関係するキーワードでもある。作中に登場する肉体がAIM拡散力場で構成された存在は、共通して体内に三角柱状の核を持ち、これが破壊されると基本的に消滅する。

#### 能力者
能力を有する人間の総称。基本的に作中では「能力者」と呼ばれる。学園都市外部の人間が学園都市内部の能力を有する者を指す場合や、学園都市内部の人間が「超能力者（レベル5）」を指す場合は「超能力者」と呼称される。
一部の原石を除き、基本的に全ての能力者は学園都市に在籍する学生であり、能力者になるには学園都市内の学校へ入学し能力開発の「時間割り（カリキュラム）」を受ける必要がある。能力の誘発方式は思春期の心性を利用したもので、それゆえに年齢制限も存在し、下限は5歳から、上限は少なくとも30代まで。前述のように能力開発とは研究目的で実施されており、有り体に言えば能力者は人体実験の被験者ということでもある。
能力者とはいっても、能力を有すること以外は通常の学生と同じで一般的な学校生活を送っており、能力を活用した行動は本分ではなく、基本的に能力は成績としての意味しかもたない。ゆえに、日常生活の中で能力を使うことはあっても、喧嘩が常である不良や能力者の治安維持要員である風紀委員などの一部を除く大多数の能力者は能力を使った戦闘は行わず、能力者の軍事利用などもされない。
ただし上記はあくまで表向きであり、暗殺や破壊活動が主な暗部において、暗部所属の能力者はその能力を日常的に戦闘に応用しており、格闘や銃器などの軍事訓練も積んでいる。また能力者のクローンを兵器として製造・運用する量産型能力者計画と呼ばれる計画も存在した。

#### 原石
学園都市外部において自然に発現した天然の能力者。
学園都市の能力開発の環境と同じものが自然に整った場合に生まれるとされる。学園都市の能力開発による能力者を「人工のダイヤ」とするならば原石は「天然のダイヤ」である、と喩えられる。世界的に見ても数が非常に少なく、現在確認されている「原石」の総数はわずか50人前後。その存在はあまり知られておらず、学園都市内でも噂の域を出ない。学園都市が創設されるより遥か昔から存在し、魔術発祥の遠因にもなった。
周辺環境に刺激されて能力を得ているため、特定の環境・状況に合致した設定を予め施されている場合が多く、通常の能力者の「発火能力」や「発電能力」などのような「発現しやすい能力」とは方向性が違い、特殊性・稀少性が高い。未確認生物である吸血鬼を殺害する事に特化した「吸血殺し」を有する姫神秋沙、第7位の超能力者にして世界最高の「原石」削板軍覇、植物の肉体をもつ田妻暮亞などが「原石」に分類される。
ほとんどの「原石」は世界各地に点在していたが、SS2巻で世界中の研究機関にサンプルとして拉致された所を「妹達」によって救出される。以後は全員が学園都市に保護されたと見られていたが、上里勢力に「原石」である暮亞が参加しているのが確認されていることから、世界中には未発見の「原石」が残っている模様。

#### 強度（レベル）
| 段階                | 概略                          |
| ------------------- | ----------------------------- |
| 無能力者（レベル0） | 測定不能や効果の薄い力        |
| 低能力者（レベル1） | 日常では役に立たない力        |
| 異能力者（レベル2） | レベル1とほとんど変わらない力 |
| 強能力者（レベル3） | 日常生活で便利と感じられる力  |
| 大能力者（レベル4） | 軍隊で価値を得られる程の力    |
| 超能力者（レベル5） | 単独で軍隊と戦える程の力      |

能力は、その出力や効果によって図や以下に示すように0から5までの6段階に分けられている。表記は漢字で「○能力者」、読みは「レベル + 数字（発音は英語）」。レベルのランクが上がるごとに反比例して人数は少なくなっていく。また、強能力者と大能力者の間には大きな壁があるとされる。
無能力者（レベル0）
最低ランクのレベル。完全に能力が無い訳ではなく、目に見えるほどの変化がなく、非常に効果が薄い微弱な力という意味である。他のレベルの者達から差別・迫害の対象になってしまう事も少なくなく、自分達に悲観する、あるいは自己防衛の為といった理由からスキルアウトとなる者もいる。ただし、無能力者は学園都市の全学生のうち6割弱を占めており、決して少数派ではなく、むしろ最大多数である。
なお、中には上条の「幻想殺し」のように測定不能な能力の持ち主や、何らかの理由による「真の無能力者」もほんのわずかだが紛れているとされる。
低能力者（レベル1）
無能力者よりも一つランクは上だが、念動能力者の場合何とかスプーン曲げが出来る程度で、日常生活ではほとんど役には立たない軽い能力である。
異能力者（レベル2）
低能力者よりもいくらか効果は上だが、やはり日常生活ではあまり役に立たない程度の能力。学園都市の全学生の内ほとんどはこのレベル以下に含まれる。
強能力者（レベル3）
先の3つと比べると効果が目に見えて強く、日常生活において便利だと感じられる程度の能力。ただし、先端科学技術で十分再現できる現象しか起こせない能力が多く、また戦闘での応用もあまり利かない。
大能力者（レベル4）
学園都市外部の科学技術では到底再現不可能な超常現象を実現でき、戦闘面においては軍隊で戦術的価値を得られる程度の大きな能力。このレベル以上は極端に人数が減少する。
超能力者（レベル5）
能力のランク分けにおける最高位。学園都市の全学生約180万人の内7人しかいない稀少な存在。
能力そのものの威力またはその効果の範囲（産業への応用価値等も含む）が極めて強大であり、戦闘において1人で大勢と渡り合える者も少なくない。他を圧倒する超絶な能力。名実ともに能力開発競争の頂点に君臨する者達で、全ての能力者にとって羨望の的となっている。
努力で到達する事は完全に不可能な領域である。レベル5に到達した者は、いずれも天性的な才能があったからこそ、不動に等しいその絶対的地位を得ている。一般に「努力でレベル1からレベル5に上り詰めた」とされる美琴でさえ例外ではなく、「レベル5に成り得る可能性を先天的に秘めていたことが『樹形図の設計者』の予測演算などで確かめられていた」という事実が第三次世界大戦時に発覚している。妹達（シスターズ）が幼少期の美琴のDNAマップから軍用クローンとして生み出されたのもそれに起因している。
なお、図に示す通り、超能力者7人には第1位から第7位までの序列が存在する。この序列は、学術分野および産業分野におけるそれぞれの能力の利用・応用価値を基準としており、必ずしも能力者の戦闘能力を表すものではない。「ファイブオーバー」と総称される、「純粋な産業技術で元になった才能を超える」ことを目的とした兵器もいくつか開発されている。
また、その能力の強度の高さのために「自分だけの現実」も強固・強靱であるとされ、それ故か個性的な人物が多い。作中には「人格破綻者の集まり」などと評す台詞も存在する。ただし、美琴は「唯一のまともな人間」と評されることが多い。
学園都市の全機能と同等以上の超能力者養成機関に成長し得る学園個人の素養を持つ滝壺や、全体論能力で宇宙のどこかにブラックホールを生み出す春暖は、それぞれ8人目、9人目の超能力者候補とされる事があり、結標の「座標移動」も本人がトラウマを克服しさえすれば超能力に認定されると言われている。一方で、出力は美琴以上でも力が破壊に特化し過ぎた舞殿は超能力者に認定されない。
| 順位  | 能力者               | 能力名                     |
| ----- | -------------------- | -------------------------- |
| 第1位 | 一方通行（本名不明） | 一方通行（アクセラレータ） |
| 第2位 | 垣根帝督             | 未元物質（ダークマター）   |
| 第3位 | 御坂美琴             | 超電磁砲 (レールガン)      |
| 第4位 | 麦野沈利             | 原子崩し（メルトダウナー） |
| 第5位 | 食蜂操祈             | 心理掌握（メンタルアウト） |
| 第6位 | 藍花悦               | 未登場                     |
| 第7位 | 削板軍覇             | 名称不明                   |

レベルのランク分けでは上記の通りだが、それとは別に下記のような概念も存在する。
絶対能力（レベル6）
超能力者を越えた能力とされる仮定のレベル。理論上の概念であり、実際には未だ到達した人間はいない。「最強を超えた無敵の存在」「神の領域の能力」とも評され、「SYSTEM」と同一視する者もいる。樹形図の設計者が行った予測演算によれば一方通行にのみ到達できる可能性があり、それに基づく絶対能力進化計画と呼ばれる実験も存在した。
「安定して到達できる」という前提さえ無視すればそれ以外の選択肢も存在すると考えられている。例としてテレスティーナが行った体晶（能力体結晶）と精神感応者を利用した計画、幻生が行ったミサカネットワークを利用して一時的に美琴の能力を増強する計画、菱形が死体を用いて行った巨大な機械を身体として認識させることで能力をブーストする計画があったが、そのいずれもが成功していない。

#### 能力の分類・種別一覧
この項目では学校側が決めるシンプルなカテゴリや、個人に拠らず複数の者が持つ能力について記述する。念話能力のように同一名称でも原理も同一とは限らない場合が存在する。特定の個人固有の能力については、それを用いる人物の当該項目を参照。

#### 主なカテゴリ
カテゴリ全体を指す時は「○○系能力」と称される。
発電能力 / 電撃使い（エレクトロマスター）
総じて電気、磁力（電磁波）等を操る能力。能力者の総称は「発電能力者 / 電撃使い（エレクトロマスター）」。「発電能力（者）」と「電撃使い」の区別は不明。発火能力と並んで発現しやすい能力の一つ。発電能力の最高峰とされるのが御坂美琴の「超電磁砲（レールガン）」である。
単純に放電するだけではなく、電子機器の直接的な操作、微弱な電磁波の発散とその感知（つまりレーダー）、生体電流の操作など汎用性が高い。
発火能力（パイロキネシス）
総じて火や炎を生み出し操作する能力。能力者の総称は「発火能力者（パイロキネシスト）」。発電能力と並んで、発現しやすい能力の一つ。小萌の専攻でもある。
単純に火を出すだけではなく、その火で煙を作ったり酸素を奪うなど応用性もある。
風力使い（エアロシューター） / 風使い / 大気操作能力
総じて気体ないし風を操作する能力。複数の呼称が存在するが区別は不明。高レベルになると暴風や真空刃を生み出すことが出来る。
空間移動（テレポート）
触れた物体を離れた空間へ移転（テレポート）させる能力。能力者の総称は「空間移動能力者（テレポーター）」。比較的珍しいとされる能力で、学園都市内では58名が存在する。
3次元上の相対座標ではなく11次元上の絶対座標を介して移転させる。移転できる物体の質量が大きくなるにつれてレベルが上がり、自分自身を移転できるようになると自動的にレベル4として認定される。移転させた物体は「出現先にある空間を押しのけて」出現するため、飛ばした物質の強度とは無関係に切断、あるいは貫通などの事象を引き起こす。そのため、相手の占有している空間に武器を移転させて攻撃するなど、テレポーターの主要な攻撃手段となっている。
汎用性に優れる能力だが、11次元絶対座標の演算が複雑なため、その時の精神状態などが大きく影響する。また、同じ空間移動系能力者はAIM拡散力場が干渉しあうため移転させることはできない。特殊な演算を利用して能力が発動することから、精度の高い予知能力の結果を覆す可能性があるとされる。
肉体再生（オートリバース）
自己の肉体を治癒する能力。レベルによって治癒の速度や範囲などが異なる。
念動能力（テレキネシス）
総じて手を触れずに見えない力で離れた物体を動かす能力。対外的にはPKとも称される。低レベルだとせいぜいスプーン曲げが出来る程度だが、高レベルになると単純に動かすだけではなく、分子レベルで固定する、加重を感知するなどの応用がある。
細分化するとゼロから力を生み出し物を動かす能力の事を指すが、学派によっては空間移動や念写など物理的影響を与える能力全般を大きな枠組みで「念動力」と呼ぶ。
精神感応（テレパス）
総じて人間の精神に干渉する能力。カテゴリ全体では精神系能力とも称され、精神系能力の最高峰とされるのが食蜂操祈の「心理掌握（メンタルアウト）」である。
なお、自分の思考を相手に読み込ませる能力も同様の名称となっており、下記の念話能力に含まれる。
予知能力（ファービジョン）
総じて未来を予知する能力。結果を知る方法は様々で、念写を応用する場合もある。
透視能力（クレアボイアンス）
総じて肉眼には見えない物を透視する能力。「身体検査」では主にカードの透視が使われる。
光学操作
総じて光を操る能力。高レベルになると透明人間のように自分の姿を消す事ができ、そのような能力者は学園都市に47名が存在する。
念写能力
失せ物や行方不明者を映し出す能力。映し出す先は写真が多いが、水滴などを使う場合もあり能力者ごとに違う模様。とある企業により専用の解析ツールが開発され、アプリ化している。

#### 派生形・特殊な能力
空力使い（エアロハンド）
風力使いの一つ。触れた物体に空気の噴射点を作り、対象を自在に動かす能力。レベルが低いと単に風を発生させるだけにとどまる。
火炎放射（ファイアスロアー）
発火系能力の一つ。腕の延長線上に火炎をばら撒く能力。
思念使い（マテリアライズ）
精神系能力の一つ。詳細は不明。
洗脳能力（マリオネッテ）
精神系能力の一つ。人間を洗脳する能力。
記憶操作（マインドハウンド）
精神系能力の一つ。人間の記憶を操作する能力。
念話能力（テレパス）
精神系能力の一つ。総じて離れた人間と会話ができる能力で、「精神感応」の一部も含む。原理は能力者によって異なり、空気の振動の操作、生体電流の読み書きなどがある。
読心能力（サイコメトリー）
精神系能力の一つ。総じて思考を読み取る能力。能力者の総称は「読心能力者（サイコメトラー）」。人から直接思考を読み取ったり、遺留品に残った思念を読むというタイプもいる。
肉体変化（メタモルフォーゼ）
自分の顔や身体を自在に作り変える能力。希少な能力で、学園都市でも3名しか存在しない。
多重能力（デュアルスキル）
複数の能力を扱える能力。仮定上の能力であり実際は存在しない。
学園都市では過去に多重能力者の研究がされていたが、脳への負担が大き過ぎるために際限なく失敗を繰り返し、結果として多重能力者の可能性は否定され、前述のように能力は1人1つという定義が結論付けられた。なお、似た物に木山の「多才能力」があるが、これは擬似的な物であって多重能力ではない。

#### その他能力関連
神ならぬ身にて天上の意思に辿り着くもの（SYSTEM）
学園都市における能力開発の、究極の目的。レベル5の先にあるもの。レベル6と同一視される。
「人間では世界の真理は理解できないが、人間を超越した存在となれば神様の答えに到達することができる」という考えに基づく。超能力は、「SYSTEM」に至る過程で生まれた副産物に過ぎない。小萌は、同じ能力開発を受けているはずなのに能力が全く発現しない、完全な無能力者（レベル0）こそが「SYSTEM」に繋がる鍵ではないかと推測している。
この考えは一部の魔術的な思想と似通っており、インデックスと姫神はグノーシス主義や「黄金練成」を連想した。
ミサカネットワーク

RSPK症候群

素養格付（パラメータリスト）
学園都市の生徒に対して秘密裏に行われている能力者としての素養調査結果をまとめたリスト。これによって能力開発を行う前からその生徒の素養が事前に分かるようになっており、素養の高い者はより複雑な時間割り（カリキュラム）に組み込まれる。この素養格付の事実が公になると学園都市の教育指針が大きく覆されるとして、その存在は秘匿されている。
学園都市から身柄を狙われるようになった浜面が交渉材料とするため、第三次世界大戦の中で上層部を脅迫してデータを奪い切手より小さいマイクロチップとして保管していた。しかし12月の「大熱波」時のマイクロ波によりデータが破損、情報の価値を高めるためバックアップをしていなかったのが仇となり「アイテム」の手元からは失われた。
全体論の超能力
「世界規模」で大きな変化を生み、それによって掌から炎を生み出す、といった超能力。学園都市の能力開発で使われる量子論と対になる、膨張する全宇宙を1つの大きなシステムやネットワークとして取り扱う、人間が考えられる範囲で最も巨大な視点による理論で、地球規模だけでなく、他天体、時間軸、異次元まで含めた大きな「世界」を論じる。原理としては宇宙全体を折り曲げた時の副作用で極めてミクロな現象を起こすのだが、能力者自身には銀河を丸めた自覚はなく、現実にはとんでもない事が起きていても、学園都市換算では強能力未満という扱いに留まるとされる。
作中ではフロイライン＝クロイトゥーネや春暖嬉美が全体論能力者とされる。また、「グレムリン」も全体論の能力を生み出すための準備として、バゲージシティで実験を行った。

## 魔術サイド関連

### 魔術
非科学的な手段で超常現象を発生させる技術・理論の総称。いわゆる魔法・魔術。
一口に魔術といっても、火・水・土・風といった疑似的な自然現象や不可視の呪いなどの非物理的現象、また攻撃的な魔術以外にも、防御や治療を始めとして、長距離の移動、遠隔地との通信、物の探索、肉体強化といった補助的な魔術も多岐に渡り、その効果は千差万別。またそれらの基礎となる魔術理論においても、所属する宗教・神話や流派によって多種多様な理論体系が存在する。しかしそれらは明確に区別されている訳ではなく、別々の系統を自由に取り込んだり組み合わせることが出来る。超能力との最大の違いは、どのような系統・効果の魔術を習得するかが術者によって選択可能なことと、数に制限なく複数の種類を使えることであり、自分の目的に沿った魔術を自在にセッティング出来るため、超能力と比べて非常に自由度・万能性が高い。
原理としては、異世界の法則をこの世に適応することによって、通常の物理法則を超越した現象を発生させるという物。具体的な手順は、まず初めに魔力を精製し、その魔力を任意の形で操作するコマンドとして、宗教的記号を身振りで示したり、呪文の詠唱や霊装の使用などの儀式を行うことで異法則に基づいた術式が組み立てられ、魔術が発動する。なお、魔力運用のコマンドは既存の宗教的法則や伝承を応用して組み立てるのが最も効率的とされる。魔術は厳格に体系づけられた学術でもあるので、適当に行っても使えず、法則を無視したデタラメな現象も起こせないが、必要な知識を学んで正しい手順を踏めば誰にでも使える。様々な記号を分解して我が物とし、人智を超えた神の似姿を纏って大規模な儀式を実行し、ただ恐れ敬うだけだった上位存在をも知識や技術を得るための踏み台とする存在であり、適切な意志でもって恐怖を手懐け、己の武器とする。ただし、宗教防壁を備えていない（宗教に疎い）者が頻繁に使用すると脳がショートする恐れがある。真理に到達したアレイスターは、「生命の奥底から湧き立つ始原の力に支えられる、人を思う気持ちに形を与えた技術」「時に人を癒し、人を傷つけ、人に寄り添い、人を遠ざけ、祝福と畏怖を表裏合わせた真に力ある術式群」「意志に従って変化を起こす科学であり業」、ダイアン曰く「意志に従って意識の中に変化を起こす学にして術」こそが基本の中の基本だとしている。
発祥としては遥か昔、何らかの宗教的奇跡や環境によって生まれた天然能力者（原石）に対する羨望から開発され成立した物であり、しばしば「才能のない人間が才能ある人間と追いつくために作られた技術」と称される。しかし、才能ある人間（＝能力者）とは力のフォーマットが異なるために、能力者が使用すると、たとえ無能力者であっても身体に高負荷がかかり最悪死に至る。その際は魔力を精製した段階から血管破裂・神経回路損傷等の拒絶反応が起こり、作中では「直流の電子機器に交流電流を流すようなもの」と例えられる。拒絶反応がどのように生じるかはランダムで、一度使っただけで死ぬもこともあれば100回行使しても致命傷を受けないこともある。
大雑把に分類すると「類感」と「感染」の2つに区分される。「類感」とは「形の似ている物品同士は相互に影響し合う」という考えに則った魔術。偶像崇拝の理論や天体などを利用する一部の魔法陣が代表例として挙げられる。対して「感染」とは「血、髪、爪といった体の一部は体全体に影響を及ぼす」という考えに則った魔術。髪などを特殊な手法で破損する民間伝承の「丑の刻参り」のような遠隔地から攻撃する呪詛がポピュラーだが、プロの魔術師には簡単に感知されて対抗策を講じられてしまうので、この呪いは「知らない者」にしか通用しない。
魔術生命体という形で仕組みの分からない「魂」を器の肉体ごとまとめて製造する事や、生者を死者に変換し、自己の目的のために古き自分を脱ぎ捨てて、それを特別な死者とすることも可能。だが、「魔神」でさえも、世界を丸ごと作り変えない限り、肉体や精神が完全に破壊されてしまった死者をそのまま復活させることはできない。
便利で有用だがその反面危険性もあり、軍事機密や兵器技術のような側面もあるので秘匿され、一般には普及していない。「目に見えない力」を取り扱う事から、恐怖を見据えて覚悟を決めるという当たり前の初期作業がとても難しい技術体系であり、本職の魔術師は、魔法名を決め、参入の儀を行い、死後に行われる裁きを疑似体験してまで自我を固めていく。ただし、必ずしも秘匿する義務がある訳ではなく、場合によってはあっさり明かす事もある。
一見すると、この世界のあらゆる事象に存在する等価交換の原則を騙して、1の労力で10の成果を出しているかのように見えるが、実際には集まりが偏ることで位相の衝突が発生しており、それにより生じた火花や飛沫のしわ寄せのために直接の原因が見当たらないような悲劇が世界中で起きている。
科学サイドの人間からは、現実と同じく架空の存在や迷信として認識されている。
位相
異世界・層・フィルターとも呼ばれる、人類が様々な宗教概念で組み上げた異世界そのもの。作中世界には、各種宗教圏の様々な異世界がそれぞれの位相空間に位置し共存している。
本作の世界は十字教・仏教・ケルト神話・インド神話・神道・インカ神話・アステカ神話・ギリシャ神話・北欧神話などの様々な宗教が生み出した「界」が、最下層のまっさらな世界（純粋なる物理法則の世界）に幾重にも重ねられた状態で成立している。作中では「天界」「魔界」「天国」「地獄」「冥府」「浄土」「黄泉」「地底」「オリンポス」「ニライカナイ」「アースガルド」など、層の異なる様々な「界」を総称して「位相」と呼ぶ。このような異世界は確かに実体を持って存在し、現実世界に影響を及ぼしている。赤外線や高周波のように波長がズレて認識できない別位相の空間に位置する力場の集合体とされる。異なる位相間の距離は一様ではなく、文明や伝承の盛衰によって現世に与える力関係も変わる。また、科学側の虚数学区も科学的な手段を用いて人工的に創生された「異界」に相当する。
魔術は「異世界の物理法則」を強引に現世へ反映させて超常現象を引き起こす技術である。異世界は魔術の根本法則であり、異世界の知識はこの世にとって有毒だという。魔術を極めて神に達した「魔神」は、位相を自在に操作する（差し込む・埋め込む・壊す等）ことで人が存在する認識可能な世界の改変を直接行える。
なお、本作における平行世界はパチンコ台に釘を打ってゴム紐をかけたような一直線のもので、平行する世界が無限に存在するわけではない。世界は時間や空間のように伸縮する性質を持ち、通常では60コマのフィルムを10コマしか使っていないような状態とされ、その余ったコマを使った異なる世界が新天地と呼ばれている。
隠世
「真のグレムリン」に参加する「魔神」達が拠点とする「位相」。オティヌスによって全ての位相が破壊された後に残った「暗闇の世界」のさらにもう1枚奥、存在しない数字で埋め尽くされた座標に存在する。薄皮のように均一で万に一つの綻びもなく、「魔神」以外には何人にも把握されず、何人にも破壊できないとされる。髪の毛1本分の隙間が無限に広がっており、距離や時間の概念は関係ない。しかし、アレイスターが座標を10進法に変換する事に成功し、オティヌス包囲網の後で突入、破壊した。
新天地
上里翔流に宿った「理想送り」で吹き飛ばされた先にある別世界（位相ではない）。「理想送り」によって映画のフィルムの余ったコマ、時間のズレた場所を島流し用の牢獄にしている閉鎖時系列で、「正史とズレた時系列」とも表現される。現世を元に再現された世界であり、どれだけ破壊行為を行っても午前0時を迎える度に現世を基準とした状態に修正されるという特徴があるため、魔神にとっての理想郷として機能している。通常は「理想送り」によってしか行く事ができないが、相対性理論が絡むほどの超高速宇宙旅行で太陽圏外まで出かけた後で帰ってきた場合、奇跡的な確率で基準のO点からズレて、この位相に迷い込む可能性がある。
「理想送り」は魔神が「幻想殺し」に変わる自分たちの理想の集積体の存在を無意識に願った結果として生まれた力と推測されているが、「新天地」自体は魔神ですら存在を知覚することができなかった。例え魔神であろうとこの場所から「現世」へ干渉することはできないが、「現世」から「感染」を利用した魔術を発動すればこの世界の者を呼び戻すことが可能。ただし、コロンゾンは新天地から現世へと「力業」で脱出している。

魔力
術者の生命力を変換・精製して生み出す力であり、魔術行使の際のエネルギー源。
呼吸法や精神集中法、特定の動作などによって体内器官を制御し、魔力を精製する。作中では「生命力という原油を、流派や宗派という製油所を使って精製したガソリンのようなもの」と例えられている。精製方法を変えればガソリンではなく重油や軽油が出来るように、同じ人間の生命力を使っても練り方や宗派を変えれば力の質やパターンが大きく変わる。なお、呼吸のリズムさえ崩せば魔力精製は出来なくなるので、人工呼吸器でも付ければ魔術は使えなくなる。
原則的に全ての魔術は魔力を消費して発動される。地脈・龍脈や天使の力といった外部のエネルギーを用いる魔術についても呼び込む際に魔力を使うため、魔術には術者の魔力が必要不可欠である。
魔法陣
円や記号などを組み合わせた図形で、魔術の儀式に使われる手段の一つ。いわゆる魔法陣・魔法円。
魔術の発展の歴史と共に図形が複雑化しており、最初期の魔法陣は単なる円で、中期にはベースとなる円の効果を増すために、ソロモンやダビデの刻印である五芒星や六芒星などを円形陣に重ねて描くようになり、後期（=現代）になるとさらに文字を重ね、円の外周に力を借りたい天使の名前を書いて欲しい力の質や量を指定する。記された情報量がそのまま威力に直結し、緻密であればある程もたらす魔術は高度になる。また、天球上の星座の配置を規則的な図形と見做し、魔法陣に組み込んで発動する大規模魔術も存在する。
ノタリコン
呪文の詠唱の際に使われる特殊な発声方法。単語の頭文字のみを発音し、詠唱の暗号化と高速化を同時にこなすという物。作中でも様々な詠唱に用いられている。

#### 魔術師
魔術を行使する人間の総称。いわゆる魔法使い・魔術師。なお、本来魔術師ではない聖職者や宗教関係者が魔術を扱う場合もあるが、こちらも後に述べるような特徴を持つため、広義の魔術師に含まれる。
魔術師の性格や形態は使用する術式や所属する宗派・組織などによって千差万別だが、19世紀末に確立した「近代魔術師（アドバンスウィザード）」と呼ばれる現代の魔術師の全般的な特徴として、個人主義が強いことが挙げられる。傾向として多くの魔術師は何らかの挫折や苦悩などの経験を抱えており、その結果自ら定めた魔法名に従い、個人の私情や信念を最も重要視する。大半の魔術師にとって所属組織は単なる利用手段でしかなく、組織の利害関係や命令、金銭的な契約などは軽視して自らの目的を優先し、場合によっては組織を裏切ることも何ら厭わない。組織を重視する魔術師でも、魔術師個人の目的が前提となっていたりする（詳細は宗教、魔術結社を参照）。無所属の魔術師も珍しくない。
先述のように魔術は誰にでも使える事からどんな者も魔術師となることが可能で、そのため単に知識を習得するだけでなく、既存の術式を独自に改良したり新たな術式を創作しなければ一人前の魔術師とは呼べない。また、どんな者もとは言っても、聖人のように先天的な体質に大きく依存した力の持ち主や、学術的・技術的な方面での秀でた才能の持ち主は当然いる。
なお、作中では戦闘を主とする魔術師がよく登場するが、魔術師はあくまで魔術師の有り方に準拠したプロであり、軍事的な戦闘員とは根本的に性質が異なる。そのため一部の例外を除き、単独戦闘を好んだり、相手の言葉に正面から応対するなど、戦闘において非効率的な行動を取る者も多い。また、魔術師同士の戦闘は相手の術式を解析・逆算することで抜け道や対策を講じたり、罠や先手の読み合いや駆け引きなどが主であるため、一種の高度な頭脳戦とされる。
魔術師の中でも、魔道書の原典を執筆しその内容を伝えるなど知識を広める事に力を入れる者や、弟子に魔術を教えるなど後進の育成に力を入れる者については、「魔導師」と呼称され単なる魔術師とはまた別に扱われる。
魔法名（ラテン単語 + 数字3桁）
近代魔術師が慣習として名乗っている通り名。後に続く数字は同じ名前が重複した時のための物で、000から999まである。
先述のように魔術師はそれぞれが個人的な動機を持っており、その願いや信念をラテン語の単語に込め、自分の魂に刻み付けているのが魔法名である。元々は儀式の際に真名を伏せる目的で使われた古い因習だが、現在ではむしろその魔術師の象徴としての意味合いが強い。魔法名を名乗るのは自らの覚悟の程を宣言するのに等しく、相手が名乗る時は名乗り返さなければ失礼にあたる。ステイルなど戦闘に重点を置く魔術師にとっては「殺し名」ともされるが、必ずしも戦闘になれば名乗るという訳ではなく状況によって異なる。

#### 魔道書
魔術の使用方法が記された書物。いわゆる魔道書。世界各地の文化圏に無数の魔道書が存在する。知識を広めることを目的として書かれているが、魔道書に記された異世界の知識は前述の通りこの世にとって猛毒であるため、宗教防壁を備えていない素人が目を通すと脳を汚染されて発狂もしくは廃人となる。「原典」の猛毒とは読者の常識と叡智の間にある齟齬によって引き起こされるため、「黄金」ではそれを回避するためのキットの開発が行われていた。目的となる「叡智」を安定して取り出せるかが重要なので、本質的に知を授ける道具の精度を上げれば全て魔道書として機能する。執筆には長い時間がかかり、最速筆で知られるアウレオルスが不眠不休で取り掛かっても、薄い物で3日、分厚い物なら1ヶ月は必要になる。
なお、作中に登場する魔道書の名称は、実在する宗教的な書物から取られている。書物の形をしていない石板なども魔道書に含まれる。また、聖書を始めとする様々な宗教圏の教典や、伝承・教訓を暗喩するような童話の本も、写本として広義の魔道書に含まれる。
偽書（ぎしょ） / 写本（しゃほん）
文字通り、魔道書の偽書や写本。実際に魔術のテキストとして広く使われているのはこちらである。毒が薄められ並みの力を持つ魔術師なら問題なく読み解けるものの、毒を薄めた代わりに効力が弱まっており、高度な術式をそのまま習得する事は出来ない。また偽書や写本は原典の一部分を写した上に独自のアレンジを施した物なので、無数の亜種が存在する。
原典（げんてん）
文字通り、偽書や写本の大元となる原典の魔道書。作中では主にこちらが登場する。
高純度の知識が内包されており毒が非常に強い。並みの魔術師では一目見ただけで激しい頭痛や精神汚染によって倒れ伏せるなど読み解くことは難しく、原典の毒に耐えられる技量や特性を持つ人間は稀である。しかし秘めている力も強いため、リスクは伴うが読み解ければ強大な魔術を得る事が出来る。
また、膨大な情報量を誇る魔道書は複雑な魔法陣と似た性質を持つ。それ故、原典は記された文字や文章が魔術的記号と化し、本そのものが一つの高度な「自動制御の魔法陣」となる。永久機関としての魔法陣を起動するには、スターターとなる「執筆者本人の魔力」が微弱でも必要であり、魔道書を書く魔術師のほとんどは自分でも気づかない内に文字情報と共に魔力をページに刻み付けてしまう事で発動する。完成した原典は地脈などの自然に存在する微弱な魔術的エネルギーを収集し、それを何百倍にも増幅することで動力源として半永久的に自律稼働する。原典には記された知識を守るための自己防衛機能が備わっており、書物が自然に風化することはなく、焼却などで破壊しようとしても決して受け付けず、たとえ破壊できたとしても力ある原典ならすぐ再生してしまう。自動迎撃機能も有し、破壊しようとした者を攻撃する。逆に中途半端な原典は短時間で自壊したり、執筆者を巻き込んで暴走したりする。ただし、空間に莫大な力を満たすことにより、大地から魔道書へのエネルギーの受け渡しを阻害でき、その間は一時的に自動修復ができなくなる。また、宇宙空間のような地脈や龍脈の力が極端に及びにくい環境にあれば、ある程度弱体化する。
その特性上、原典は単に読んで記された魔術を使うだけではなく、その自動機能を利用した魔術行使が可能である。人間一人には不可能な作業や演算を代理で行わせるコンピュータのように扱ったり、敵の攻撃を防御させ自動で迎撃させる兵器のように扱うことも出来る。また原典は自身の知識を広める者に協力する性質を持ち、読もうとする者にはまるで意思を持って誘うかのように進んで知識を開帳するが、逆にそれを妨害したり知識を死蔵させる者はたとえ所有者や使い手であっても攻撃する。
抱朴子（ほうぼくし）
インデックスの中に記憶された魔道書の一つで、中国文化における不老不死や仙人になるための魔道書の原典。その中に記されている「錬丹術」を使えば、あらゆる病や呪いを解く薬が作れるという。
8月31日に闇咲逢魔がインデックスを誘拐し、厭魅術の解呪法を求めてこの魔道書を手に入れようとした。
法の書（ほうのしょ）
エドワード＝アレクサンダー（アレイスター＝クロウリー）が記したとされる魔道書。1904年にアレイスターの妻ローズに憑依したエイワスから伝えられた「天使の術式」が書かれていると考えられ、その内容が読み解かれた時、十字教の時代が終わり新たな時代が到来するとまで評される、莫大な力を秘めた魔道書である。原典はアレイスターがシチリアで活動していた1920年から1923年までの間に書かれたとされ、今はローマ正教のバチカン図書館の最深部に安置されている。アレイスター自身は自分が進む道に迷うと、「法の書」を利用した書物占いを行い、その内容を元に道を選んでいたと伝えられている。
その文章は非常に難解な暗号によって記述され、読むだけなら誰にも出来るものの、100通り以上あるダミーの解読法に誘導されてしまい、またダミーの解読法それぞれに合わせて無数に文章が変化するので、読み手によって内容が異なる。このため、「法の書」の冒頭には「汝の欲する所を為せ。それが汝の法とならん」という一文が記されている。どんなに優れた魔術師や研究者でも正しい解読法を突き止めた者は未だおらず、インデックスの脳内にも原文の暗号の状態でそのまま保管されている。インデックスによれば、既存の言語学では解読できるようなものではないらしい。
「十字教の時代を終わらせる」とされるため、世界最大の十字教宗派であるローマ正教からは非常に危険視されている。そのため、オルソラが解読法を解明したと公表した時には、虚偽の情報とイギリス清教まで利用して彼女を殺そうと、「法の書」事件が発生した。
暦石（こよみいし）
魔術結社「翼ある者の帰還」が保有する魔道書。アステカ神話圏における一種のカレンダーだが、二種類の方式の暦や世界の破滅と再生も書き記されているため、非常に複雑化している。1枚の円盤状の石の原典を大元として、内容を部分ごとに抽出・強調した派生形の原典が複数存在し、様々なバリエーションがある。
作中では、「絵文書」と呼ばれる形式の皮の巻物状の原典と、20枚一式の薄い石板状の原典が登場し、それぞれ異なる理論や伝承に基づいた魔術行使ができる。巻物は、「生と死に関する時間」について記述されており、自動迎撃術式として「武具を持つ者への反撃」が備わる。石板の方には、5つ目の太陽の時代に輝きすぎる月に向けて神々がウサギを投げつけて光を弱めた「月のウサギ」という神話について記述され、自動迎撃術式として「長距離砲撃」が備わる。19巻以降は両方とも海原（エツァリ）が所有している。
ルーン石碑
ルーン文字による碑文が記された石板状の魔道書。平野などに無造作に放置されているものの、原典の石碑は一般人が行き着くことが出来ないようになっている。また、防護機能のない写本の石碑は摩耗や風化の脅威にさらされている。地域は基本的にスウェーデンなどの北欧圏が中心だが、北欧神話を信じたヴァイキングの到達範囲に広く分布しており、遠くは北米大陸西端のアラスカにも存在する。
作中では、「明け色の陽射し」が保有する碑文の欠片という、意図的に回復機能を阻害し封印してある黒小人の技術について記述された原典のルーン石碑が登場している。このアラスカルーンの碑文の欠片を完全に回復するための術式には、19世紀に観測された「ドナーティ彗星」の動きが必要で、その法則性を調べるために彗星が飛来した時の“天体観測図（ホロスコープ）”と、「明け色の陽射し」のボスの家系の人間の存在が不可欠。
トートタロット
アレイスターが晩年に構築した78枚のタロットカードで、エジプト神話の書記の神トートの名を引用したワンセットで一つの魔道書。「黄金」のGD正式モデルから派生した変則ソートであり、旧来のタロットが最後の審判を経て人が次の段階に進むまでの時代を占うのに対し、トートタロットは最後の審判が果たされ十字教の支配体制が終わった、1904年以降の「次の時代（ホルス・アイオーン）」の到来を示しているとされ、GDタロットから大アルカナ22枚が再編されている。神の領域たる「閉塞した天井」を破壊し、さらにその上のステージへ人間を押し上げるためのカードセットとも言えるので、教皇庁からすれば恐るべき不遜である。
現在は問答型思考補助式人工知能の中枢となっている。
黒猫祭祀秘録（くろねこさいしひろく）
エイワスの気紛れによって新たに産み出された魔道書。問答型思考補助式人工知能の記述をまとめ直したルーズリーフの束を分厚い書物の形にしたもの。
「窓のないビル」が宇宙空間に飛ばされたことで消滅寸前になった問答型思考補助式人工知能を救うため、巨大機器の軛から解き放つことで移動の自由を与えた。「原典」を運搬するために「ミナ＝メイザース」を模した物理肉体を持つ「人と同じ形をしたモノ」へと変化し、大規模並列演算機器としての処理能力で人間の上限を超える身体能力を発揮できるようになった。ただしその影響で空腹などの生理現象も感じるようになっている。
死霊術書（ネクロノミコン）
クトゥルフ神話群で言及される魔道書。「設定」上ではアル・アジフと呼ばれる伝説的書物だが、魔術業界においてはとある魔術師が「クトゥルフ神話群の中で描かれている絶望的な事象を再現するには何が必要か」を完璧に計算し、それを自在に操る術を記した書物のことを指す。その経緯から、「原典」でありながら、「原典」ではないという嘘から始まった特殊な魔道書として知られる。
現在はイギリスの市民図書館で保管されているが、一部記述が「目覚め待つ宵闇」に盗まれ海底都市ルルイエ浮上に利用される。
アラディア、あるいは魔女の福音（Aradia, or the Gospel of the Witches）
実践魔女の魔女術を紹介した魔導書。取材者に顔色を見ながら魔女の方がその場限りの即興で取材者好みのストーリーを展開していっただけだという説もある。後にジェラルド＝ガードナーが魔道書の記述を実践魔女の根幹理論に組み込んだ事で、現代の魔女はアラディア由来の恩恵を受ける事になった。

#### 魔術の分類・種別一覧
この項目では魔術の流派による分類や、広範に使用されるポピュラーな術式、個人に拠らず複数の人物あるいは特定の組織全体に関わる魔術を解説する。特定の個人固有の術式については、それを用いる人物の当該項目を参照。

##### 系統・流派・理論
各宗教の術式については後述を参照。
ルーン魔術
ルーン文字と呼ばれる魔術言語を用いて行使する魔術。北欧の主神オーディンがいくつかの儀式を経て18種のルーンの使い方の知識を入手した、いくつかの使い方はワルキューレから伝えられた、などの神話があり、主に北欧神話系の術式を扱う魔術師が得意とする。
ルーン文字には魔術的な意味が含まれており、その文字を場所や物に刻印することで意味に沿った効果の術式を発動させる。ルーンは標準フサルクの24文字を基本として様々な派生パターンが存在し、文字によって効果が異なるため、攻撃から補助まで幅広い応用性がある。またルーンは文字自体が力を有した核であり、ルーンの刻印を破壊するとその魔術は効果を失う。本来、刻んだ文字に染料などで染め上げることで起動し、文字を脱色することでスイッチを切り停止させるという過程が必要な「染色と脱色の魔術」だが、現代では大量印刷したカードを使うステイルを始めとして、適時簡略化して使う魔術師が多い。場所と状況に合った最高の一文字を刻む事によって最大の力を得る、「量」より「質」が重要な魔術なので、ルーン同士の戦いでは明確に相性の悪い天敵を数で圧して倒す事は難しい。なお、派生した第2のルーンは後世に開発された「文章を読みやすくするための文学的な追加文字」でしかない文学的ルーンとされ、オカルト的価値はない。応用次第でレコードの溝を針で読み取るように、書類を書いた人間の残留思念を掘り返せる。
科学と混ぜてもさほど誤差が生じないため、上述のプリンター印刷の他、ビタミンB2の紫外線発色、レーザー研磨用工作機械、微粒子と過冷却水といった手法が登場している。ただし、安易に組み合わせると科学サイドと魔術サイドの「協定」に抵触するおそれがあり、使用を止めるよう通達される場合もある。
最後のルーン
主神オーディンが入手した18種のルーンの中で、ただ1つだけ一体何のために習得したのか分からない、オーディンだけが役割と使い方を知っている伝説の魔術。オーディンの神秘の源となっている魔術だが、ルーン文字が人も神も共に使用できる以上、使い方さえ習得してしまえば人間にも使用できる。
文字そのものは他のルーンと同じく直線だけで刻めるが、刻んだ文字の溝を「染色」するのが繊細で、完成には長い時間が必要。たった1文字で「原典」に匹敵する魔術的価値が内包され、一瞬視界に入れるだけでも脳を「汚染」されて頭痛が爆発する。北欧神話そのものと同じく「浸透する宗教」の性質を持ち、惑星そのものに文字を刻む事で、世界そのものを大きく変質させる事こそが本当の力。ここで言う「惑星そのもの」とは地下6370キロメートル以上も離れた「地球の中心核」を指し、「主神にしか使えない」のは当時の北欧の人間は地球の核に干渉する術を持たなかったからとされる。ルーンが完成した段階で風景の中に溶け込んで誰にも文字を探し出せなくなり、また「原典」同様人類の技術では破壊できなくなる。
ブリュンヒルドが「主神の槍」の完成のために自動書記で中心核に刻みつけようとしていたが、彼女が神裂に敗北したために70%の段階で中断され、「槍」が砕かれると同時に連鎖破壊された。
近代西洋魔術
20世紀初頭に確立した魔術の系統。特別な才能なしに万人が平等に神秘を設計するための技術体系。「黄金夜明」が雛型とされ、その分派である「黄金」系を始めとして非常に多くの魔術師が扱い、その名の通り現代の西洋圏における主流な魔術である。
十字教の裏技的な魔術であり、聖書の記述や伝承を利用しつつも教義の矛盾や抜け道を探し、教会からは異端視されるような魔術を行使することから、「対十字教黒魔術（アンチゴッドブラックアート）」とも呼ばれる。天使の力を召喚して利用する儀式魔術を得意とし、魔法陣に天使の名前を借りたり、象徴武器やタロットカードなどの霊装を使う。また、願いを叶える過程で自分たちのルールでは到達できないものがあると、チベットや超古代文明、暗黒大陸などの植民地時代に支配下にあった地域の伝承といったものに手を伸ばすことで矛盾を解決しようとする性質を持つ。
錬金術
占星や召喚と並ぶ魔術師の基本科目とされる学問。ヘルメス学の亜流であり、後期のチューリッヒ学派は特にその影響が強い。鉛（卑金属）を金（貴金属）に変える、不老不死の薬を作るといった行為は実験の手段に過ぎず、最終的な目的は世界中のあらゆる法則を完全にシミュレートするアルス＝マグナと呼ばれる奥義にある。ただ、そのための呪文は完成しているものの、人の寿命の長さでは語り尽くせないことから「まだ完成していない学問」と言われている。また、「大いなる業」という「鉛のようにくすんだ人の魂を、黄金のごとき天使の魂に昇華する」術で、人間を天使へ進化させる理論も研究されている。
一方の科学サイドでは、「16世紀を中心に王侯貴族を相手に行われた詐欺行為」として認識されている。
偶像崇拝の理論
十字教や仏教の術式で用いられる理論。単に「偶像の理論」とも呼ばれる。
類感魔術の代表例で、模造したレプリカを見立てたり、似た形や役割の物を儀式に用意することで、元となった物と同様の効果や性質を得たり力を借りることができるという理論。十字架と聖十字架、天使の彫像と天使、「神の子」と「聖人」などが該当し、これによりレプリカはオリジナルの力を一部宿している。ただし、借りられる力の量はごく僅かで、伝説級の物品でもオリジナルの数%が限界である。さらに、元の「像」を歪めてしまえば理論そのものが適用されなくなり、本物との間にわずかでも魔術的な狂いが生じれば偶像として機能しなくなるため、万能とは言えない。
なお、精巧なレプリカに干渉する事で逆にオリジナルに影響を与える場合（「偶像の逆流」と呼ばれる）もあり、1巻でインデックスが使わせた回復魔術や天草式の「縮図巡礼」などそれを応用した術式も存在する。
陰陽道
東洋術式の一大流派。大陸から渡ってきた陰陽五行説や道教から派生し、平安時代に隆盛を極めた。風水、占術、錬丹、呪術、祈祷、暦術、漏刻などのさまざまな分野がある。作中では主に風水が登場し、地脈や龍脈の位置から土地の良し悪しを判断したり、地脈や龍脈を呼び込んで魔術を発動する。
カバラ
ユダヤ教や十字教に関連する魔術の思想・学派の一つ。古き魔術結社「薔薇十字」がよく使った事で知られ、「黄金」のメイザースが「原典」の翻訳を行い、欧州全土に知識が広まった経緯から近代西洋魔術にも取り入れられている。作中ではしばしばセフィロトの樹と呼ばれる神・天使・人間の身分階級表の概念が語られている。また、神様が土から人間を作ったという伝承を真似て、泥や岩石を材料にゴーレムと呼ばれる複製人間を作る魔術が存在する。
ヘブライ22字があれば世界の全てを説明できるとされ、火のシン、水のメム、風のアレフという3要素、7金属による7等分の輪、12宮の12色で囲って世界を表すのが薔薇の象徴である。さらにゲマトリアという暗号法が存在し、文字に数字をあてがって、2つの文章が同じ数であれば同一の意味を持つという解析方法により、「原典」には切り取り方次第で無尽蔵に誤読が発生する。
シジル
「黄金」系魔術結社の近代西洋魔術で使われる特殊な十字架の象徴。特定パターンで配置した「薔薇」の紋様を参考にし、ヘブライ語22文字の対応表の法則に従って、線形で単語を表現したもの。見た目は一筆書きのギザギザしたライン。多くの場合は力ある十字教の天使の名前を記して「天使の力」を引き出し、物品などに封入する手段として用いられる。
魔女術
「魔女」と呼ばれる魔術師が使用する術。そもそも魔女とは十字教発生以前から深い森で暮らす古代宗教の巫女とされるので、基本は薬草や鉱石から抽出した天然の「薬品」系を起点として、そこから治癒、占術、呪詛、飛翔、豊穣といった超常へ応用派生する。昔から薬草の扱いに詳しく、経験則だけで発酵や分解もこなしていた。白紙の魔道書「影の書」に独学知識の内容を書き込んでいくのが特徴だが、きちんとした「原典」まで昇華するのは稀。箒を乗り回す姿が有名だが、複数の魔草を調合した「魔女の薬」を塗り込んだ道具に飛行能力を追加しているだけなので、薬品さえあれば箒以外の物品でも操縦できる。昔から十字教に迫害され、中世には魔女狩りが盛んに行われて排斥された過去を持つ。
実践魔女（ウイッカ）
アラディア由来の学説から恩恵を受ける、特定の神話や宗教一本だけの基盤を持たない、十字教文化が浸透してから新たに編纂された「おまじない系」の魔女術。魔術による善行と悪行が使用者に3倍で返るなど、独自のルールやタブーがある。
プロトタイプの魔女達はいたものの、きちんと整えた教本が魔術研究家ジェラルド＝ガードナーにより公開されたのが西暦1954年とかなり新しい。古今東西の十字教にねじ曲げられた古代の神話や宗教を掘り起こし、魔女が悪者にされる前からあった原文を丁寧に復元させ、その上でガードナー好みの男女の儀式を勝手に追加し、「アラディア、あるいは魔女の福音」に記載されるアラディアの伝説を根幹部分に組み込んで整えられた、言うなればオリジナルではない「復刻版」である。ジェラルドが生前アレイスターと交流があった影響で、一部に男女の性から力を得ようとする側面がある。

##### 広範な術式・大魔術
人払い
結界の一種で、無関係な第三者を一定の範囲内から遠ざける術式。一般人の目に触れないよう密かに戦闘を行う魔術師が多いため、作中でよく使用されている。
人間の感覚や認識に影響を及ぼし、対象となる第三者に「何故かその場所に近づかない」と思わせる効果を有する。様々な宗派・学派で同様の術式が使われ、作中では主に「Opila（土地）」のルーンを刻む術式が登場している。
グレゴリオの聖歌隊
ローマ正教の切札的な大魔術。聖堂に3333人の修道士を配し、その祈りを集める事で魔術の威力を激増させ、数千の魔術の火矢を束ねた紅蓮の神槍で目標を狙い撃ち、破壊する「聖呪爆撃」を行う事ができる。作中ではアウレオルス＝イザードの立てこもる「三沢塾」を爆撃したが、アウレオルスが「黄金練成」で被害を術者にまで巻き戻された事で撃破される。
なお、アウレオルスも「三沢塾」の塾生達2000人を利用し、擬似的なグレゴリオの聖歌隊「偽・聖歌隊（グレゴリオ＝レプリカ）」を発動させていた。こちらはオリジナルとは異なり、術式の詠唱者の額から出現したピンポン球くらいの青白い光の球体が目標へ襲いかかるものとなっている。
御使堕し（エンゼルフォール）
上条刀夜が息子の不幸体質を改善すべく購入した呪術的な「おみやげ」を自宅に無作為に配置した結果、偶然に魔法陣が組まれて世界規模（異世界も含む）で発動した大魔術。人間の内面を維持したまま、その外見だけを入れ替え、同時に、天使を人間の地位へ落とした代わりに人間を神の領域へ格上げする。その違和感に気付けるのは、「幻想殺し」を持つ上条や強力な結界の中にいた人間、人間に落とされた天使など、術式の影響を受けなかったごく一部のみ。テレビアニメ版では、一部の人物の入れ替わりが異なっている。
土御門曰く「おみやげを1つでもヘタに動かしていたら、『御使堕し』以上の被害をもたらす他の魔術が発動していた」そうである（「御使墜し」はまだ安全な魔術で、中には風水のスペシャリストである土御門ですら分からなかった魔法陣さえ存在していたという）。土御門が儀式場になっていた上条宅を破壊したことで解除される。
20巻にて、四大属性の歪みが原因でこの術式が発動したことがフィアンマより明かされた。また、この件で「神の力」がサーシャの身体に宿ったことが、フィアンマがミーシャを召喚する手掛かりとなる。
縮図巡礼（しゅくずじゅんれい）
日本中に47ヶ所ある、空間を瞬時に移動するための出入り口「渦」の間を自由に行き来する「地図の魔術」。だが、特殊移動法を使うには地図に染み付いた特性「星の動き」が大きく影響し、決まった時間でなければ使えない。
江戸時代に日本で初めて実測で作った日本地図・大日本沿海輿地全図に、作者の伊能忠敬は、「ミニチュア」としての黄金比を少しも歪めず明らかに狂った出入り口を書き込むという驚異的な技術により、「偶像の逆流」を利用して日本列島には存在しないはずの「渦」を作り出した。ただ、大日本沿海輿地全図そのものからは23ヶ所しか「渦」は発見されていない。伊能忠敬の一派は諸外国に強い興味を持っていたため、学術的な興味から非公式に接触があった天草式は全ての「渦」を把握している。
聖人崩し（せいじんくずし）
天草式十字凄教が完成させた対聖人用専用特殊攻撃術式。神の子の処刑の象徴に乗っ取り、聖人の体内の力のバランスを強制的に崩すことで、その力を一時的に奪う術式。そのため、通常の魔術師には何の効果もない。逆に、二重聖人のアックアにはそのまま自壊するため、致命的な攻撃となりえる。術式の中心になるのは「槍を持つ者（ロンギヌス）」（作中では五和）で、雷光と化した槍を目標の聖人に突き刺し、攻撃を食らった対象の背中からは莫大な光の十字架が上下左右に広がる。雷撃から手を保護するため、五和はおしぼりを槍に巻いて管槍の形で使った。
撃墜術式
魔術によって飛行している者を撃墜する術式。十二使徒の一人であるペテロが空飛ぶ魔術師シモン＝マグスを撃墜した逸話を由来としており、「十字教で解釈できる範囲の異端・異教の飛行術式」を用いる人間に対し、呪文の詠唱だけで墜落させ、さらに一定のダメージを与える効果を有する。
簡便で強力な上、元の伝承が有名なこともあり極めて広く普及している。このため現代の魔術師には、飛行自体は容易にも拘わらず、直ぐに撃墜されるので迂闊に飛行できないという制約が課せられているため、「撃墜術式を防ぎ切るだけの大型防御」を搭載するための積載量を持つ巨大霊装を除き、個人では10メートル以上には上らないことが定石となっている。
なお、「魔女の薬」を道具に塗って飛行する魔女たちは、「地上を移動している」とごまかすことで低空における高速飛行を可能としている。また、アレイスターやオリアナが使用したイシス＝デメーテルは例外的に術式を防いで飛行が可能だった。
連合の意義（ユニオンジャック）
女王魔術ともいうべきイギリス王室専用の国家レベルの大魔術。カーテナが得る莫大な「天使の力」を国民全員に等しく再分配させる大規模術式。表に現在のイギリスの国旗、裏にかつてのウェールズの国旗が描かれたイギリス四文化を象徴する一枚の旗の霊装を使って発動させる。霊装自体は大英博物館の一般展示品に紛れさせているため、旗が霊装であることに気づいている者は少ない。
演説に使った通信用術式を応用して、9000万人もの人間を同時に誘導し、全ての「天使の力」そのものに手を加え、使用者の思念に応じて性質を変え、なおかつ使用者を暴走に巻き込まれない安定性を付加された「都合の良い形」に調節された「天使の力」を受け取る事で、初めて民間人は「自分が手に入れた力を使って、自分の考えた通りのアクションを起こす」事が可能になる。その上で、「魔道書の知識で民間人の脳を汚染する」という最悪のリスクを除外するために魔術の「匂い」を徹底的に隠し、不可思議な現象を目の当たりにし、自在に扱わせつつも、決して本質に近づけさせないように配慮されている。また、禁書目録が作り出された理由のひとつが、この術式の制御を補助するためではないかとする説もある。
プロジェクト＝ベツレヘム
右方のフィアンマが第三次世界大戦で行った魔術儀式。世界全体の属性の布陣の「歪み」を正し、「聖なる右」の正しい力を得るための大きな力の流れを規定し、4つの属性を再設定するためのもので、夜空に「とある星」が出現した事によって、預言者が「神の子」の誕生を確信したという神話的事実を応用した大規模術式。
サーシャを使って呼び出した「神の力」を利用し、天使の術式「天体制御」で一度空から全ての星を消した上で、「天使の力」で満たされた不完全な天空へ「ベツレヘムの星」を浮かべ、同時に世界各地の教会や聖堂を適度に破壊する事で「地上」の力の流れにも手を加え、さらに、「神聖なる右手が自然と備えてしまった浄化作用」と推測される「幻想殺し」が宿る上条の右腕を切断して奪い、その血肉を分解して「第三の腕」へと組み込む。これによって惑星そのものが天使のいる世界へと変貌を遂げ、莫大な「天使の力」そのものが空を引き裂いて降臨し、天空を黄金の光で染め、地上浄化のために清浄なる「天使の力」を散布し基礎構造から変質させ、その後の「復興」に使う資源として、腕や天使の輪、肋骨など多様な形状の「天使の力」が実体化した巨大構造物を地面から生み出し、各属性と派生的な現象による大規模な破壊が生じた。最後に地の底を組み替える事で全ての歯車の再調整と円滑のための機構の設置が終わり、世界が「そうであるように」再び正しく回り始めるはずだったが、上条が「幻想殺し」を取り戻した事で取り込んだ「右腕」そのものが急速に劣化、各地に出現した「天使の力」は魔術師達が処理し、天から降る莫大な「天使の力」も一方通行が吹き飛ばし、フィアンマが上条に敗れた事で失敗に終わった。
妖精化
オッレルスが絵本や童話を参考に作り上げた対「魔神」術式。十字教巨大勢力が昔から行ってきた「異教の神の矮小化」、つまり神々を妖精として扱うという魔術。光の杭を手のひらから出現させて相手を貫くことで、「魔神」を強制的に人間へと戻すことができる。
後に右方のフィアンマは、207万回連続で術式を叩きこむ長さ500mの光の杭「変異型妖精化」を開発しているが、完成した「魔神」の僧正には通用しなかった。
晩餐の魚
ローマ正教が保有する大規模術式。世界中の20億人もの信徒の魔力と演算機能を統合する術式で、通常の術式の威力を20億倍にするもの。さらに遮蔽物を貫通して目標だけを狙撃することができ、攻撃対象の周囲にいる全ての聖職者が並列して存在する複数の「耳目」と「主砲」の役割を同時に果たす。術式の使用にはローマ教皇からの解除命令と20億人共通の憎悪が必要で、他のローマ正教の術式同様ブレーカー役が要であり弱点ともなっている。
七つの罪
ロシア成教が構築した対魔神術式。異教の神々を十字教に当てはめたうえで再構築し、七つの大罪にこじつけて1つの罪につき対象の力の7分の1を奪って弱体化するという術式。効果範囲はロシア成教の総大主教、ロシア成教徒、総大主教が五感のどれかで敵として認識した相手の3つ。
よその宗教に難癖をつけて力を削ぎ落とす方法論で、実際の正しさは関係なく、一方的な屁理屈を現実の攻撃へ転化している。方式としては「妖精化」と似ているが、権威は貶められるものの、恐怖の対象である事はあまり変わらず、場合によっては「より大きく」描かれて「悪魔」の方に寄る危険性もあり、「力はそのままに性格がさらに残忍に変化する」といった事にも繋がりかねない。加えて、突き付けた罪に自信がないと完成せず、敵の反論によって術式を発動している側にもフィードバックが起こりうるという弱点が存在し、現場にブレーカーがないので総大主教に直接影響が及ぶ。ただし上記の3項目に抵触しないロシア成教徒以外の刺客が標的を殺した場合、一切フィードバックされない。

#### その他魔術関連

##### 魔術的なエネルギー
個人で精製する魔力とは別の大きなエネルギー。魔力と違って最初から属性のようなものが与えられている場合が多いため、魔術を使うためにエネルギーを作るのではなく、エネルギーの質に合わせて使う魔術を選択するという方法を取る必要がある。人の持つ魔力を使って「呼び込む」形で発動する（爆弾と信管の関係に近い）ので、そもそも個人の魔力を操れない者は大規模なエネルギーを扱えない。個人の魔力では不可能なレベルの術式を扱えるが、単純に爆発の規模が変わるのでリスクも増加する。
天使の力（テレズマ）
文字通り天使が扱う力。天使の肉体や天界を構成する別位相のエネルギーでもあり、聖人が得ている神の力もこれと同じ力である。「テレズマ」は「黄金夜明」における呼称で、十字教では「神の祝福（ゴッドブレス）」と呼ぶ。
偶像崇拝の理論などによって人間が集めたり召喚することが可能で、十字教の術式や近代西洋魔術でよく用いられる。魔術の行使への利用や霊装や武器に込められたり、直接身体に宿すことも珍しくなく、形のない「天使の力」を人のイメージという「袋」に押し込め、空気人形のようにシルエットを形成するという、「黄金」でも使われた天使の構築（召喚）術式が有名。ただし人間が精製する魔力と異なり、属性や性質が固定されるなど融通が利かない。また、莫大な量になるとより強大な力を振るえるようになるが、その分制御が非常に難しくなり、暴走すると大規模な爆発や甚大な被害を及ぼすなどそのエネルギー自体が大きな破壊力を持つようになる。「黄金」では出エジプト記から文字列を取り出して末尾にelやyahなどをつけて72の天使を自作して切り分ける事で、無色透明で形のない「天使の力」を効率的に操り目的に応じて使う技法が編み出されている。
天使の体、衣服、武具、防具の全てを構成しているとされるため、物質化も可能。物質化した「天使の力」は純金、プラチナ、タングステンなどより高価で便利な素材だが、科学、魔術を問わず人類の技術では加工できない。
この世で最も大規模な「天使の力」が人に宿ったのは受胎告知の時とされている。ただ、「神の子」の総量、つまりこの世界を支え導くほどの絶大な「天使の力」を胎に収めた場合、通常なら間違いなく爆死する。
高密度の「天使の力」を長期間にわたって身に宿し続けると、不定期な指先の細かな震えや、間近で大きな魔力を使われた時に胸に圧迫感を受けるという一種の拒絶反応に近い魔力の異常感知体質になる、などの副作用が出る。作中では「御使落し」で「神の力」を宿したサーシャがこの症状に悩まされているほか、「黒い翼」を発動させて以降の一方通行も類似の症状を覚えている。
地脈 / 龍脈（ちみゃく / りゅうみゃく）
大地に根付くエネルギー。地中を無数に走るラインのような物で、惑星全土に行き渡り循環している。その流れ方は地形に起因し、山や川などの配置を変えてしまえば容易に変えることが可能。地脈や龍脈という言葉は元々東洋の風水思想における概念だが、他の宗教でも土地に起因する同種のエネルギーを用いる際に同じ言葉で説明されている。
人の魔力を超越しているものの単体ではそれほど強大な力とは言えないので、神殿や寺院を通すことで「界力（レイ）」という莫大なエネルギーとして利用する。魔術的なエネルギーではあるが、性質としては人間の魂や生命力と似た物らしく、上条の幻想殺しでも打ち消せない。空気と同じように魔術師を含めて普通の人間では感知できず、巫薙や風水師といった専門家にしか見えない。

##### その他の存在
魔神
「魔界の神」という意味ではなく、「魔術を極め過ぎて神の領域に到達した魔術師」の事（意義としては魔人に近い）。魔術を極めた先にある到達点であり、全次元、全元素、全位相を完全に掌握し世界を自由自在に歪める事が出来る。寿命も超越しているようで、四大文明の頃から生き続けている者まで存在している。この領域に至るためには何らかの試練を突破する必要があるらしく、なかには一度死んでいる「特別な死者」までいる。
わずか10名程度しか存在していないにもかかわらず魔術サイドにおける総力の99.9%を占めるほどの力を持っているが、完全な「魔神」はすでに世界の許容量を軽く超越しており、存在するだけで世界が砕け散ってしまうため、力を世界の許容量のギリギリまで分割しなければ世界を自由に闊歩できない。加えて、強大な力を持つが完全無欠の存在ではなく、作中では自分たちの無意識から生じたイレギュラーによりほぼ全員が地上に干渉不能となっている。
理由はどうあれ絶大な力で当たり前のように幸せを振り撒く存在であるが、その結果、どうしようもない考えで人間を振り回す事もある。また、「神」として地上に存在する適性を持った物品や生体に特殊な能力を与える力があり、上条当麻の「幻想殺し」や上里翔流の「理想送り」は「魔神」達の願いから生み出され、人間に授けられた異能の一種。これらの力は人材に宿る方が珍しく、長持ちする破邪の剣や聖なる鏡のような物に宿るのがほとんどであるとされ、選ばれる側にも何らかの理由が存在していると考えられている。
本来、必要なものは全て作れるので世界の支配にも敵対者の殲滅にも興味がなく、「魔神」以外からの攻撃など蚊ほどにも感じないので外の世界からの脅威など気にも留めず、ちっぽけな惑星にしがみつく個人など視界に入らないので特定の個人を害しようなどという気概もない。だが、オティヌスは「魔神」の領域に再び上り詰めるために「暴力」という素材を必要とし、結果として世界規模の騒乱が生じる事となった。
吸血鬼
人間の血液を吸う種族。十字教徒には「カインの末裔」とも呼ばれる。科学サイドは当然の事、魔術サイドでも未確認生物扱いとなっており存在には否定的である。噛まれた者も吸血鬼になる、死ぬと灰になるなど、俗に言われる吸血鬼と同じ特徴を持ち、不老不死であるが故に無尽蔵の生命力、すなわち無限の魔力を有すると推定される。ただし姫神曰く、内面に関しては普通の人間と何ら変わりないらしい。
ドラゴン
いわずと知れた伝説上の生物で、「竜王」「悪竜」とも呼ばれる。
翼を持つ巨大な存在であり、地底の支配者にして財宝の番人。十字教においては、悪に染まった堕天使、異教の神、異教や異民族からの侵攻勢力などと同じ魔術的記号を持つ一方で、「騎士派」では己の家や血筋を掲げる紋章としても取り扱われる。善悪の二元論がかっちり決まり、情状の酌量もなく幽霊は悪として滅ぼされてしまう十字教文化では極めて珍しい、清濁を併せ持つ記号でもある。
天使と同じく強大な魔術の目安とされるが、天使と違ってそのものが作中に登場したことはなかった。ただし、上条の右腕が2度切断された際には傷口から竜の姿をした「何か」が出現しており、神浄の討魔に「幻想殺し」を奪われた際にはドラゴンの外殻を纏う能力が発現した。
騎士
儀礼的な勲章ではない、実体的な戦士としての騎士。
王室と国家に忠誠を誓いその配下として活動する戦士。表向きは近代の銃火器発達に伴い歴史から消えたとされているが、イギリスなどでは秘匿されつつも現代まで残存している。
伝説上の戦士や聖人などの伝承を応用した魔術を肉体一つで発動することで、生身にも拘わらず非常に高い戦闘能力を有している。「霊装が生み出す効果以上の豪腕で暴れ回る」などあまりにも運動性能が高すぎて、霊装としての追加効果がかえって邪魔になってしまうため、装備する鎧には霊装機能は一切ない。ただし、聖人には到底及ばない程度の実力。
騎士団
儀礼的な勲章ではない、実体的な戦闘組織としての騎士団。
イギリスの騎士団では、かつては騎士団の中でも「先槍騎士団（1st Lancer）」「両斧騎士団（5th Axer）」「鉄杖騎士団（7th Macer）」といったそれぞれ特色ある13の騎士団に分かれていたというが、現代では全ての騎士が万能な技術を有しているため体制が一新され、7年前からただの「騎士団」と呼称されている。騎士団長のように高貴な家柄の者もいるが、イギリスの利益になるならば平民や出自の不正確な人間も受け入れる。
なお現実と違い、作中世界の騎士団はイギリスが本場らしくローマ正教十三騎士団はイギリスの騎士団の模倣である。
異種高次生命
十字教において「天使」、あるいはそれに対立する「悪魔」と呼ばれる存在の呼称。「別位相空間に存在する何らかのエネルギーの塊」で、1体でも現世を滅ぼすに足る大火力を持ち、自ら思考する存在を創り出すこともできる。ただし、例外的に実体を持つインキュバスやサキュバスを除けば、現世で十全な力を振るうためには霊媒となる肉体を必要とし、それ無しに存在を維持し続けることは負担が大きい。
魔術生命体
魔術により、仕組みのよく分からない「魂」を器である肉体ごとまとめて製造された存在。魔術師が有機物に手を加えた亜種、無機物だけを素材として作り出す新種など、パターンは千差万別だが、「独自の思考能力を持つ」という共通の特徴がある。1体あたりの製造コストが高すぎる事、霊装やゴーレムに比べて不安定で利便性が低い事、自然界の様々な問題に対処できず寿命が不安定な事、などの様々な問題点があるのでジャンルとしては廃れている。

##### その他の概念
生命の樹（セフィロト）
2000年以上前から語られるカバラの概念。神様、天使、人間の「魂の位（レベル）」を10段階評価したピラミッド、簡単に言えば身分階級表であり、「神様絶対主義」を図で表したものとされている。天使が守護する10の球体と22の径で大きな宇宙（せかい）と小さな宇宙（にくたい）を繋いで超常を起こす対応表でもある。10のセフィラからは「四界」と呼ばれる、「原形世界（オーラムアツイルト）」「創造世界（オーラムブリアー）」「形成世界（オーラムイェツィラー）」「物質世界（オーラムアッシャー）」の4つの世界が構成される。さらに、秘された11番目のセフィラとして「知識（ダアト）」が存在する。7本のロウソクによって例えられるメノラーという別表現もある。
「神の領域」に当たるアインソフオウル（000）、アインソフ（00）、アイン（0）は、人では理解も表現もできないとされる概念なので、セフィロトには描かれていない。しかし、これを逆手に取って、人間を超えた肉体を手に入れる事で「神様の力を横取りできる」とする十字教最初の異端宗派「完全なる知性主義」や、錬金術における「黄金錬成」といった思想が生まれた。
プラスの心を表す、人の心がどのようにして健全に育まれていくかを示した図面であり、正しく理解に努めれば、自らの魂を浄化して1つ1つ格を上げて行くことができるが、見方を間違えて自分がすでに昇り詰めたと思い上がれば心を暴走させ、マイナスの即面をもたらしてしまう危険な側面も有している。修行で人間が上がれる階級を明示しているが、天使の数や人の数は決まっているため、通常、人間が天使の上位セフィラに上ることも、天使が人の下位セフィラに降りることもあり得ない。肉の檻を捨てて生命の樹を昇れば叡智に触れる事はできるが、その分、外からの力で歪みやすくなる。対して、樹を下れば様々な物理的制約を課せられる代わりに、強固な自己を維持できる。
邪悪の樹（クリフォト）
生命の樹の逆位置にある悪魔が守護する樹で、マイナスの心を表す。嫉妬や怒り、人の負の側面がどのようにして生まれて作用するのかを表現した図面で、悪徳を示しているものの、本質が絶対悪というわけではなく、普通であれば人を振り回して無秩序な破壊をもたらすものだが、扱い方次第では怒りの芸術といったプラスの成果をもたらす事もあるというように、正しき者が十分な研鑽を積んだ上で挑めば世界の裏側にある危険な叡智を獲得できるとされる。
時代（アイオーン）
アレイスター＝クロウリーが提唱したエジプト神話の神々の名を冠した世界の歴史の区分。「十字教成立以前の原始宗教の時代」を「イシスの時代」、「十字教単一支配下の法則」を「オシリスの時代」、そしてアレイスターが言及した「1904年最後の審判説」の中でオシリスの時代が終焉を迎え人類が真の目覚めを果たしたという「ホルスの時代」の3つに区分される。オシリスの領域の力ではホルスの魔術には敵わないとされるが、異なる様式を否定する概念ではなく、全ては積み重ねであることを示している。
火花
魔術の行使が原因の位相同士の接触、衝突によって生じた奇跡のなり損ない。飛沫ともいう。多くの人が知らずに干渉を受ける、偏った集まりから生じた偶発、すなわち運気と呼ばれる物と同義であり、コイントスや店で出てくる料理の順番、出会いや別れ、結婚や離婚、果ては直接の原因が見つからない死などもこの反動によって引き起こされる。つまり、この世には偶発的な事故や病気などなく、人々の小さな積み重ねは折り重なる位相の問題であり、結果人々は平等に振り回され、未来が今の積み重ねで作られる以上、影響も現在に限らない。あらゆる人の喜怒哀楽にどう結びつくかは誰にも分からず、浅く広い流れから弾かれて消えてしまう命に元凶や陰謀などないが、逆に災いの芽を摘み取る事も至難にしている。魔術の火花は本人が忘れた頃にそうとは分からない形でやってくるというのも真理であり、歴史に名高い魔術師の大半が最期には非業や孤独の死を遂げている。
重なる位相を乱暴に掴み、束ね、いたずらに衝突を誘うヘルメス学などの統合した理論は、特に火花を頻出させると言われるが、計測できない事象なので存在しない事象として扱われ、多くの魔術師はしわ寄せが起きている事すら想定しておらず、10万3001冊の知識を持つインデックスでさえ認知していなかった。追儺の方法自体はあり、「黄金」ではブライスロードの秘宝こと「幻想殺し」を利用してメンバーを火花から庇護していた。一方、アレイスターや娘々は自分で発生させた火花を操って攻撃する術を編み出している。

##### その他の魔術的構造物
聖ジョージ大聖堂
イギリス清教の実質的な頭脳部であり、「必要悪の教会」の本拠地。ロンドンの最中心部からやや外れた中心街に存在する教会の1つ。教会としてはそこそこ大きいが、世界的観光地として知られるイギリスの寺院や大聖堂と比べると格段に小さい。
元々はイギリス清教の鼻つまみ者だった「必要悪の教会」が、カンタベリー寺院から左遷される形で与えられたものだったが、イギリス国教という巨大な組織の中で信頼と権限を積み上げていく事で国を統べる一大宗派の核となった。
対魔術師用の総本山であり、多くの防壁が用意されている。地下には大規模な霊装保管庫が存在するほか、本命、ダミー、トラップ用、迂回路など用途も重要度も様々な無数の脱出用通路が蜘蛛の巣のように何キロメートルも伸びている。
カンタベリー寺院
イギリス清教の総本山であり、正式な心臓部。元々は首都ロンドンから離れた地方の大聖堂だったが、1170年12月29日に聖トマス＝べケットが「王室派」に暗殺された件で反感が募り、結果として教会の独立性を認めざるを得なくなった事から、イギリス清教始まりの地、とも呼ばれる。
処刑塔（ロンドンとう）
イギリスに存在する歴史的な建造物。かつては囚人達の末路として知られ、この門をくぐった者は生きて出る事はできないとまで言われた血と拷問と断頭刑の施設だった。イギリス王室最大の宝物庫としての側面も持ち、現在では一般公開されてわずか14ポンドで見学できる観光名所「ジュエルハウス」となり、処刑設備としての歴史だけでなく、イギリス王室が保管する巨大ダイヤ「アフリカの星」などの宝石類も並べられている。しかし、昔ながらの役割を持った暗黒の施設群「ホワイトタワー」が、表からは見ることも入ることもできない莫大な迷路状の「死角」で稼働し続けており、現在も「必要悪の教会」の元で囚人達を捕らえ、必要とあらば拷問でも処刑でもためらいなく実行している。ビーフィーターという看守兼衛兵に守られており、鉄扉と鉄格子付きの窓が備え付けられた独房は魔術的に補強されている。
有事の際には「奉仕作業」という、幽閉中の囚人を、ビーフィーターの監督下で一時的に表に出して対魔術師戦闘に従事させる特別措置が取られる。ただ、人間に良識が残っている間は絶対に行われない本当に最後の手段で、クロウリーズ・ハザードでロンドンが陥落しかけたときにも許可は出なかった。
作中では、リドヴィア、ビアージオ、キャーリサ、ウィリアムが収監されている。また、クロウリーズ・ハザード時に捕らえられた上条が、「三重四色の最結界」のコアを探す過程でホワイトタワーに置かれていた多くの文化財を「幻想殺し」により破壊し、同時に重厚な石壁も内側から大きく崩落してしまう。

聖ピエトロ大聖堂
ローマ正教の心臓部たる世界最大の聖堂。1世紀に死んだペテロの墓の真上に、4世紀にコンスタンティヌス帝が聖堂を贈呈・建設したのが始まりで、ルネッサンスの際にミケランジェロの設計で大改築された。この事から「聖人の死体を利用して新しく建てる教会の権威を補強した」ものとも言える。
歴史的、学術的な価値が高い建造物であると同時に、ローマ正教最大の要塞でもあり、莫大な施設を支える魔術的な仕掛けが施されている。また、地下には禁書目録を案内したほどの、莫大な知識量を誇る大書庫が存在する。
教皇と右方のフィアンマの内部抗争によって聖ピエトロ広場を含む大部分が崩壊する。
バッキンガム宮殿
イギリス女王が暮らしている住居。隣接する2つの公園と融合するように存在し、イギリスの首都ロンドンの一画が丸々開けているので、一見するとスケールのデカい公園に写る。他国との会談にも使われる事から、相手国の重鎮を罠の中に誘い込む構図にならないよう、別宅のウィンザー城などとは違って敷地内から魔術的なセキュリティ機構は全て撤去されている。また、「カーテナ」によって天使長と同質の力を得た国王を殺せる人間はいないという事も、セキュリティを必要としない理由の一端である。ただ、宮殿のほぼ真下を通るヴィクトリア線に魔法陣を施した特殊車両を運び込む仕掛けによって、カーテナ暴走時に備えた安全装置としている。
「ブリテン・ザ・ハロウィン」最終盤における戦場となり、バンカークラスターなどが撃ち込まれた事もあって大きな損傷を受ける。

レンガ埠頭（レンガふとう）
スコットランドの最北端に設置され、海と空からイギリスへやってくる不審者を沈めるために機能している長距離迎撃神殿。元は産業革命の頃の港の跡地をイギリス清教が徴収し、迎撃用の魔術施設へ改装したもので、レンガ製の構造物が連続的に繋がって巨大な城かダウンタウンのようになっている。
備わる大規模迎撃術式は、「見えない砲撃」が魔術師に着弾すると生命力を強引に魔力に変換させた上で勝手に体内で暴走させるという、「術式妨害型」のシステムを取っている。有効射程は半径200キロメートル以上、50個の標的を同時にロックし、そのうちの20を瞬時に攻撃可能。

海洋牢獄（かいようろうごく）
「必要悪の教会」が世界各地で捕縛した敵性魔術師が、イギリスに運ぶ途中で再逃走されるのを防ぐために作られた牢獄で、定期的に7つの海を渡っている。元になっているのは水族館にある透明なトンネルをエスカレートさせ、ありとあらゆる海の世界を楽しめるという分厚い防弾樹脂で作られたガラス張りの豪華潜水艦「アクアトンネル」。全部で12隻建造されているが、アクアトンネルの名称で本当に世界一周旅行をしているのは「デコイ用に用意された、本物の豪華客船」である1隻のみで、他の11隻は海洋牢獄として機能している。
囚人は1隻に500人ほど収容されている。囚人による乗っ取りを防ぐために内部には操舵室は存在せず、7つの海に対応した巨大霊装「喜望峰」により海の近くから遠隔操船される。インド洋の場合はインド南端のナーガルコイルに設置されている。
巨大な船と、そこに乗る罪人という魔術的記号を、北欧神話で神々を裏切ったロキが操る死者の爪で作られた巨大船「ナグルファル」に対応させ、死亡した囚人の爪を設置する事で制御権を奪取するというシージャックが発生した。しかし、派遣された「聖人」神裂の圧倒的な戦闘力を目撃した事で首謀者が戦意を喪失し、降伏勧告を受け入れる。

市民図書館
ロンドン市内にある3階建て程度のビルディング。表向きは民間人からの「善意の寄贈」によってのみ成り立つ施設であるが、好事家が管理しきれなくなった稀少本の最終処分場でもあり、散逸した危険な魔道書の再回収を誰の目にも留まらない形で促すための公共施設というのが本来の意図。修繕室に保管されているのは大半が「写本」だが、「死霊術書」をはじめ20冊未満だが「原典」も存在する。管理方法は「魔道書の形をしたデコイ」を大量に隣接させる事で、「原典」の自己認識能力を狂わせ「一体どこからどこまでの情報を被験者に流入させれば良いのか」判断できなくさせて、自立稼働を空回りさせているというもの。

ソード聖堂
「必要悪の教会」の拠点の一つ。神のために戦って折れた剣や槍の最期を「看取る」ための器物を冠した珍しい聖堂で、物品そのものを拝む信仰方法は邪道だが、無理に押さえつければ不満が蓄積するとして、ガス抜きのために容認されたというのが宗教的解釈上の事情である。プロの魔術師の間では、強力ではあるもののあまりにピーキー過ぎて持ち主まで死なせかねない霊装の再チューニングを行うカスタム施設として有名。巨大な火薬庫ともいえる施設だが、まともな構成をした霊装は保管されていない。一応人間を取り扱う区画はあるが、凄惨な傷のついた死体からどういう霊装が使われたか逆算するための設備なので、「人のための設備」は極端に少ない。

ラジオゾンデ要塞
「グレムリン」が上条当麻を捜すためだけに作り出したサーチ構造物。命名はイギリス清教で、学園都市で観測用に使われる中間圏ラジオゾンデという風船に由来する。世界の注目を氷河期の発生という「惑星レベルの壊滅的なリスク」に向けさせるため、縦横の長さがおよそ20キロメートルある十字の形をした巨大構造物として作られており、建築様式は「ベツレヘムの星」を模しているのか、「世界中から聖堂や神殿をかき集めて作った」かのようにバラバラ。下面に200〜300個ほど付いた全長数十メートルのガスタンクのような金属製の球体で浮力を発生させているが、バルーン群に入る量で十分な浮力を得られるガスは科学的には存在せず、搭乗する「投擲の槌」が制御を担当している。中間圏と呼ばれる高度5万2000メートルの高度を浮遊しており、極端に空気が薄いために揚力を確保できない飛行機では到達できず、その場に留まれないロケットでも干渉が難しく、「弾道ミサイルなどで手を出せば即座に壊滅的状況に陥る」状況を作るため、バルーンの強度は30ミリ鋼板クラスと非常に脆い。
龍脈や地脈が「幻想殺し」によって削られた分だけ修復するというサイクルに対して風水の応用で干渉し、赤く濁った結晶のような発信器がおよそ50キロメートル間隔で地中に自動製造され、発信器の範囲内に上条がいた場合はさらに精密な誘導を行うよう設定されている。イギリスを経て、フランスからユーラシア大陸を横断し、学園都市の第7学区・中央ハブ変電施設を目指して進行し続ける。対処のため、聖人である神裂が有人ロケットで宇宙まで上がった後に大気圏へ再突入、要塞の上に着地するという大雑把な手法で侵入し徐々に降下させようとしたが、「投擲の槌」との交戦で要塞の3分の1が消滅した。レイヴィニアからの情報提供を受け、一方通行が発信器を埋めた場所を特定し、浜面がボーリングマシンで分厚いコンクリートの床を突き破り、発信器本体を上条が破壊したことで学園都市への要塞墜落を免れ、作戦通り太平洋上に不時着した。

イングラド―ロンディニウム大要塞
12月に発生した「クロウリーズ・ハザード」の侵攻の際、ロンドンを中心に年輪やバウムクーヘンのように何重にも張り巡らされた防衛戦。
外縁部はミステリーサークルなどの歴史を超えて語られてきた「草を倒して作った不思議な記号」という超常を人工的に再現し、牧草地帯そのものを命令1つで操り、干し草で作った長大な壁を一面に広げている。草の壁を越えようとした者は油で絡め取られ、古くから罪人殺しに最適な炎の壁を作って侵入者を焼き殺す手はずになっている。さらに、魔術的な飛行手段で防衛線を越えようとする者に対しては、「トマス＝ベケットの血の奇跡」を応用した高圧放水で撃墜する。
さらに首都ロンドンの周囲にはオーロラのような「三重四色の最結界」が張り巡らされ、すさまじく巨大な壁が行き来するような構造から、下手に触れれば中空に引きずり込まれ、莫大極まるプレス機で押し潰される。インデックスによるとギルドの概念を利用した術式らしく、わざと正解に乱数化を施しているため、結界を張った張本人でも解除できず、表層を砕いた時点で引きずり込まれるため「幻想殺し」でさえ破壊できない。ただ、イギリス王室最大の宝物庫でもある処刑塔の中に結界のコアとなる霊装が保管されており、これを「幻想殺し」が破壊したことにより解除される。

クイーンブリタニア号
全長200メートル以上、甲板までの高さ9メートル、排水量15万トンもの規模で、ディーゼルを動力源とする巨大な豪華客船をイギリス王室の一族のみのために整えた、「海の上に浮かんだ城」。名画ばかりのギャラリー、本格的なオペラハウス、ダンスホールに食堂も、「乗り物」のスケールを超えている。外交上必要な渡航は全て航空機を使う以上、実際には乗り物としての性能よりも国威や技術力を示す意味合いが強く、今では退役してエディンバラの港に繋がれ観光名所の1つになっているが、そもそも国家を代表する者達が乗り合わせる船ということもありその硬さは言うまでもなく、魔術大国イギリスによって諸々の妨害や攻撃で簡単に沈まないよう、船の設計レベルで様々な魔術的記号が組み込まれた特別製。退役後も保存されていたのは、力技で解体しようとすると反動で国の半分が吹っ飛ぶからで、何も知らない観光客の「雑念」で撹拌することで、1200年以上かけて魔術的記号を中和する方法を採用している。
王族が直接乗り込んで海を渡り、イギリス連邦影響下の所定のポイントで大規模な儀式を行うための牙城で、ヘリポートの位置に設けられた広大な十角形の儀式場があり、「どのような霊装でも祭壇中央に接続すれば増幅・攻撃的に転化する」という機能を持つ。全権を掌握すると世界と世界を壁で区切って緩衝用の世界を間に挟んだ状態となり、一度ヘリポートが「消えて」しまうと、「魔神」クラスの一撃か「幻想殺し」でもない限り外から神殿を崩すのは不可能。
「モ・アサイアの儀」を行うための儀式場として、クロウリーズ・ハザードや「神威混淆」でイギリス全体が混乱している間に最大主教の指示でエディンバラから出航、ダンフリース近海でコロンゾンに乗っ取られ、コロンゾン自身が蓄えた力を動力源として儀式に適したポイントへ移動し始める。だが、目標地点に到達する前に総攻撃が行われ、コロンゾンが上条の右腕を切断した際に発生した「何か」によって船体が真っ二つに裂かれて沈没してしまった。

エディンバラ城
魔術の界隈では不死の王と言われたジェームズ4世が住まいとした城。オカルトとしての真価は聖マーガレット礼拝堂を中心としてアリの巣のように広がる、無数の出入り口、通路、階段を内包する膨大な地下構造体にある。その地下構造体にはオナーズオブスコットランドが保管されていた。

ウィンザー城
ロンドン郊外、テムズ川のほとりに位置するイギリスの君主の公邸の一つ。イギリス王室が所有しており、一部は博物館や資料館のように公開されているものの、王室が依然として居住空間として使用している、正真正銘の女王の城。およそ45000平方メートルの床面積を持ち、住居者がいるものとしては世界最大の城で、ヨーロッパで最も長く使われている王宮である。女王が週末を過ごすためにここを訪れているときには王室旗が、平日などのいないときにはイギリス国旗がはためいている。
中央庭園にある円筒形のラウンドタワーを挟んで、左右にコの字に近い石造りの建造物が囲み、片方には聖ジョージ礼拝堂があり、もう片方には来賓の応接や記者会見などを行うステートアパートメントを収めている。
バッキンガム宮殿とは違って魔術的な機構が組み込まれているため、ここで開かれる公のパーティーは、「イギリス国王は我々を罠にはかけない」という信頼を持つ者だけが招待される形になっている。城内には国防にとって重要な霊装がいくつも保管され、警備機能として、薬効を取り出す事に失敗したマンドラゴラを温室で量産、内耳からの振動で心臓を破る「雄叫び」を利用した対人地雷を配備している。

### 霊装（れいそう）
魔術を行使する時に用いる道具や、魔術的効果が付加された武器・装備の総称。いわゆる魔法の道具。
儀式や戦闘の際に、より精密な手順や効率化が求められる場合に要し、杖を始めとして多種多様な形状や効果の霊装が存在する。魔術師は霊装を掴むことによって体の一部と見做し、自身の魔力を流し込み循環させ、魔術を発動する。基本的に霊装は術者とセットでのみ力を発揮する道具に過ぎないが、遠隔地から魔力を供給しつつ自律稼働させるタイプもあり、「歩く教会」のような一部の例外は魔力がなくとも効果が永続する。
霊装とは言っても必ずしも伝説の品や古めかしい道具である必要はなく、形と役割さえ整っていれば身の回りの日用品でもある程度機能する。ただし、やはり魔術的な細工を施した専用の霊装や、伝承上の道具と似た効果を付加させた霊装の方が機能性が増す。また中には現代では代用不可能な神話級の効力を持つ霊装も存在し、場合によっては起動の際にそういった霊装が必要な大規模魔術もある。
霊装の規模としては、手に持って扱えるサイズの比較的小規模な霊装から、身の丈を優に超える大型霊装・魔術兵器、さらには神殿や教会のような魔術的施設や儀式場、果ては巨大な魔術要塞まで多岐に渡る。
なお、本作に登場する霊装の杖は、いずれも何らかの植物をモチーフにしたデザインとなっている。
以下では作中に登場した主な霊装について列挙する。特定の個人専用の霊装については当該項目を参照。
象徴武器（シンボリックウェポン）
近代西洋魔術において用いられる、火・風・水・土・エーテルの五大元素（エレメント）を象徴する武器の総称。魔術師の持つ典型的な霊装であり、それぞれが「杖」「短剣」「杯」「円盤」「蓮の杖」に対応し、それぞれの属性に合わせた効果を発揮する。儀式道具から個人が持つ武具まで様々な場面で用いられており、これから派生した霊装も多い。
昔は霊装が破壊されると循環が断たれて魔術師がダメージを負うということがあったため、象徴武器の場合は下手な干渉が循環不全を起こさないよう、「製造も聖別も使用者本人が行い、他者には触れさせるな」とされていた。ただ、最近は安全装置も開発されている。
四属性の1つ1つはそれぞれの力の端を担っていながら、1つの属性を操るという事は広義において他の全ての属性にも影響を与えるものとなるので、即物的な戦闘行為を除く大規模な儀式では象徴武器は1つではなく一式全て揃えるのが基本。
タロットカード
愚者から宇宙までの22枚の大アルカナと、「棒」「杯」「剣」「盤」の4種56枚の小アルカナからなるカード群。小アルカナは、4種を基に「火」「水」「風」「土」に対応する象徴武器になる。本来であれば占いに使う霊装で、大規模な儀式系の魔術に向く。
「黄金」系組織では術式発動のために最適化された象徴武器として特殊なタロットを製造する。「黄金」が既存のタロットカードをカバラの秘儀的に再解釈したGD正式モデルは、神の子の誕生から処刑、復活までを描く事で、その力の一端を引き出そうとする意味合いが強く、大アルカナ22枚はセフィロトの樹を繋ぐ22本のパスと同期していて、人の身で神の領域に踏み込む術を獲得しようとしているが、あくまで十字教で説明できる範囲内の奇跡を扱っている。
西旗（せいき）
近代西洋魔術の象徴武器。巨大な正三角形の中心に十字が配置されているという外見で、儀式場において人に仇なす悪しき力の塊を監視し、その接近を拒絶することで術者を守る、数ある象徴武器の中でも極めて便利な追儺の印。悪にして無益な力の塊のみに斥力を働かせ、善にして有益な力には影響を及ぼさない事から、使い勝手がいいのも特徴。
アレイスターはコロンゾンへの対症療法として、学園都市の幹線道路を利用して巨大な西旗を構築し「暫定封印」を行った。

歩く教会
インデックスが着ている修道服。物理・魔術を問わず、どんな攻撃も無効化する法王級の結界を持つ霊装。トリノ聖骸布をコピーした布地と教会の魔術的構造を集約した刺繍や裁縫などにより、「服の形をした教会」と称される。また身を守ると同時にその存在を探知させないという効果もある。
インデックスと上条が出会った際に「幻想殺し」によって破壊されてしまった。現在は各所を安全ピンでとめて修道服の体裁を整えているが、すでに魔術的効力は無い。
これの簡易版として（イギリス清教のアレンジが加わった）ケルト十字架があり、姫神はこれによって自身の能力を消している。ステイルや神裂にも支給されていない非常に高価で特殊な方式の霊装である。
聖霊十式
ローマ正教が誇る強力な10個の霊装。作中では「使徒十字」と「アドリア海の女王」が登場したが、いずれも失われた。
使徒十字（クローチェディピエトロ）
「聖霊十式」の1つにして、ローマ正教史上最大級の霊装。十二使徒ペテロの処刑に使われペテロの墓に建てられた「ペテロの十字架」（伊: Croce di Pietro）と同一の物品。
材質は大理石製、外観は剣に似て、長さは縦1.5メートルに鍔の幅が70センチメートル、太さ10センチメートル強で、下端が尖っている。起動の際には、霊装の下端を大地に突き立てて夜空の星の光をアンテナのように受け止め、見た目の星座を魔法陣とする必要があるなど条件がある。88星座の一部分を使うことで、一地方につき1年周期でしか使えず、各地によって日付が限定される（バチカンならペテロが殉教した6月29日、学園都市を含む日本の関東西部では9月19日のみ）という制約があるものの、世界中のあらゆる場所で使用することが可能である。
発動後、その効果範囲内は幸運と不幸の確率が捻じ曲げられ、ローマ正教にとって都合の良い出来事しか起きなくなり、さらに他の人々もそれが幸福と感じるようになってしまい、物理と心理の両面から強制的にローマ正教の支配下に置かれる。最大有効範囲は最盛期のローマ教皇領と同じ4万7000平方キロメートル（=約200キロメートル四方）とされている。あくまで「ローマ正教全体にとって都合の良い方向へ、自動的に導いていくだけ」の術式なので、錬金術の「黄金錬成」ほど人間の意志を汲み取ってくれるわけではないが、神話上の心理効果も利用した幸福の「すり替え」により、特定の手順を踏む事でマイナスとマイナスの天秤を操り、幸福の相対価値を下げて「たとえ何が起きても幸せだと感じるように」なり、理不尽な要求を突きつけられても「なぜかそれを納得して受け入れてしまう」、ローマ正教徒にとっては極めて居心地の良い「聖地」となる。ペテロが自身の死を利用するために生前から用意していた霊装であり、その墓の跡地でのローマ教皇領建国や歴史上のローマ正教にとって都合の良い出来事は全て「使徒十字」の影響である。
骨董的な価値も高く、歴史上において一度も公開されたことがない。そのためローマ正教外部では伝承が変化し、「竜をも貫き地面に縫い止める剣」といういわくのある、切っ先を向けただけで距離に関係なく聖人を確実に即死させる剣状の霊装「刺突杭剣（スタブソード）」と認識されていた。
大覇星祭初日にリドヴィアによって学園都市に対して使用されるが、ナイトパレードの光に阻まれ失敗し、その後リドヴィアの捕縛に伴いイギリス清教に回収された。
アドリア海の女王 / 女王艦隊
「聖霊十式」の1つ。ヴェネツィアの別名を冠する対都市殲滅用大規模攻撃術式。術式本体は、200メートル級の大型帆船「アドリア海の女王」に備わり、さらにそれを取り囲むように100隻に及ぶ100メートル級の護衛艦群「女王艦隊」が配備されている。
大天使「神の力」がソドムとゴモラに「あらゆる物から価値を奪う」効果を持つ火の矢の雨を降らせた天罰をもとに、ヴェネツィアを背徳の都に対応させており、術式を発動すると、まず第一段階として対象となる都市に火の矢を発射しヴェネツィア全土を完全に破壊させ、第二段階ではその都市から発祥した人・物品・文化も根こそぎ消滅させる。元は9世紀、教皇領からそう遠くない位置にあり、破門状を何度出されても発展し続け、バチカンと対抗しつつあったヴェネツィアを警戒したローマ正教によって作り上げられた霊装だが、結局一度も使われなかった。
材質は、いずれの艦も外壁から内装まで全てが淡く光る半透明の氷で出来ており、魔術によって融点が変動されているためか常温の氷となっている。内部では船体の一部として鎧の氷像がロボットのように稼働し、外部には「聖バルバラの神砲」などの武装も備わり、また破壊されても海水を元にいくらでも再生可能。海上および空中の索敵圏は「女王艦隊」から半径5.5キロメートルほどで、当初は海中からの接近・離脱を察知しにくい欠陥があったが、2度の失敗から対策を講じている。アドリア海の女王は船体の全てが女王艦隊の制御機能を有し、内装の一つ一つが艦隊一隻一隻の操作に対応しており、中心に位置する特殊な四角錐状の一室が全ての中枢機関である。なお、表向きの建前ではアドリア海の監視施設および罪人の労働施設とされている。
強力過ぎるために、誰かに奪われて自分たちへ向けられる危険性を考慮して照準制限が設けられ、ヴェネチア専用にしか使えなかったが、ヴェントが考案・開発した術式「刻限のロザリオ」を併用することによって、制限を解除し任意の都市への攻撃が可能となった。
ヴェントが実用レベルまで再調整を行い、ビアージオの指揮とアニェーゼ部隊の作業により稼働し、学園都市を標的とするべく準備が進められていたが、上条らによって阻止・破壊された。

C文書
正式名称は "Document of Constantine" 。約1700年前のローマ皇帝コンスタンティヌス大帝が十字教を公認する際、十字教のトップがローマ教皇である事と、コンスタンティヌス大帝が治めた土地権利などを全てローマ教皇に与える事を記したとされる、ローマ正教にとって有利な権利証明書。本体は古めかしい羊皮紙の束。ただし、文書としては偽物である。
霊装としての真の効果は、ローマ正教徒に対して「ローマ教皇の発言をどのようなものであろうと正しいと信じさせる」というもの。外敵や騒乱などローマ正教存続の危機に際し、「神は絶対」を貫いて人々の希望を守り人心を保つために作られた霊装とされる、「理想と現実の間を埋めるための霊装」と言われる。ただし、対象は信者のみに限られ、「正しいと人に信じさせる」だけで「黄金練成」のように事実や物理法則を捻じ曲げるほどの効果はなく、ローマ正教にとっての正しさに関心のない者や善悪を問わない者を操る事はできない。それでも効果は強力で、一度宣言した事柄はC文書の力を以ってしても取り消すのは難しい。それゆえ使用には上層部全体の承認を得るなど慎重かつ莫大な手順が必要であり、教皇の独断で乱用することは出来ない。また発動にはC文書をバチカンの中心に据え置く必要があり、そこから地脈を通じて全世界に命令を発信する。ただしバチカン以外でも、13世紀末のアビニョン捕囚の関係で術的なパイプラインがバチカンに繋がっているフランス南部アビニョンの教皇庁宮殿に限り発動でき、その場合には枢機卿の意見をまとめずに使用することが可能だが、その代わりバチカンでの操作に比べて準備に時間がかかる。
左方のテッラがバチカンからアビニョンに持ち込み学園都市への抗議デモの煽動に利用したが、上条の「幻想殺し」によって破壊された。

スレイプニル
ロシア成教で使われる霊装。8本足の馬の形をした銀色の金属製で、凍土や雪原での走行に特化した移動用霊装。全面が金属板で覆われた、ダンゴムシや西洋鎧のような外観の馬車を後部に付随させている。

カーテナ
イギリス王室に代々伝わる霊装。イングランド式の戴冠用の儀礼剣であり、「王を選ぶための剣」とも称される。外観は全長80センチメートルほどの両刃の西洋剣だが、刀身は切っ先や刃がなく四角い板状で、鞘も付いていない。
この剣の所有者はイギリス国内限定で天使長「神の如き者」と同等の「天使の力」を獲得し、さらに配下の騎士達を「天使軍」に対応させて「天使の力」を分け与えることが出来るという、イギリス最大の霊装。1500年代に近隣諸国との煩雑な政治に悩まされていたヘンリー8世が、4という「大地」を示す数字から、イングランド、ウェールズ、スコットランド、アイルランドの4国を利用して、「4国のみで成り立つ『全英大陸』」という魔術的意味を生み出し、ローマ教皇よりも偉いものとして国王の立ち位置を「天使長」に定める、という特殊な法則に従っている。いわば、四文化の地理的条件を組み込んだ巨大術式を制御する指揮棒である。これらの経緯から、「イギリスの王様を決めるための剣」から「イギリスの天使長を決める剣」にレベルアップした。なお、王侯貴族にしか作用しないため一般の民に対しては効果がなく、「清教派」も恩恵を受けられない。
天使長と同等とはいっても疑似的な物であり、実際の天使と比べれば力の差は歴然で、振るうのが人間であるために天使の術式を扱うことは出来ないが、所有者は聖人を遥かに凌ぐほどの超人的な力を手に入れる。また、世界からイギリスを切り離し制御するという特性を応用し、「全次元切断術式」と呼ばれる文字通りあらゆる次元を切り裂く攻撃が可能となり、世界の壁越しでもでも当たりさえすればエイワスなどの異なる位相に潜む存在すらまとめて死亡させうる破格の斬撃を放てるようになる。この術式を空間に使用すると、三次元上の断面として白い帯状の「残骸物質」が形成される。これは見た目以上の質量を持つため投擲武器としても有用で、なおかつ異能による副産物であるため「幻想殺し」でも既に形成された残骸物質を消滅させることは不可能である。力を完全解放できた場合、戦略爆撃レベルの破壊力がないと体勢を崩す事もないほどの防御力を得るので、人類の魔術では傷一つつける事もできない可能性があり、本物の天使か「魔神」でもない限り拮抗できないとされている。
かつて存在した「カーテナ＝オリジナル」はピューリタン革命の際に行方不明となり、現在使われているのは後世に作られた代替品「カーテナ＝セカンド」である。ピューリタン革命の成功はカーテナの暴走が原因だと考えられており、1年で最も長い期間滞在しているバッキンガム宮殿には、暴走した力を的確に逃がし、大爆発を免れるための設備群として、普通の地下鉄路線から枝分かれした場所に控える魔法陣を施した特殊車両を速やかに宮殿の真下へ運び込む仕掛けがある。
ブリテン・ザ・ハロウィンにおいて、以前から密かに発掘されていたカーテナ＝オリジナルが第二王女キャーリサの手に渡り、クーデター発生の発端となる。圧倒的な力で「清教派」ら抵抗勢力を苦しめるが、最終的にオリジナルは上条によって破壊される。この戦闘でセカンドの刀身にも損傷が生じたが、第三次世界大戦ではオリジナルとセカンドの激突で生じた欠片を利用した剣が複数登場する。だが、セカンドの刃が欠けてしまったことで、イギリス全体のオカルト的な統治体制が揺らいでおり、そこをコロンゾンに突かれることになる。
カーテナ＝ロスト
切っ先なき王の剣の、敢えて不要な切っ先を回収して穂先に取り付けた争乱と殺戮の獲物。数センチの破片を御するため、鋼管や装甲板で周囲を徹底的に固めており、一見して重量級の槍のように見える長物となっている。

移動鉄壁
イギリス王室専用の長距離護送馬車に付けられた通称。公道を走れるようにナンバープレートを取り付け、車輪や木材のフレームの強度などを調整されたパレード用の大きな馬車だが、同時に700以上の霊装や魔法陣によって徹底的に守りを固めた一品である。移動時には前後に10台以上の馬車が連なり、騎兵用の馬も隊列に加わる。1台1台の性能ではなく、古い街道を敷設する際にも一定の間隔で設置された魔法陣とも合わせた魔術効果によって、時速500キロメートルを超える速度で走行する。

鋼の手袋
「新たなる光」のメンバーが持つ槍に似た霊装。雷神トールのミョルニル以外に使った鉄の棍棒、力帯、鉄の手袋の効力を分析して融合させた霊装で、トールの本質である農耕神の力を柔軟に振るうための武器。
全長1.5メートル前後の金属製の柄と、先端に40センチメートルほどの4本の刃が付いた、マジックハンドのような形状をしている。鉄の棍棒を振るう莫大な破壊力と、それを自在に振るうための力帯による腕力増強、「高威力の霊装を正確に操るためのインターフェイス」と解釈した鉄の手袋による「掴む」に代表される応用性を併せ持ち、刃を人間の指のように駆動させてどんな物でも掴み取るという機能を有する。刃の部分で地面を掴み、魔女の箒のように柄に跨って移動に使う事もできる。ただし、霊装そのものには雷の属性はない。

大船の鞄（スキーズブラズニル）
「新たなる光」が所有する霊装。主神オーディン含む、アース神族を全員乗せる事ができ、折り畳むと袋の中に収納できるサイズになるという船「スキーズブラズニル」の名を冠する。
外見は古ぼけた四角いカバンだが、オーク材を主原料にして作られた全長10メートルを超えるカヌー状の船を手作業で強引にカバンの形に組み立てたもの。自分が持つカバンの中身を、半径約100キロメートル以内にある同系の霊装へ自由に空間移動させることができる。
ブリテン・ザ・ハロウィンの際、カーテナ=オリジナルの輸送のために使用された。

ロビンフッド
「騎士派」が有する遠距離狙撃用の霊装で、鏃を巨大化させた矢の形をしている。キャーリサ直属の部隊で開発され、強力で使いやすく確実に敵を殺せるように特化されている。

カヴン＝コンパス
イギリスが保有する石製の巨大円盤型移動要塞。大きさは直径200メートル、厚さ10メートル程で、迎撃術式を防ぎきるだけの大型防壁が搭載される。上面は大規模閃光術式の照射装置で、下面からは無数のロープが張られ魔女たちが搭乗する。

セルキー＝アクアリウム
イギリスが保有する水中活動する魔術師のための潜水型の母艦に当たる要塞。
ブリテン・ザ・ハロウィンでドーヴァー海峡航行中に「騎士派」の攻撃を受け6隻を残し活動不可能となるが、終盤で「清教派」を援護する。

グリフォン＝スカイ
イギリスが保有する地上の城塞を攻撃するために作られた無人式攻城戦用移動要塞。80メートル級のハンググライダーの形をしており、20 - 50メートルの高度を飛行し、地上で20メートル級の赤い「馬上槍」を要塞の動きと連動させて攻撃を行う。柔軟・応用性に欠けるが連携戦闘行動においてはイギリスの要塞中随一。標的の強度を自動算出し、最低限の消費で対象を破壊する自動判断能力が搭載されている。

グラストンベリ
イギリスが保有する、侵略のための大規模霊装。石でできた立方体をランダムに組み合わせたような形の移動要塞。要塞の周囲を強引にイギリス領内であると規定する事で、カーテナ使用圏を飛躍的に延長させる。
第三次世界大戦において、ドーヴァー海峡で戦う「騎士派」を支援する。

ベツレヘムの星
右方のフィアンマが作り上げた巨大空中要塞。預言者が目撃した「神の子」の到来を伝える天体「ベツレヘムの星」の名を冠する。
世界各地にある十字教由来の物品を集結させて組み上げられた異形の要塞。前後左右の四方に伸びた（右側は特に突出している）構造をしている。20機の大型上昇用霊装を備え、姿を現してから自動でひたすら上昇・膨張し続け、最高で高度1万メートル以上、最大で半径40キロメートル超に達する。一定以上に膨らむと自己修復機能を手に入れるため、一部が削り取られた程度なら再び元に戻る。霊装の周囲は魔術的に地表と同じ気温・気圧が保たれる。広大な要塞には移動手段としてモノレールが1両だけ、バスとパラシュートを組み合わせたような緊急用の脱出コンテナが複数用意されている。
「プロジェクト＝ベツレヘム」の鍵となる重要な儀式場であり、大規模空中神殿の役割も持つ。要塞最右部の端には、ミーシャという存在を呼び出し維持する根幹として、四大属性の「火」を集中的に運用する作りの儀式場が設けられ、オカルトな「力」を外部から内部へ呼び込むための「門」となる白と黒の液体が通る何十本もの柱が複雑に構築されている。フィアンマがロシア成教と手を結んだのは、この霊装を組み上げるための広大な土地を必要としていたためでもある。
第三次世界大戦でエリザリーナ独立国同盟近郊のロシア軍基地地下から浮上し、その後天空や地上の「浄化」の中心点となるが、上条達の活躍でフィアンマが倒されたことにより崩落・下降し始め、最終的に復活したミーシャを巻き添えに北極海に落下し完全に崩壊した。

主神の槍（グングニル）
北欧神話の主神オーディンが所持するという最強の武器。神話では世界樹と同じトネリコの柄に黄金の穂先が付けられ、黒小人の手で作られたベースに主神自らがルーンを彫った槍とされている。「本質は投げ槍」「投げれば必ず標的に必中する」「途中で打ち落とされる事も破壊される事もない」「標的を貫いた後で必ず持ち主の手に返る」といった特徴に加え、英傑シグルズの父が持つ伝説の大剣バルムンクを一撃で叩き折った伝説に起因して、「人間の権威の象徴を打ち砕く」他の神々の武器とは一線を画す力を持ち、人は神には勝てないという「神様の優位性」を端的に示している。作中では霊装として、ワルキューレのブリュンヒルドと「魔神」オティヌスが使用した2本が登場する。
ブリュンヒルドのグングニルは、全長3メートル、トネリコの樹の柄を中心に複数の鋼が複雑に絡むような槍とは言い難い形状をしている。完成度は70%程度だったが、神裂の「唯閃」を受けても破損しないだけの強度を備え、接近戦での運用にも耐える。「主神の槍」の様々な伝承を天変地異に対する恐怖心の発露と解釈して独自に設計した事で、真価としてあらゆる天候を制御する能力を持ち、北欧神話において世界構成の要素となった炎と氷と霜の属性を組み合わせて、純白の落雷や純白の溶岩などの様々な天候や自然災害を出現させ、自在に操作できる。ただ、ブリュンヒルドの「聖人」の性質が割り込みをかけるので、「ロンギヌスの槍」や「三位一体」の魔術的記号が入り込んで純度が濁ってしまう。この「槍」は「最後のルーン」と呼ばれるオーディンにしか文字の書き方も効力も分からない特殊なルーンを地球の中心核に刻み、「世界中の霊的・魔術的な力が主神の槍に集まるように」設定を組み替える事で完成する。この「最後のルーン」は原典と同じく破壊不可能。なお、地下6370キロメートルにある中心核への干渉方法として、直線距離で9000キロメートルをカバーする海洋牢獄の遠隔制御霊装「喜望峰」の技術を応用したり、そのセキュリティを解除する為にエーラソーンから技術情報を得るなど、準備を整える過程で神裂SS各話の魔術師や魔術設備と接触している。ブリュンヒルドが神裂に敗れイギリス清教に拘束された際に、「最後のルーン」と共に神裂により破棄されている。
オティヌスのグングニルは、彼女が「失敗100%」を手にした時に自らの眼窩から生み出したもの。トネリコの柄の長槍で、穂先は両刃剣のような幅広の刃を無理矢理繋げたような形状。オティヌスの「成功100%」を象徴する霊装で、「魔神」の力の制御に役立てており、ただ掲げただけでも致命的な破壊をもたらす強力な魔術を発動できる。元々は要所に黄金を打ち込んだ死体を腐らせずに動かすだけだった術式「死者の軍勢（エインヘルヤル）」は、「生み出す側」の極致として完璧な形でアップデートされ、新しい「位相」のフィルターを随時生産して世界に差し込む事で、世界の見え方を自在に変える事も出来るものに進化し、世界を一度破壊して再び作り直す事すら可能となる。ただし、生者と死者を明確に区切って設定ソフトを用意したため、生者と死者で合わせて2万で1つの思考生命体であるミサカネットワークの「総体」は操れなかったほか、オティヌスが「元の世界」を取り戻せなかった事から作り直しは完璧ではない事がうかがえる。さらに、この「槍」の投擲には「人の身では抗えない」というパラメータが設定され、新しい「位相」を埋め込まれた世界は空間ごと引き千切られるように粉々に砕け、1本の巨大な槍のようになった世界の破片があらゆる位相の壁を噛み砕きながら突き進む。だが、「幻想殺し」との激突で、上条の右手の指と引き換えに破壊されている。
また、知識を正しく使えば「魔神」に到達できるという魔道書図書館の援護を受けたレイヴィニアは、「槍を含む現象そのもの」を高純度で再現した対魔神術式「模倣神技」を使用している。破壊力は上条とオティヌスの記憶を転写したものなので、「槍」を作り出したレイヴィニアも「オティヌスが絶対の信頼を置く一撃になる」以上の事は想像できず、投擲すれば世界が吹き飛ぶと上条に言われても理解できなかった。レイヴィニアは「目」を捧げるというオーディンになるために欠かせないプロセスを経ていないため、「槍」は魔神の力の一端しか再現できておらず、魔神の力を整える性能も世界を作り直す力もない。加えて、インデックスの歌のサポートを受けている間しか使用できず、使用中は10万3000冊の魔道書の叡知に汚染され、強力すぎて細かな対処にも向いていない。上条とオティヌスを止めるために構築したが、上条のせいでインデックスのサポートが強制中断された事で制御を失い、使用する前に爆発四散してレイヴィニアに大ダメージを与えた。

タルンカッペ
身を包んだ者の力を増強し、同時にその姿を見えなくする霊装。元々は大きなマントだが、アルファルは仕組みを分解・再構築して細い糸を張り巡らせた魔術のスクリーンに変換していた。

フルングニル
雷神トールに一撃で殺害されるが、砕けた武器の破片がトールの額を割って突き刺さったという北欧の巨人フルングニルの逸話をもとに作られた霊装。「わざと敗北する事で、勝者に確実なダメージを与える」効果を持つ石の棍棒で、自身をとことん脆弱に設定する事で、標的になる者の強度や硬度は関係なく、ほとんど全ての扉を破壊する「最後の一撃」を放つ。

ホテルエアリアル
イギリスが保有する移動要塞の一つ。
大空を泳ぐ全長30km程の巨大魚のような形をしており、地上1500mを浮遊する。カーテナの力を英国外でも限定的に活用するためのブースターにあたる。
オティヌスと行動を共にする上条を確保するために使用されたが、彼の説得でオティヌスを殺さない選択をした神裂がカーテナの砲撃を180°反転させたことで大破する。

断頭金貨
斧を使って罪人の首を切っていた時代に、苦しまずに一撃で死なせてくれるように罪人の家族が執行人に渡していた賄賂に由来する霊装。効果は凝視により集中力を高め、ほんの数秒だけ痛覚と恐怖を遮断するというもので、躊躇いなく自決するための補助霊装。魔術サイドの携行麻酔に相当する。絶望的な戦時下でしか使い物にならない。
「クロウリーズ・ハザード」がイギリス本土に上陸した際、ホレグレスの提案で全兵士へと支給されるが、クリファパズル545の敗北と共にビール栓へと姿を変えた。

神威混淆（ディバインミクスチャ）
ローラ＝スチュアートが虎の子として秘蔵していた首都決戦霊装。古代ギリシャ人が無理矢理自分の頭の中で処理していった歪なエジプトに由来する、神の名を冠する歪んだ兵器たち。起動前は純金とダイヤで組上げられた精緻な装飾品の形をしている。「イシスの時代」に該当する霊装で、アレイスターの見立てでは、ロゼッタストーンがソースになっている。正しいエジプト神話ではないが、純正品を上回る殺傷力を備えている。
異宗教の神々を似たような役割を持つ自分達の神に対応させようとする過程で生まれた歪みであり、作為的な混同は全てが綺麗に対応しているわけではなく、ギリシャ人が一応の納得を得られれば良いという程度なので数には限りがある。太陽神を称える石柱オベリスクから溶けた鉄に似た破壊の光を放ち巨大な樹のように広がり的確に対象を狙い撃つ「ラー＝ゼウス」、着弾と共に地盤そのものを砕く規格外の投石器「テフヌト＝アルテミス」、全長300mを超える巨大ワニ「オシリス＝ハデス」、起動前はハゲワシ型の「ワチェット＝レト」、後述の「イシス＝デメーテル」の5種類が登場している。
「世界の結合を妨げる」コロンゾンの本領とも言える霊装で、構想の段階から偏見や先入観の溝を織り込んでおり、その本質は無理解や不寛容といった「お互いがお互いを諦めてしまう悪意を物理的な破壊へ変換したモノ」。概念としては電気工学的なトランスに近く、真の力を発揮するためには人間が体を捧げて霊装と融合する必要がある人体兵器で、お互いが頭の中で浮かべているモノが全く違っているほど自由度が増す。魔術変圧器を維持するために使用者の認識を強制的に歪めて思考と行動の連結をデタラメに繋ぎ直し、使用者と標的の間で会話を実行させた上で「会話が通じない」と失望させる。魔術変圧器で特定の圧に調整しないと内部にエネルギーを拾えないという扱いにくさがあり、意識のある人間しか使用者にできず、怒りや怖れを抱かずにまっすぐに見据えて使用者を受け入れるだけで殺傷力が削がれてしまうが、周囲の寛容や理解を期待しないアレイスターでは決して勝つことのできない最強の「クロウリーキラー専用」霊装であった。本来は悪意満点のクリファパズル545が装備することを想定しており、神にも等しい力を悪魔の力で引き出すというより手に負えない代物となるはずだったが、彼女がアレイスターに敗北したことで計画の歯車が狂ってしまう。
大英博物館の奥などでパズルのように詰まれた木箱に死蔵されていたが、「クロウリーズ・ハザード」に対してロンドンを防衛するために「騎士派」のホレグラスの指示で持ち出され、アレイスターの排除を最優先目標として運用される。ラー＝ゼウス、テフヌト＝アルテミス、オシリス＝ハデスは、本来の用途から外れて地脈に接続する形で用いられ、ロンドン市街を「西欧人が勝手気ままに思い描くエジプトの情景」へと変化させるが、本来の1％に満たない力しか発揮できずにアレイスターに破壊される。レイヴィニアとレッサーが運搬していた「ワチェット＝レト」は上条が「幻想殺し」で破壊したが、「イシス＝デメーテル」はオルソラを核に起動してしまう。
イシス＝デメーテル
「神威混淆」の1つ。エジプトの生と復活の女神イシスと、ギリシャの春の女神・農耕の支配者デメーテルを対応させている。
起動前の状態では原寸大の薔薇の形をしており、金属質の触手を伸ばし使い手を求めて移動する。起動後は帆場広の白い絹や純金の飾り、背に負った巨大な花輪といった「エジプトらしい」装飾と化す。取り込んだ人間自身をオリーブの木に、指先に絡みつく金の糸をブドウの蔓に見立て、金の糸の回転回数と回転方向をトランスに類する象徴として攻撃を行う。少なくとも10指で10通りのコマンドを同時に重ねられ、所有者自身の軸を右5とし、そこからズレていくと殺傷力が生じる。右8がモウセンゴケ、左3が飛行、右2がハエトリソウ、左2がウツボカズラ、左8がラフレシア、右6がザクロ、左7がホウセンカに対応するサインとなり、他にもマキビシ、オナモミ、ムシトリスミレ、タヌキモ、ムジナモといった多様な極彩色の植物を作り出し武器とする。また、薄い葉で鼓膜のように空気の振動を読み取って音を、光合成ができればライトの光や息遣い（空気中の酸素や二酸化炭素の濃度）さえ読み取って、獲物の正確な位置情報を多角的に検索できる。惑星全土の水と緑を掌握するオアシスの女神として、総延長が地球2周半に相当するロンドンの地下構造体を一瞬にして掌握でき、防御機構である以上軽々しくは使わないものの、その気になれば首都ロンドン全体、半径数十kmを陥没・壊滅させる事さえ可能。
ホレグラスの依頼を受けたオリアナが大英博物館へと運搬、元アニェーゼ部隊へと渡されるが、彼女たちが使用する前にオルソラが手に取ったことで起動する。アレイスターと上条に対し、彼らが逃げ込んだロンドン地下鉄網全域へ根や蔓を撒き散らし、食虫植物の「砲台」による集中砲火を開始する。相性差からアレイスターに重傷を負わせたが、彼女が周囲の草を片っ端から抜いて空白地帯を作ったことで自ら出向かざるを得なくなり、霊装の本質を理解した上条がオルソラに歩み寄ったことで使用者から排除され、次はアレイスターに規制しようとするが、「幻想殺し」と「霊的蹴たぐり」で半壊し、最後はオルソラが投げた石の塊によって砕かれた。

オナーズオブスコットランド
スコットランド式の戴冠に用いられる、国家の剣、即位の冠、統治の笏、スクーン石でワンセットの霊装。力を最大限に発揮するためには、イングランド、ウェールズ、スコットランド、北部アイルランド、4つの地方の中心地と等間隔になる一点で儀式を行う必要がある。クロウリー式Magick想定では、剣は「力の指向性を決めるもの」、笏は「棍棒の打撃を誘導するもの」、冠は「ケテルより術式を支えるもの」とされ、スクーン石は「正しき王がその上に立つと雄叫びを発して予言する」という伝説を持つ。
イングランドの戴冠剣カーテナと機能がバッティングする恐れがあるため、エドワード1世のスコットランド攻撃の際にスクーン石はロンドンに持ち去られて機能を封印されていたが、近年スコットランドへ返却され、エディンバラ城地下に保管されていた。しかし、コロンゾンが「モ・アサイアの儀」に利用するために強奪し、クイーンブリタニア号の儀式場へ持ち込んだ。これにより、「国家の剣」で真横から横殴りの雨のように襲いかかる閃光、「統治の笏」で水平に薙ぎ払う見えない打撃、「即位の冠」で頭上から豪雨のように降り注いでくる閃光、スクーン石でそれらの軌道をランダムに曲げる複数の爆発と衝撃波が、一度の斉射で4種40万発という「国家規模の」軍事力が引き出された。

アラクネ八式
近衛侍女が装備する8本のアーム型の霊装。節くれだった関節をいくつも持つ蜘蛛の脚を模しており、ピアノのように塗料とニスで艶やかな光沢を出した木の輝きを放っている。8本の脚を高速の「機織り機」と表現されるように動かし、空気に透けるほど細い絹糸で瞬く間に服を編み上げる。本来は、前線基地で破断した鎧や僧服を修繕して、騎士や僧兵を戦場へ叩き返すためのものなので、人を傷つける機能はない。
同タイプの霊装として、ワルキュリア・スワン三式やハベトロット二式がある。

ニコラウスの金貨
R&Cオカルティクスが作成、配布した霊装。500円玉より少し大きい金貨で、ひげの老人の横顔が刻印されている。祈る事で本来あるべき確率や統計を無視して行動の成功率を100.0%に固定する。一度使用すると次に使用するまで1時間のチャージが必要となり、目的の質や量は問わず、期間は一律である。ただ、何をどうしたところでできない事はやれない（ブラをしていない相手のホックを外す事はできない、致命傷を負った者を蘇生する事はできない、等）ほか、祈った本人が思い描いた通りの結果が起こるとは限らない（銃の爆発を祈って機関部の破裂ではなく引き金を引かずに弾丸が発射される、等）。また、同じ霊装を持ったもの同士が祈った時は、結果が出る前であれば祈りを後出ししたほうが優先される。
その名の通り、クリスマス限定の霊装である。霊装ではあるが、魔術師の肉体に依存せず地脈から直接力を吸い取って駆動するので、原理としては魔道書に近い。そのため、能力者でも副作用のようなペナルティなく魔術を行使する事が可能。
アンナが実験の余暇として、クリスマスの学園都市でランダムに配った。これにより、一方通行が計画した「オペレーションネーム・ハンドカフス」は秩序を乱され、失敗に終わった。

矮小液体（わいしょうえきたい）
「不思議の国のアリス」絡みの、超絶者から力を奪って弱体化させ殺害する霊装。ガラス製の穂先で、蛍光ピンクの液体が中に入り、柄にはDrink_meの文字が並ぶ、150cmくらいの投げ槍の形をしている。

### 魔術結社
魔術師が集まって構成される組織の通称。英語読みでは「マジックキャバル」。
その形態や規模、目的や活動、宗派や使用術式などは千差万別。無償の人助けを行う善良な結社から殺人やテロも厭わぬ犯罪組織的な結社、攻撃的で大規模な有力結社に技術や戦力の低い小さな結社まで、世界各地に無数の結社が存在する。また、対抗する分野が相争うという「対立職業（ジョブカウンター）」と呼ばれる暗黙の了解が存在し、このため魔術結社業界は、数多の結社同士が無秩序に増えて拡大しては無秩序に競い淘汰されるという勢力争いを繰り返し、全体のバランスを保っている。
先述のように魔術師は信念に忠実な個人主義者ではあるが、儀式における役割分担の必要性、情報収集や資金獲得の効率化、単純な戦力増加など様々な理由により、同じ目的を持つ者が集まり魔術結社を形作る。魔術結社は対立も多いが、霊装の材料調達などで結社同士が交流したり魔術的な裏市場を形成するなど、ある程度の共同体は保たれている。なお魔術結社はその存在を公にはしていないものの、一応会社という名義で表社会での地位が保障されている場合もある。また現代の魔術結社では、古城や宮殿などの古めかしい大規模なアジトを持たず、アパートや雑居ビルの一室といった簡易な小拠点を複数用意し、財産や人員を小分けするのが常識とされる。これは他組織による捜索や襲撃の際に一つを切り捨てリスクを最小限に抑えるためである。
なお、魔術師が所属していても十字教諸派等の公的な宗教組織は魔術結社に該当しない。これは制度的な違いもあるが、レイヴィニア曰く最大の違いは「多数派として認められているか否か」であり、仮に魔術結社であっても巨大宗教を大きく超える勢力にまで拡大すれば立場が逆転するとされる。宗教の中でも十字教は魔術結社を異端や邪道として敵視しており、それゆえ教会と魔術結社は対立関係となっている。特に、犯罪組織として社会に混乱や悪影響を及ぼす結社や、政治的に問題のある思想を持つ結社については、制裁対象として捕縛または殲滅させられる。
傾倒すれば傾倒するほど金や情報といった「俗っぽい力」を嫌って遠ざけようとする風潮があり、有力な魔術結社の場合は豊富な資金を有しているケースもあるが、それはギャングに近い裏の金であり、不正を暴かれてしまえば没収される葉っぱのお金に過ぎない。
また、魔術の初心者が数人集まる同好会やクラブ活動のような小さな集団は結社予備軍と呼ばれる。活動内容も恋占いや瞑想など程度の低い物に終始し、組織構造も未熟なまま自然消滅する。ただし、結社予備軍には大多数の小物の中に高い実力を持つ組織が紛れているという特徴があり、後述の「新たなる光」がそれに該当する。
黄金夜明（S∴M∴）
かつてイギリスに存在した世界最大の魔術結社。単に「黄金」とも呼ばれる。実在の黄金の夜明け団にあたり、史実と同じくアレイスターがかつて所属していた組織として知られている。3人の創始者により発足し、1人が老衰で離脱した後は、メイザースとウェストコットの二頭体制となった。ウェストコットがアンナ＝シュプレンゲルから結社の設立を許可されたとしていたことから、根本的には薔薇十字を下地にした組織で、薔薇の亜流とも言える。
団員の位階構造はニオファイトからイプシシマスまでの11階級で、エジプト神話に重きを置いた儀式魔術を得意とする0°=0□から4°=7□までの第一集団（「黄金の夜明け」）、予備門、探索者がクリスチャン＝ローゼンクロイツの墓所を発見するエピソードにちなんだ儀式が代表格に居座る5°=6□から7°=4□までの第二集団（R.R.etA.C./ 紅い薔薇と黄金の十字架」）、8°=3□から10°=1□までの第三集団（秘密の首領たち）、結社内結社スフィアなど、いくつかの段階、グループが存在していた。「埋蔵金発掘や個人的な復讐など俗世の欲に基づく低俗な目的で魔術は使わない」「魔術師は常に知識や技術を習得する事での全能感、己の心と戦い続けながら清廉に生きるべし」という規律を掲げていた。
玉石混交だった眉唾なオカルトを系統立てて整理し、ゆっくり一つ一つ「段差」なく魔術を理解できるように、世界の統一された真理の解明を進めており、自らの手で必要だと感じた奇跡の起こし方を調達するために、精巧なボードゲームを参考にして、永遠に終わりの見えない「工作キット」の開発を目指していた。蒸気機関などの自然科学が席巻する時代に生まれたこともあり、聖書の記述を鵜呑みにせず、聖書発生以前の古代宗教の変遷を紐解く試みも行い、母体のヘルメス学の影響から、地中海を挟んだ最も身近な異界であるアフリカ大陸に残るエジプト神話に特に着目し、主要な神殿にはエジプト神話の神々の名前を付けていた。
インペレーターからセンティネルまでの10人が役割を決めてそれに準じた装束や象徴武器で身を固め、特定の順序で呪文や動作をこなしていく、舞台演劇じみた魔術儀式こそが「黄金」の基本にして真髄。カバラを下地にして、エジプト神話、ギリシャ神話、タロット、エノクなどを組み合わせ、共通する神の記号や光の象徴を抽出して本質に迫る術式群を備えている。人の域に留まったまま「魔神」の力さえ己の術式に組み込んで行使するため、オリジナルの「黄金」なら使い方次第で知識の面で「魔神」すら出し抜く事すら可能。
カリスマ性がある強大な魔術師が集ったが、活動資金が潤沢でなかった事と、それ以上に個々人の天才性を考慮してもなお余りあるほどの社会性の欠如、そしてメンバーの1人であったアレイスター=クロウリーが魔術の絶滅を目論み1900年4月に引き起こした「ブライスロードの戦い」がきっかけとなり、主要二大派閥の激突へと発展し重鎮が一掃された上に、アレイスターがかけた呪いで「全ての可能性を摘み取られた道」を歩むことになり、明確な終わりを見ないまま自己崩壊した。以降、黄金の復活を望む結社が出現したこともあったが、すでに可能性が摘み取られているために再結成の夢を叶えられたものは現れなかった。
少数の生き残りは各々が持ち出した霊装や魔道書を抱え込み、それぞれが正当な後継者であると主張して小規模な結社を旗揚げしている。その分派結社群は総じて「『黄金』系」と呼ばれ、公式に確認されているだけで優に100を軽く超えるが、逆に数が多すぎて1つに再統合する機会を失っており、今日では互いの足を引っ張り合うのに忙しい。
ローラ=コロンゾンの手で、タロットカードの「原典」を利用して当時のメンバー（アレイスター＝クロウリー、ミナ＝メイザース、アラン＝ベネットを除く）がイギリスの防衛装置として再現される。彼らは78枚一揃いのタロットカードで人体を表現され、目に見えない傷やへこみによって「人類」という漠然とした枠組みに個人としての癖や特徴を注入することで我を持った存在へ色付けしている。「原典」の破壊不能属性を利用した半不死を実現しており、血管や神経が通常の生命とは異なるため一方通行のベクトル操作でも傷を負わせるのは難しい。ただし、絵柄が変わらないように、返り血などの汚れを避けようとする傾向がある。知を与える機能を空回りさせることで、疑似的な人格の構築と保全に力を回しているものの、ストッパーが壊れると自己修復機能が復活して白紙の状態に戻ってしまう。クロウリーズ・ハザードに代わる脅威としてロンドンを襲い、スコットランドに向かった「王室派」をも脅かすが、アレイスターが聖痕を用いて空間に満たした莫大な力により、大地と魔道書のエネルギーの受け渡しを阻害され、人の形と意識を保てなくなり「死」を迎えた。
明け色の陽射し
「黄金」系の中でも最強クラスの力を持ち、魔術大国イギリスの中でも屈指の魔術結社。ボスはレイヴィニア＝バードウェイ。
本来は「カリスマの挙動や指導者の条件を調べ、国家や集団を掌握する」という目標を掲げていた秘密結社で、レイヴィニア曰く「まるで世界征服を目論む悪の組織」。「今すでにある社会の最上部を掌握する事」という即物的な支配を目的とするので、新たな秩序を作るためのアイテムには価値を見出さない。宗教と学術との間の境目が曖昧な古い時代からあるため、設立当初は魔術サイドでも科学サイドでもなかったが徐々に魔術へ傾倒し、「黄金」の結社に潜入した際に完全に魔術に染まってしまったという。ある意味ではアレイスターの欠片を最も色濃く継承しているとも言える。「明け色の陽射し」という名もその後名付けられた。
本来の性質ゆえか、社会を破壊するほどの強大な力や世界を汚染する「原典」を嫌悪する傾向にあり、ボスの家系は代々「黒小人」の技術を封印している。魔術結社としては、黄金系ではポピュラーな「天使の力」を扱う大規模儀式系魔術を得意とする。
宵闇の出口
ポルトガルを拠点としていた「黄金」系魔術結社。無駄遣いが多く、限りある人材・資源を勝手に消費し、周りへ迷惑を掛けることで有名で、「インテリぶった野蛮人の集団」とまで酷評されている。事実バードウェイが片手間で作ったビスケットを生み出す呪符を作るために子供を3人廃人にさせる必要があるなど、魔術師を名乗るのもおこがましいほどの輩しか存在していない模様。油田開発によって得た資金で子供を扱う市場と取引しようと目論んでいたが、それに関わる資源調査団の一員にパトリシアが参加していたことで「明け色の日差し」が対応することになり、バードウェイ一人の手で壊滅させられた。
暗闇を拭う夜明け
イギリスに存在する零細魔術結社。タットワの配色を象徴武器用の四色に配置し直し、五大元素を色彩化して色を混ぜたり補色を対応させることで自然界にある五種類の力へ間接的に干渉する術式を扱う。扱っている術式が時代遅れの物であるため、本拠地イギリスでもほとんど知るものがいないほどに衰退している。

翼ある者の帰還
中央アメリカを拠点とする魔術結社。構成員はアステカの民族衣装を纏い、アステカ神話系の術式を用いる。例として、他勢力へ潜入する際にはアステカの神官が生贄の人間の皮膚を着る儀式を応用し、他人から15cm大の皮を剥いで作る護符で変装術式を発動する。さらに「雲海の蛇」や「太陽の蛇」など、強力な魔術兵器を保有する。
上条勢力の拡大を懸念し、学園都市にエツァリを派遣している。かつては中米最大の魔術結社であり、独自の超能力開発の過程で魔術サイドの協定に抵触した米国の学芸都市と長年にわたって抗争し、最終的に勝利したが、その後は体制に不満を持ったテクパトルが上層部を粛清したため、組織としては壊滅状態にある。

占星施術旅団
かつてロシア国内で活動していた十字教系の魔術結社。現在の名称は不明。
人々の相談に応じて魔術を行う便利屋のような仕事でロシア全土で活躍していたが、ロシア成教の一部門に目を付けられ追われることになり、その逃亡中に当時のアックアに助けられ国外に脱出する。その後は組織を再編し名前を変え、ロシア成教の支配圏外であるヨーロッパで同様の活動を行っている。
ローマ正教がロシア成教と手を組んだために、再び追われる身となるがまたしてもアックアに救われる。第三次世界大戦では十字教三大宗派の協力関係構築に陰ながら貢献する。

オルレアン騎士団
フランスの魔術結社。結成当初はジャンヌ＝ダルクを応援する善良な結社であったが、ジャンヌ処刑後に次第にカルト化し、ジャンヌの復讐とジャンヌの人工的な再現実験を掲げる歪んだ組織に変貌する。
実験素体として誘拐された少女を救うために立ちあがった少年と、協力した当時のアックアの活躍より壊滅する。フランス最大の結社だったが現在は残党がいる程度。

新たなる光（N∴L∴）
イギリスの結社予備軍。実力は魔術結社と相違なく、目をつけられないために、あえて規模を小さいままに留めている。10代の少女4名で構成され、 ラクロスのユニフォームのような白地に青・赤の服装とミニスカートを着ている。「十字教によって意図的に歪められた北欧神話」の術式を好んで使い、悪魔化された神秘を取り扱う事で、ただの北欧神話では起こし得ない現象を制御する。また全員が「鋼の手袋」という霊装を所持し、またそれぞれ異なる小悪魔的外観の霊装も持つ。
イギリスのために活動しており、キャーリサのクーデターの際には彼女に協力し、カーテナ＝オリジナルの輸送を担当した。能力実演旅行編SSでは、コードEICによる、魔術的な「メスリズムにおける動物磁気を利用した精神の集合的連結と、生命力を魔力に精製する手法の確立」について調査するため、ショッピングセンター内で活動しており、マグロヒロイという拠点が登場している。

グレムリン（GREMLIN）
第三次世界大戦を経て誕生した魔術結社。新世代のオカルトであり、機械の誤作動を促す妖精「グレムリン」の名を名乗る。正規メンバーは北欧神話に関した名前を冠する。その正体は世界大戦の敗北ムードを嗅ぎ取った魔術師たちの不平不満の受け皿として集結させたもので、科学サイドに対する魔術サイドの代表となる「魔神」オティヌスの強化を徹底的に行っている。
他の魔術結社と違い、PMCと手を組んだり、能力者への対抗策を有するなど科学方面にも精通している。更に上条の生死確認のためだけに惑星そのものへ干渉し世界規模の災害を起こしかねない「ラジオゾンデ要塞」を使い、魔術の最適化のために人の姿を捨てた魔術師が属するなど、これまでの結社とは比較にならない規模を持つ。オーディンの性質自体を再調整するため、「主神の槍（グングニル）」の完成を急いでいる。ハワイでは「槍」の炉心を手に入れるため、米国への侵攻を表向きの口実とし「起爆剤」を利用してキラウェア火山を噴火させ火山性エネルギーを手に入れる。
学園都市の量子論による能力開発と異なる、マクロな世界を歪めミクロな異常を引き起こす全体論による能力開発にも着手している。バゲージシティでの実験で一定の成果が見られたが、ただの人間では再現不可能だと判明したため、魔術によって支えられた存在でもなく超能力開発を受けてもいないが極めて高い耐久性を持つ素材を求め、「窓のないビル」に幽閉されるフロイライン=クライトゥーネを手に入れようとした。彼女が変質して素材としての価値を失ったため、代わりに垣根の肉体を利用することになる。
その後、東京湾沖に「船の墓場（サルガッソー）」を築き、東京23区を主戦地とする戦争を開始、同時に世界中の軍事拠点を抑えようとする。しかし、オティヌスが「魔神」としての力を放棄しようとしたため彼女と敵対することとなり、オーデンセで待ち受けていたが、トールによって構成員全員が戦闘不能にされた。
真のグレムリン
魔術結社「グレムリン」の本当の姿。科学と魔術の融合ではなく、あらゆる宗教のあらゆる「魔神」が参画できる組織のことであり、オティヌスですら打ち破れなかった漆黒の世界の裏側にある「隠世」と呼ばれる位相に複数の「魔神」が存在している。四大文明に出自を持つネフテュスや娘々などを筆頭にしているため、魔術結社として見ると非常に歴史が古い。
1つしかない世界を変えるために生じる「魔神」同士でのリソースの奪い合いを防ぐため、意見をすり合わせるための協議会として作られているが、自分たちが世界の変化に関わることも嫌っているため、よほどの事情がない限り積極的には現世に関わらない。
オティヌスの消滅に介入したタイミングで侵入してきたアレイスターにより隠世を破壊され、ゾンビの術式で自分たちを世界に影響を与えないレベルまで弱体化させたうえで現世に降り立たなければならなくなる。しかし、ゾンビが倒され術式を書き換えられたことで無限の力を喪失し、脳幹の手で僧正が討たれ、さらには自分たちがほんの少し前に上里へと与えた「理想送り」で残党全員が「新天地」へと追放され壊滅した。新天地は「魔神」がどれだけ暴れても全く問題ない特殊な世界であったため、そこへ送られた面々は今までの鬱憤を晴らすかのように全力のケンカに明け暮れており、全員にとっても予想外の事態であったが、第二、第三志望に落ち着いたため結果的には悪くない結末になったと考えているようで、上里に対する恨みはそれほど強くはない模様。

テレマ僧院
魔術師アレイスター＝クロウリーがイタリアのシチリア島にいた、1920年から1923年の間に設立した組織。実在のテレマ僧院に相当する。年若い少年少女を集めて薬物投与などを行なっていた。「たった一つのアクシデント」のせいで崩壊し、現代ではすでに存在していないが、散った夢を科学の形に擬態させ、極東に設立したものが「学園都市」である。

薔薇十字（ローゼンクロイツ）
14世紀の伝説的な魔術師クリスチャン＝ローゼンクロイツが原点である古き魔術結社。史実における薔薇十字団に相当する。
クリスチャン＝ローゼンクロイツが長い旅の中で手に入れた世界各地の叡智を整頓し、凡人にも理解可能な形に置き換えてから再配布するという格好で広まった。「写本」という形で比較的閲覧の機会に恵まれた「薔薇十字団の名声（ファーマ・フラテルニタティス）」「薔薇十字団の告白（コンフェッシオ・フラテルニタティス）」「化学の結婚（ケミシュ・ホッホツァイト）」の3冊の魔道書と、ローゼンクロイツ自身が賢者達から授けられた高純度の「原典」と言われる「Mの書」が有名。
結社の目的は人と世界の「病」を治す事で、そのために無償の奉仕を惜しまないとされ、伝統的に薬効の採取や合成に詳しい。ここで言う世界の病とは、戦争、汚染、枯渇などを指し、結社の魔術師が「劇薬」となって、これらを引き起こす人間社会そのものを正しい知識でもって導き、間違った常識を正す事で世界を蝕む病巣を取り除くとされる。
主にカバラの術式を用いる。「分かりにくいものは分かりにくいままで良い」とした魔術の系統で、選ばれた者だけが奇跡を振るい、民衆はただ配給される恩恵を受け取れば何も問題ないとした集団である。「決まった制服を着る必要はなく、病人を助ける以外の活動も明かさなくてよい」「メンバーはあくまでも市井に紛れて暮らし、所属する者はRC以外に自らを示すサインは残さない」「その実力や影響まで否定するつもりはないので無用な乱用を防ぐために自らの後継者は事前に取り決め、年に一度集会を開いてメンバー間の親交を深めること」「創設から100年、薔薇十字という組織は秘匿する」といった規律があった。世界の完全なミニチュアを構築しており、過去、現在、未来に起きるあらゆる事象を箱庭の中で再現する事により、世界の全てを手に取るように理解できたという「伝説」まで存在する。
しかし、アレイスターによれば始祖の老人は存在せず、ヨハン＝ヴァレンティン＝アンドレーエのたわ言だったという。だが、薔薇十字という技術体系はきちんと回り、超常を制御するに至っており、自由に世界を渡り歩いている。
R&Cオカルティクス
占いやまじないを軸として各業種へ這い寄る魔術専門の新型巨大IT。元からあった「捕われぬ組織」が現代の時流に合わせて形を変えた仮面組織で、「薔薇」の重鎮であるアンナ＝シュプレンゲルが軌道に乗るまで面倒を見ている。
系統としては占いサイトから始まり、人の相談に乗る形で第三者のプライバシーまで効率的に集めながら、オカルトグッズの通販などでアメーバのように広がっている。正しい魔術をユーザーに提供する事でより良い人生をサポートすると謳っている。汚い金は自分の首を絞めるだけであるため、武器として使う金は真っ当に稼ぐという所をひどく現実的に理解しており、オカルト組織が嫌う「俗っぽい力」を馬鹿にせずに研究し尽くし、「資金」や「情報」を切り札の1つとして認識し、表の事業できちんと稼いでいる全く新しい価値観の魔術結社である。個人のモバイルから巨大なインフラまで、必要な専門技術は得意とする会社を傘下に押し込んででも、ネット事業に関わる全てを武器としている。その1つの柱としてネット通販にも軸足を置いており、集配所から輸送ルートから本拠地が割れないように、拷問も買収も脅迫も通じないドローン宅配を特に重視していた。
大々的に魔術が宣伝され、なおかつ相手の正体が全く見えないという経験のない事態に魔術サイドは無力であり、インターネット環境を支配する科学サイドも危機の正体を正しく把握できていない。その特徴から、統括理事の根丘が日本語版の最先端ワードに表示されるよう細工した事で、科学サイドの総本山である学園都市でも普及しつつある。12月25日には学園都市とイギリス清教が協力した「オペレーション・オーバーロードリベンジ」でロサンゼルス本社ビルに侵攻され、その際のどさくさで重鎮達はアレイスターに殺害される。
本来、世界にない弱点を勝手に作って、わざと撃破されるために用意された国際企業で、必要のない「本社ビル」という分かりやすい中心点を作ったのも、勝敗の判定ができるようにするためであった。捨て駒にせず適切に運用すればアンナが世界の頂点に君臨できたはずだが、世話焼きは全て灰に帰った「黄金」で懲り懲りだったため、本来の予定通りに悪目立ちで散々に育てて膨らませ、外からの攻撃を誘って見事に破裂させ、巨大企業のように少しでも出る杭は打たれる風潮を作り出す事となる。また、世界の裏側に根を張る有害組織「橋架結社」の壊滅という短期目標を達成するべく、謎に包まれた敵対結社をより深く知るために作られた分析モデルでもあり、同じ形の組織を作ってロールプレイを重ねる事で、内部構造や脆弱性を探る事も目的だった。

神の剣の文字を知る者
「海より来たる覇者」「世界樹を絶やさぬ者」「知を刻む鉄杭」「地の中で黄金を鍛える槌」と並ぶ、西ヨーロッパに存在する北欧神話系五大結社の一つ。大規模霊装を得意とする。本拠地は人工運河沿いのハーバーの路上に鎮座した全長30m超の巨大木造帆船。
聖人とワルキューレ双方の資質を持つブリュンヒルドを、「純粋な北欧神話の魔術」全体を衰退させるとして徹底的に迫害したが、彼女に報復されて他の結社共々壊滅し、構成員は残らず重傷を負う。

目覚め待つ宵闇
イギリスに拠点を置くクトゥルフ神話群の魔術結社。魔術に歴史を求めず、各々の魔術系統が持つ「弱点」や「研究上の壁」に対して全く新しいブリッジとなる術式を提供する事で、他の魔術結社から大量の報酬や人脈を獲得している技術屋集団。構成人数は150から200名。
古今東西の様々な術式を組み合わせて「今は失われた体系」と全く同じ事ができるようにする術式「分類不能（ブランクペーパー）」の完成を目指しており、「必要悪の教会」の「フリーパス」及び魔道書「死霊術書」の強奪、ドーバーでの海底都市ルルイエ浮上といった事件を起こし、イギリス清教の目を特別入試試験中の天草式に向けさせる事で計画を進める。だが、術式完成を前にストーンヘンジで儀式を行っていた際、施術鎧を装着したフリーディアによって壊滅させられる。

橋架結社（はしかけけっしゃ）
世界をより良くすることを目的とし、人のために夢を叶えようと集まった超絶者による魔術結社。「存在しない架空の絵本や報告書」に由来しており、人の手に余る上限超えの術式を手に入れてしまった魔術師、最初から人間ではない何か、異形なる存在の力を外から安全に引き出している狡猾な巫女達などが所属し、彼らは各々が個人で魔術サイド全体に匹敵する力と「人域離脱の方程式」と呼ばれる切り札を有しているが、単独で理想の世界を創造して満たされてしまう「魔神」と比べると拡散・破壊方面に全振りしており、壊すのは簡単でもやり直しが利かないのが欠点で、1枚しかないカードの出し惜しみが過ぎて一度はオティヌスの世界崩壊に巻き込まれて全滅・死亡している。中でもアリス＝アナザーバイブルが別格で最強の存在であり、所属する面々は彼女の機嫌を取る事に苦慮している。
自分の実力に関しては素直に自己評価しており、中心に立っているアリスの興味を1カ所に留めておけないという事情から、複数の活動拠点を有している。「魔神」のように民衆から信仰を集めて神として拝まれる行為は求めず、本来なら存在が広く表に出ている事自体が失点である。超絶者達は自分以外の何かを守るためというそれぞれの理由を持って集まっており、明確な目的を持って集っている以上、そこに合致するかしないかは非常に大きな判断材料となるので、本来気紛れは存在せず、検索条件によって救済対象の範囲を機械的に決定し、善悪好悪に関わらず条件を満たせば徹底的に救う。
アリスも含めた諸々の規格外の力を持った超絶者を適切に配置する事で、通常ではありえない偏りを持った特別な存在の合成を成し遂げようとしているとされる。誰もが今ある世界を変えたいと願っていて、アリスを含めた全員の「承認」のある世界を創ろうと話し合い、全員分の要求が通った新しい世界をアリスに直接創らせることで議題をを先に進めようとしていた。しかし、アンナの差金でアリスが上条を「せんせい」として尊敬してしまい、暴君アリスを操縦できる立場になったことで状況は一変、変化の原因である上条を殺してアリスの正常化を促す「殺害派」と、アリスに生じる変化が読めないので今は上条を殺さず様子見する「救出派」に2分されてしまった。

### 宗教
作中世界にも現実世界と同じように様々な宗教や神話が存在し、それぞれに独自の魔術が存在する。
十字教や仏教といった宗教は表社会でも存在が広く知られ、所属する人間も大多数が魔術と無縁な一般信徒だが、その暗部や深部では魔術部門を運営し上層部も魔術と深く関係している。現代では宗教として衰退した神話なども、魔術師や魔術結社が魔術を使用したり伝承を信仰することで活用されている。
宗教に属する魔術師は前述の魔術結社などとは違い、聖職者や修道者が宗教を信仰する一環として副次的に魔術を使用し、宗教に身を尽くすことや組織が利益を得ることを個人の目的としている。治安や秩序を守る側にあるために、一般人への影響や犯罪行為、政治的事情などに対して慎重な場合が多く、また公的機関のため資金や特権が保証されている。
多神教の神々は理論だけでなく感情を持つので、正と負の両側面を表に出し、迷いや失敗も許容する。互いの弱点を補完し合い、複数の神々の意見を取りまとめた全体で1つの柔軟で堅牢な防衛システムとなり、最後に正しい道を行ければ良いとする思想を持つ。神には必ず名前と役割が与えられ、その2つでもって神話という巨大なシステムの歯車になる事ができる。
以下では作中に登場した、あるいは存在が語られた宗教組織や神話について列挙する。なお、その宗教の関連用語も解説する。

#### 十字教（じゅうじきょう）
作中における世界最大の宗教。唯一神教。作中で主に登場するのはこの十字教である。架空の宗教だが、宗旨・用語・歴史背景や、衣装・道具・施設等のデザインなどはキリスト教がモデルとなっている（あくまでモデルであり、差異も多い）。
2000年以上昔に「神の子」によって始まり、当初はローマ帝国など多数派に迫害される側だったが、4世紀前半にはコンスタンティヌス帝によって公認され、その後広く布教され一大勢力となり、逆に異教・異端を厳しく弾圧した歴史を持つ。「神の子」が自分の口で説法していた内容が、使徒の手によって書き記された事で「聖書」が生まれ、その聖書の解釈の仕方によって意見が分かれ、やがては国の風土や民族の事情などを汲み取り、様々な宗派へと発達していった。現在ではヨーロッパを中心に全世界に信徒がおり、旧教（カトリック）と新教（プロテスタント）を始めとしてネストリウス派・アタナシウス派・グノーシス派など、様々な教派に分かれている。中でも旧教に属する「イギリス清教」「ローマ正教」「ロシア成教」の3つが十字教三大勢力と呼ばれる。
本来、十字教としては魔術は禁止されているが、魔術師や魔女に対抗して戦うために、各宗派の実働部隊やトップは魔術を用いている。その場合の魔術は主に聖書の内容や偶像崇拝の理論などが用いられる（「必要悪の教会」など、元来の魔術師もいる）。また、聖書を利用する魔術は「大いなる存在」の足跡をなぞるが故に、奇跡の種類があらかじめ定められているという弱点がある。
「神の教えを信じる者を殺めてはならない」というルールがあり、これに則った「神の教えに背く者は罰しても構わない」という例外を言い訳として、過去には多くの虐殺を正当化してきた。罪人、魔女、背信などのルール違反を犯した人々は、「試された者は必ずレッテルを貼られるように決まっている」神明裁判を受けることになり、教会から縁を切られると同時に「神の敵」としてのレッテルを貼り付けられる。また、追放準備が済むまでの拘束期間は不用意に命を奪えないが、「殺さない限りは何をやっても大目に見る」という暗黙の了解が存在する。
死んだ人間の魂は天国、煉獄、地獄のいずれかに向かうとされるので、この世に留まる魂など存在しないことになっている。「神の子」や聖人の中でも歴史上トップクラスである十二使徒などの手によって生き返った人間の話は例外であり、ジャック・オー・ランタンのようにごく稀に（本物の）さまよえる魂が出現することもあるが、それらは「天国へ行く資格もなく、地獄からも締め出された」罪人の魂であると判断される。最後の審判では肉体が必須なので、体を燃やしてしまえば神に救われないという理屈から、火は昔から遺体損壊と名誉剥奪に用いられてきた。
相容れなかった様々な古い宗教の神々は、悪魔の一分類である邪神や、無力化・矮小化され人間に寄り添う妖精として登録し直されている。逆に異教の英雄を十字教の守護聖人として取り込む事もあった。
宗派
イギリス清教（イギリスせいきょう）
イギリスに拠点を置く十字教の一派。イギリスの国教。「必要悪の教会（ネセサリウス）」などの内部機関を擁する。
ローマ正教（ローマせいきょう）
バチカンに拠点を置く十字教の一派。十字教最大勢力。
ロシア成教（ロシアせいきょう）
ロシアに拠点を置く十字教の一派。ロシアの国教。トップは総大主教のクランス＝R＝ツァールスキー。現実世界のロシア正教会（正教会）に相当する。
「幽霊狩り」に特化し、心霊現象の解析や解決を専門とする団体。十字教の死生観をもとに、地上で「生者を語る何者か」は全て「死の哀しみに付け入る偽物」であると考え、ジグソーパズルの欠けたピースのように「消失する事で出現する作用」などと定義し、生者を騙る者はすべからく死すべき者という結論から、本物だろうが偽物だろうが、地上をさまよった時点で悪として「一緒にまとめて処分する」。特殊部隊「殲滅白書」や、心霊現象の発現場所を原寸大に再現する「現象管理縮小再現施設」などを有する。
三大勢力の1つだが、規模としては他の2派に劣る。学園都市とローマ正教の抗争では、利を得るためにローマ正教側に与した。
殲滅白書（Annihilatus）
ロシア成教が誇る魔術戦闘特化部隊。ワシリーサがまとめ役をしている。専攻分野は人間以外の「あらざる者」の殲滅で、ロシアでは一切禁じられている魔術の行使もためらわない。しかし、対象出現エリアを遺跡ごと吹き飛ばし、地形を大きく変化させる事も珍しくないため、文化財を守ろうとする一部の国家からは入国を制限されている。魔術師同士の単体戦闘能力では「必要悪の教会」に劣る。
現象管理縮小再現施設
ロシア成教が「問答無用で敵を倒す」ための捜査情報を手に入れるために作り上げた建造物の集合体の名称。事件が起きた際には、「容赦がない」とされるほどの徹底的な緻密ぶりで現場と全く同じ施設を原寸大で作り上げる。当初は1件2件の物件だったものが、その周りに次々と新たな「参考物件」を築き続けたせいで、現在は街の2つ3つが丸々収まるほどの広さに膨らんでいる。
一番の古株にあたるとある宮殿を模した建物には、施設の小道具として完璧に再現された「写本」が存在しており、魔導書図書館でもないのに「写本」の数が多い事でも有名。
リミッターを外せば、人間が扱うロシア成教の魔術に対しても適用させられる事から、第三次世界大戦終盤ではフィアンマが利用した術式を逆算するシミュレートに使われた。
完全なる知性主義（グノーシズム）
十字教最初の異端宗派（マーヴェリック）。セフィロトの樹の概念における「神の領域」が人間に理解できないのならば、人間を超えた肉体を手に入れれば良いという教義を持つ宗教体系で、人間は精製途中の神であり、己を鍛え上げる事で神の肉体を手に入れ神の業を自在に操る事ができると謳う。錬金術における「大いなる業」も系統としては同じ。道を外れたオカルト側の人間に好まれやすく、古くは十二使徒ヨハネさえも危険視した。
天草式十字凄教（あまくさしきじゅうじせいきょう）
日本にある十字教の一派。現在はイギリス清教傘下。

関連用語
神の子（かみのこ）
十字教の創始者であり、十字教における唯一神と同一の存在とされる信仰対象。キリスト教におけるイエス・キリストに相当する。2000年以上前に生まれ、全人類に与えられた「罪」を一手に引き受け、たった1人で抹消するために、十字架で磔刑となり復活した逸話が有名。
生まれつき人と神と聖霊の子である。厳正な世界のルールそのものであり、信じる者は救われるが、規律を破る者には相応の厳罰を与える存在でもある。
聖人（せいじん）
生まれながらにして神の力の一端（「天使の力」）を宿した人間。世界に20人程度しか存在しない。社会への貢献度をベースとした順位が存在する。
「偶像崇拝の理論」によって、「神の子」に似た身体的特徴や魔術的記号（聖痕）を持つ事で発現する先天的体質。身に宿す力を引き出すことで超人的な力を使うことができ、素手で建造物を破壊する程の怪力、音速以上で動くことができる高速運動、その他反射神経・耐久力・精神力等も異常に高いなど圧倒的な身体能力を持つ。また卓越した魔術の技能も有し、平常時でも幸運などの加護が付加される。
ただし、これらは単純な馬鹿力のような安易に行使できる力ではなく、あくまで「天使の力」を使った肉体強化の魔術に過ぎず、制御の為に高度な精密作業を必要とする。さらに、得ている力を100%引き出すと莫大な過負荷がかかり肉体が粉砕するため、部分的にしか扱うことができない。また、「神の子」の力と共に「神の子」の弱点も受け継がれているため、処刑・刺殺の要素を含む魔術とは相性が悪い、集団に囲まれて捕まる、仲間に裏切られる、人の手で殺される、嘘が苦手、といった脆い面もそのまま継承しているとされる。なお、聖人は単に魔術的資質を持っただけの人間でしかないので、能力者のような「才能ある人間」とは異なる。
その戦力と希少性ゆえに、魔術サイドの組織間においては核兵器に匹敵する戦略価値を持つと言われる。ただし、あまりに強大過ぎる戦力ゆえに組織に入る必要性は薄く、大半の聖人は無所属で活動している。現在までに登場した聖人は神裂火織、アックア（ウィリアム＝オルウェル）、シルビア、ブリュンヒルド＝エイクトベルの4人。
「神の子」以外にも、その生みの親であり史上最大の聖人とされる聖母の力も同様の原理で得ることが可能で、アックアは神の子と聖母、両方の特徴を兼ねた二重聖人である。聖人となる人間はランダムのため、ブリュンヒルドのように十字教徒でない者がなる場合もある。また、聖人の可能性がある人物は「聖人判定」という、その資質を見極めるための監視の対象とされる事もある。
アレイスターによれば、十字教各宗派が「聖人」に重きを置くのは常人より「神の子」に近づいたからではなく、過去の文献の中で明確に処刑・死の手法が示されているため。個人の信念が組織の思惑を超えたとみなされた時、迅速にブレーカーを落としてドロップアウトさせることができる「都合の良い奇跡」だからとしている。
聖母
「神の子」を生むという最大の奇跡を起こした聖人。キリスト教の聖母マリアに相当する。十字教のナンバー2で、史上最大の聖人だけあって強大な力を持つ。
その特徴は「厳罰に対する減衰」で、正真正銘の人の子でありながら、神の領域に深く踏み込んだ稀有な存在であることから、「圧倒的な慈悲の心をもって、厳罰に苦しむ人の直訴を神に届ける役割」を得、厳正にして的確なる最後の審判すら歪め、魂を天国と地獄に送り込む道標をも変更させるとされる。聖母に祈り聖母が叶えた「奇跡の報告」も多く、ローマ正教上層部が聖母崇拝だけで独立する事を懸念するほどの信仰を集めている。
また、「神の子」を産む媒体として聖霊と深く接触したことで、いわゆる「無原罪の宿り」によって例外的に「原罪」が消えている。この「信仰を貫く」以外の裏技的な術式を利用して、「神の右席」は不完全とはいえ「罪」を可能な限り薄める事に成功した。
聖ペテロ
十二使徒の一人。キリスト教における聖ペトロに相当し、聖ピエトロや聖ピエール、聖ピーターの別名でも呼ばれる。
主から十字教の行く末を直接その手で授かった最初のローマ教皇であり、天国の鍵を預かった者だと伝えられる。遺産である広大な土地の上に遺体を埋めて十字架を立て墓とする事によって、教皇領バチカンを作った事から、バチカンの所有者とも言える。また、ローマ帝国の賓客で敵対関係にあった「悪魔の力を借りて空を飛ぶ魔術師」シモン＝マグスを主に祈るだけで撃墜した逸話を持ち、その伝承から十字教圏で発達したのが「撃墜術式」である。
1世紀中頃に処刑されて殉教。自身の殉教地がその後の歴史に大きく関わると悟り、数百年後まで自分の死を最大限利用すべく、どこで殉教すべきか生前から熟考し自らの末路を自らの手で設定した。6月29日にキッチリ処刑されるよう、帝国兵に捕まった際、弟子から牢の外へ助け出されて一度は辿り着いたローマの出口で「神の子」の幻影を見て己の殉教の時を悟り、引き返してわざわざ日を合わせ再び自ら帝国兵に捕まり、処刑当日には十字架を逆さまにするよう注文して、計画通りに処刑される事で「使徒十字」の儀式を完成させる。
聖痕（スティグマ）
純化した肉体が「神の子」とシンクロした際ひとりでにつけられる、2000年前の磔刑で負ったものと同種の傷。聖人の証とされる印でもある。

天使（てんし）
十字教における神の使い。異種高次生命の一種で、高濃度かつ膨大な「天使の力」で構成されたエネルギーの塊。人格や自意識は持っておらず、神の命令や目的を機械的に遵守するよう行動し、作中ではプログラム通りに動くラジコンのように説明されている。混線して命令を受け付けなくなると暴走し、いわゆる「悪魔（堕天使）」となる。
「神の子」の死後に人の前に現れなくなった「神」の代わりに、その手足としてかなりの頻度で人の前に出現している。総数は結構なものがあるらしく、とある神学者は9つのグループに分ける必要に迫られたほど。また、神の子を無視して天使崇拝が過熱していた時代があり、教皇ザカリアスが歯止めをかけるまで、聖書に一度も登場した事のない天使が人の手で粗製濫造された歴史がある。
その暴威は天災以上であり、その気になれば世界全土を容易に滅ぼせるほどの絶大な力を持つ。作中でも最強クラスの戦力を誇り、天使に対抗できる実力を持つ人物はごく僅かしかいない。それゆえ作中では、しばしば途轍もない強大さを示す目安として引き合いに出されたり、天使や天使に準じた力を目標とした魔術も登場している。
作中で実際に登場したのは「神の力（=ミーシャ）」だけだが、他の四大天使を始めとして無数の天使の存在が言及され、その名称や役割、伝承における活躍などは、下記に示す通り現実の宗教で語られている天使と同様である。なお、AIM拡散力場で構成されたヒューズ＝カザキリも人工の天使と表現され、また他にも天使に類似した存在や天使と似た力を振るう者がおり、天使やそれらは共通してノイズが混じった人外の言語を話す。
神の力（ガブリエル）
四大天使の一つ。後方と青色を司る水属性の大天使。月の守護者でもある。天使の中では神話上で唯一女性形で描かれる存在。
ソドムとゴモラを火の矢の豪雨で焼き尽くした攻撃的な面を持ち、聖母に受胎告知を行った伝令の天使であるため、扱う攻撃もそれらの伝承に則っている。
作中では「御使堕し」やフィアンマの召喚により、ミーシャ＝クロイツェフとして不完全な形でこの世に顕現した。
神の火（ウリエル）
四大天使の一つ。前方と黄色を司る風属性の大天使。
聖書に記されていなかったため、ザカリアスによる糾弾を受けて破門され、悪魔として地の底へ落とされたことがある。
神の薬（ラファエル）
四大天使の一つ。左方と緑色を司る土属性の大天使。
神の如き者（ミカエル）
四大天使の一つ。右方と赤色を司る火属性の大天使。全ての天使の中で最も強く、天使の軍団を率いる天使長でもある。「光を掲げる者」の対として生み出され、右手の武器で「光を掲げる者」を打ち倒し、最大級の堕天使を1000年縛ると伝えられる。また、大天使であると同時に、守護聖人としても登録されている。
光を掲げる者（ルシフェル）
かつて神の右側に座った唯一の天使にして、天界にて戦争を引き起こし「神の如き者」に倒された最大級の堕天使。
十字教で「右側」は「対等」を意味している事から、一部の異端宗派では唯一無二の神と対等の座に下僕である天使を置く事には何らかの意味があると考えている。

悪魔
「天使の力」とは似て非なるエネルギーで構築される異種高次生命。作中では「妨げる者（サタン）」「蠅の王（ベルゼブブ）」などが挙げられる。その本質は囁く者、妨げる者であり、闇雲に人を遠ざけるのではなく、招き、誘い、役に立って、成功と繁栄を思う存分与えてから、目の前で全てを奪って一気に地獄へ落とす存在。悪魔という言葉には、人の心の暗い側面、堕ちた天使、異教の神といったいくつかの意味が内包されている。
悪魔学の実用は普通の「天使の力」とは扱いが違うとされる。適切な作業を施す事で、小分けして矮小化できるという性質がある。また、悪魔を引き剥がし、災いを取り除き、平穏が帰ってきた事の「象徴」である、十字架に祈る聖マルガリタ伝承の「踏みつける」行為を受けると、超重力にも似た「封」をねじ込まれてしまうほか、西旗のような追儺の象徴武器にも弱い。

原罪（げんざい）
旧約聖書で語られる、アダムとイヴが知恵の実を食べた事によって得た「罪」。世界全人類がアダムとイヴの子で、彼らが「原罪」を背負う以上、その性質は子にも受け継がれている。新約聖書では「罪」を抹消するために、「神の子」が処刑されたとしている。この事から、十字教では信仰を貫く事で「原罪」を打ち消し、「最後の審判」の後に神の手によって作られた「神聖の国」へ導かれる事が真の幸福であり、人間の最終目標だとしている。

#### 北欧神話
北欧圏（現在のノルウェーやスウェーデン）に伝わる多神教神話。作中で十字教に次いでよく登場する。
十字教の布教の影響で北欧神話的な文化が失われてしまい、現代社会では宗教として衰退しているが、魔術サイドにおいてはルーン魔術を始めとして北欧系の術式を扱う者が多く、また一般人にとってはファンタジーの題材にもしやすい事から、ポピュラーな存在である。北欧圏外の一般人にも何となく知られている割に、その教義や体系の印象が薄い「身近で遠い宗教」であり、十字教のような「君臨する宗教」とは対称に「浸透する宗教」の代表格とされる。
主神はオーディンであるが、それ以前の初期の伝承ではウル（オッレルス）やトールが信仰されたと考えられている。世界の素材はユミルという「巨人の死体」で、一部の例外を除き、全ての世界が神によって作られたという法則が存在する。
基本的に共倒れの神話なので、神と巨人やムスペルといった「神々の敵対者」の力は五分五分で、神も人も「死ぬ」「敗北する」可能性のある宗教である。最後の戦争ラグナロクでは、9つの世界と繋がる世界樹そのものが炎獄王スルトに焼き尽くされ、積み上げてきた文化の全てが燃やされて、主神オーディン含む大多数の神とその敵対者が相打ちになる。
また、北欧神話における神々の力とは武器と同一であり、特殊な武器を持つからこそ神々は力を発揮する事ができ、逆に武器を奪われたり落としたりする事で、神としての力を一時的に封じられる話すらも存在する。神々の武器を作る事が出来れば神々の力が手に入り、その力を十分に発揮できる人間は「魔神」にもなれる可能性があるとされる。また、リチャードの理論では「武器」は「霊装」と「接続儀式」の2つがセットになって真価を発揮し、神々は霊装の力を100%引き出すための接続儀式を独占していたと推測している。
関連用語
黒小人（ドヴェルグ）
別名ドワーフ。北欧神話に登場する種族。
「巨人の死体」を素材にして神々が作り出した北欧神話の世界において、神々の命令と関係なく自然発生した北欧神話のルールから外れた特異な存在。地中に住む妖精の一種とされ、神々の力の象徴たる武器を製造する事が出来る唯一の存在である。その発祥から存在理由まで多くが謎に包まれている。
その正体は、伝承上の妖精などではなく実在の人間。リチャードの説では、「北欧神話の文化圏では製法の分からない異なる特殊な金属加工技術を持った特定の民族または技術集団」が後世に神話化されたのが黒小人とされ、それゆえ黒小人が知る神々の武器の製法は人間にも扱う事が可能という事になる。強力な霊装を作る腕はあったが、「武器」と強力に繋がるための接続儀式に弱かったため部分的にしか「武器」を振るえず、接続儀式を独占していた「神々」によって制御されていたとされる。
「神々の武具」を作成するだけでなく、黄金の工具を使い人体をその機能を完全に保ったまま別のものへと改造する技術を持つ。使用される工具は機材としての黄金比が既に完成しており、最先端科学であっても改良することは不可能である。
当初は断片的に語られる存在でしかなかったが、新約3巻で本物の黒小人であるマリアン＝スリンゲナイヤーが登場した。
アルファル
別名エルフ。北欧神話に登場する種族。
黒小人と同じく自然発生した特異な存在で、美しい容姿を持つ妖精とされる。黒小人とは違って真に人外の存在らしく、「奥深き森」と呼ばれる特殊な場所に住んでいるという。なお、作中に登場したアルファルは天然のアルファルらしき化石から再現された人工生命体に過ぎず、実際のアルファルの性質や正体などは不明である。
ワルキューレ
ヴァルキリーとも呼ばれ、北欧神話において戦士の魂をヴァルハラへ送る役割を持つ戦乙女。戦士の魂の運搬より重要な役目は、ヴァルハラへ招待した戦士へ酒を振る舞い踊りを魅せ、心をヴァルハラのために縛り付けて「教育」する事。
人と神を繋ぐ「神の使い」としての側面を持つものの、一説には十字教の天使や精霊のような元からの人外である「純粋な神」とは異なり、人間として生まれた者が至る存在とされ、人間の少女が何よりも戦いを望み、その願いをオーディンが叶えた時、つまり人間を極限まで突き詰めた結果として、その少女は人知を超えたワルキューレになる。それゆえ、ただの人間が人為的にワルキューレを目指す術式なども存在するが、後天的な方法では限界があり、生まれついての体質的特徴を持つ人間の方がより純度が高い。そういった天然ワルキューレは十字教の「聖人」と同様に、音速挙動・怪力といった超人的身体能力や特殊な魔術の技量など優れた才能を持つ。
神々の世界と人々の世界を自由に行き来し神の命令に従って動くため、十字教で言えば聖人より天使に近い。一方で、地上で人に恋をし、結ばれぬ事に絶望し、想い人のために私事で復讐を遂げるという、プログラムに従う機械的な従者である天使と決定的に違う点がある。
北欧には様々なワルキューレに関する魔術があり、ワルキューレを的確に呼ぶ方法、ワルキューレの手によって戦士の魂を神々の館ヴァルハラへ運んでもらう方法、ワルキューレの持つ武器や道具を作る事で力の一端を手に入れる方法、人為的な方法でワルキューレそのものになる方法などが知られる。また、ルーンの使い方のいくつかは「ワルキューレから伝えられた」とされる。戦士を魔術的に応援する際には9人で実行するという。
SS2巻に登場したヴァルキリーや新約4巻でブリュンヒルドを襲った集団は前者の人工ワルキューレを目指す人物、神裂編SSに登場したブリュンヒルド＝エイクトベルは後者の天然ワルキューレである。
オーディン
北欧神話の主神。デンマーク語では「オティヌス」、あるいは「ウォーデン」。北欧神話の中でも最強の力と最高の知識を持つ神であり、力の象徴として神槍「主神の槍（グングニル）」を持つ。
軍人を守り、死と戦争を司る軍神。同時にトネリコの木へ自ら首を吊ってその身を贄に捧げる事で契約を果たし、「飛んでくる矢の動きを止める」「火事を消す」など18種に及ぶルーンの使い方をはじめとする魔術知識を入手した魔術の神、芸術の神でもある。その他、人を騙して混乱させて不要な諍いを誘発し、多くの戦死者の魂を効率良く獲得する、裏切りと詐術の神としての側面も持つ。
一般にはひげぼうぼうで筋骨隆々の隻眼の老人として描かれる。オティヌスによるとその姿は、合わせ鏡の世界における扱いで、情報としては正確性に欠けるが、それでも第三者が残した記録だったため、世界を更新する中でもつい残してしまったらしい。また、インデックス曰く、「オティヌスに一才歪みが発生しなかった全力全開バージョン」がこの姿らしい。
隻眼となったのは、「片目を自身で抉る」という儀礼的な破壊行為で「贄」をシステム化し、その「目」を「ミミルの泉」へと捧げる儀式を行ったため。これによって「魔神」へと昇華しており、「目」を再び眼窩に収めれば「特別性」が霧散して人の身に戻るとされる。北欧の主神として「槍」を振るうためには、このプロセスが絶対に欠かせない。
神話ではアース神族の仲間と共に殺害した巨人ユミルを素材に世界を作り上げたとされる。鳥と相性が良く、2羽のカラスの使い魔で世界中の情報を蒐集し、自らも鷹に化けて下界を視察する。謀略によって首を落とされた友人ミミルの生首を再びしゃべれるように加工した、和平の証にたん壺にたまった唾から人間を創造し、その死体から流れた血で世界一の蜜酒を作った、といった逸話も持つ。最終戦争では魔獣フェンリルによって喰い殺される。
トール
北欧神話ナンバー2の雷神。力の象徴として「雷神の槌（ミョルニル）」を持つ。神々の中でも最強クラスの剛腕で知られる怪力の神でもある。盗まれたミョルニルを取り戻すため、美貌の女神フレイヤに変装した事もある。最後の戦争で大蛇ヨルムンガンドと相打ちになる。
オーディンが主神になる前の初期の伝承では、天候・地形・豊穣を司る万能神として信仰の中心にあった。金属の精錬のような製造業を助け、農耕全般を司り文明を支える豊穣神で、農業の要であった天候だけでなく、気象、季節、災害なども司っていたとされ、雷撃は自然の恵みを司る神の天候制御能力の1つでしかない。
ミョルニル
雷神トールが持つ大槌。「雷の大槌」「雷神の槌」とも表記される、雷や破壊力の象徴で、投げるとターゲットを追いかけて直撃し、ブーメランのように持ち主へ返ってくる。取り扱えるのは北欧全体でも2人しかいないほどの重量を持つ。トールの戦車を曳く2頭の山羊を骨になった状態からでも蘇らせる力を持っているが、文字通りの他人を蘇らせる術という訳ではなく、山羊に与えられているのは「永遠になくなる事のない食料」という役割だけで、単純に失った肉を補給するだけの機能しかない。子宝を授ける象徴ともされる。
その本質は万能神であった初期のトールの属性を象徴する、様々な用途に応用できる利便性の高い「魔術の杖」であり、前述の山羊を蘇らせる機能は豊穣性の名残とされる。
十字教を北欧に伝える際、十字架のない文化圏で代わりに使われた事から、近代西洋魔術的にも色々と応用できる。
ロキ
北欧神話の悪神。シギンという妻がいる。一概に「神の一員」とカテゴリーできない特殊な背景を持ち、神々の作る法、迷宮、運命などを、奇抜なアイデア、タブー破り、屁理屈などですり抜けていく。神々もその敵対者も、世界の全てを引っ掻き回して最終戦争へと導いていく悪意の源泉とも呼べるキャラクターだが、最強の大魔王という訳ではなく、幾多の混乱をもたらすたびに神々に捕らえられ、最後には世界の終わりが始まる時まで永遠の責め苦を受ける羽目になる。ラグナロクでは神々を裏切り、「神々の敵対者」ムスッペルを乗せた死者の爪で作られている巨船ナグルファルを操るという。
また、「神々の武器」を作る腕があり、「主神の槍」と同格の北欧神話最強の武器であるスルトの（あるいはその妻が保管する）剣「レーヴァテイン」を作っている他、「何者にも捕らえられない自分自身を確実に捕らえるには何が必要か」と考えて、「ロキの投網」と呼ばれる自滅の拘束具を製造した逸話を持つ。だが、女神シフの金髪を切り落としてしまい、夫のトールからの報復を避けるため、代わりに本物の髪と同じく時と共に成長する黄金色の髪をわざわざ黒小人の兄弟に作らせている事から、技術水準は黒小人達とは比べ物にならないほど低いとされる。
モックルカールヴィ
北欧神話に出てくる組み立て式の巨人。粘土を固めて作った山のような巨体を持つ人工生命体で、雷神トールと戦うために設計されたが、最後の最後で「心臓」の材料にひどく臆病な牝馬の心臓を使ってしまい、戦果を発揮できずにトールの従者の手で破壊されるという貧弱な結果に終わってしまう。
作中ではこの巨人をカスタマイズした霊装が度々登場する。ロンドン地下鉄トンネル内には、魔術的な防壁として全長3mの「紙の巨人」のイギリス式のモックルカールヴィが設置されていた。また、グレムリンが「船の墓場」を防衛する目的で、モックルカールヴィを元にした高さ500メートルを超える巨大な防衛装置を用意していた。

#### その他の宗教
神道
日本の伝統的な民族宗教。
数ある多神教の中でも、とりわけ多くの神々が登場する特徴を持ち、神殺しの術式も存在する。神は何にでも宿るという「八百万の理論」を応用し、身近な物品を使って術式を組み上げることができる。また、異教の神々と折り合いをつける手段として、神仏習合により仏教やヒンドゥー教の神々を取り込んでいる。罪人を土の下にと考えるのではなく、「土」そのものを不浄とみなす珍しい文化を持ち、仏教と習合した関係で肉食を穢れと捉える向きがある。
仏教
アジアを中心に広く伝わる宗教。インドで発祥し、日本へは中国や韓国を経由して持ち込まれ、様々な変遷を越えて神道とも混淆した。十字教と同じく偶像崇拝が行われる。
人間も畜生も天人も餓鬼も、あらゆる生命は何度も生まれ変わりを繰り返し、悟りを目指すという六道と呼ばれる思想があり、その都度厳しい修行を積み重ねて少しずつ魂を研磨して、解脱し完全な仏と成るまでは、高僧や聖者でもその道から逃れられないとされる。また、基本的に殺生を禁忌としており、厳密には「殺して得る」動物性蛋白質どころか、野菜を育てる過程での害虫駆除もアウトという、世界的に見ても珍しい苛烈な戒律で知られるが、守っている人間の少なさでもワーストクラス。
即身仏
日本の仏教にある、輪廻の連なりを無視して一代で仏になる特異な成仏の方法。衆生の救済を願い解脱を図る高僧が自らの意思で地下の暗室に潜った後で空気の通り道を除いて出入り口を完全に埋め、餓死する最期の瞬間まで禅と印を組み、小さな鈴を鳴らしながら読経を続ける事で、揺るぎのない信仰心を試す。そして、数週間から数カ月を経て僧達が乾燥した遺体を掘り起こし、姿勢や表情や腐敗の有無といった遺体の完璧さを検分するという「仕上げ」を行う事で完成する。だが、即身仏として認められないとただの失敗した遺体として扱われ、未熟者として祀られる事もなく切り離された一角に埋められる。
アステカ神話
中央アメリカ圏に伝わる多神教神話。
他の神話に比べ異質な印象があり、生贄の習慣があるのが特徴。金属を武器として加工する技術を持たないため、武装や霊装は布、木、黒曜石を中心に構成される。太陽が過去に何度も終焉と再誕を繰り返しているとされており、その宇宙観に基づく魔術文化が根付いていた。太陽が今この瞬間にも壊れる可能性があると信じられ、人の手を使って輝きを守るための干渉方法として多種多様な儀式が執行された。
現代では宗教として衰退しているが、魔術サイドのアステカ圏では古来の文化・生活が続けられている。
道教
中国の伝統的な民族宗教。不老不死の仙人を目指す錬丹術や、気を操る道（タオ）などが存在する。仙人になるには「聖人」や先天的ワルキューレと同じく、「仙骨」と呼ばれる身体的特徴が必要。
ギリシア神話
ギリシア圏に伝わる多神教神話。現代では宗教として衰退しているが、十字教と同じ「君臨する宗教」の代表格の一つとされる。
星の力を借りる宗教の代表例であり、その魔術に使う天文台として巨大な神殿がいくつも建造された。また、ピュタゴラス教団の理論を応用した術式も存在する。
スラヴ神話
東欧・ロシア圏に伝わる多神教神話。現代では宗教として衰退している。伝承に登場する妖精や魔物を利用した術式が存在する。
エジプト神話
エジプトに伝わる多神教神話。
王の墓として創られたピラミッド、死者の魂を再び詰め直すための容れ物としてのミイラ、太陽神を讃える石柱オベリスクなどが有名。生まれ変わり、復活、輪廻転生を肯定する宗教で、一時的に冥界へ霊魂が向かっている間、ミイラとして肉体を保存するという発想を持ち、心臓の重量で善悪を計測するという考え方がある。また、神と王が強く結びつき、人の王であるファラオは最高神ラーの子だから、民衆は絶対従うように、という統治体制をとっていた。
宗教としては長い長い年月の中で埋没してしまったが、地中海を挟んだ西洋では身近で手軽な神話として扱われ、様々な理由で運び出された資料が多く残されている。ただ、現存するエジプト神話は、高度な石工建築や天文学を備えた大文明の存在をプライドのせいで理解も納得もできなかったギリシャ人の偏見と先入観が盛り込まれているため結構歪んでいる。
クトゥルフ神話群
一人の天才作家によって生み出された物語の系。後世多くの作家達が自身の物語に組み込んでいく事で、本物の神話のように振る舞うようになった。
登場する邪神は「誰が戦っても平等に負けるように初期設定された怪物」と言える、人の手に負えない存在なので、クトゥルフ系の術式は非常に強力。ただ、作品が「ある一つの邪神が起こす大暴れを、端にいる人間が巻き込まれる形で説明していく」邪神のカタログという側面を持つため、あらゆる邪神は「物語」の体裁で役割や恐怖を設計されていて、「物語性」の部分を崩されると脆いという盲点がある。加えて「人の及ぶところにない」という大前提から、人間では呼び出したモノを制御できないというリスクがある。
インド神話・ヒンドゥー教
インドに伝わる多神教神話。四大宗教の一角。
創造神ブラフマー、維持神ヴィシュヌ、破壊神シヴァの3柱でもって主神としての力を示す、「三神一体（トリムールティ）」という考え方を持つ。本来の意味とは少し違うが、神々の特性を象徴する力や武器の事を「アストラ」と呼ぶ。
この他にもケルト神話、ブードゥー教などが登場している。

## 地理

### 国家
日本国
東アジアに位置する島嶼国家。学園都市を擁するが、学園都市の実態は独立国家に等しく日本国政府はほとんど干渉できない（詳しくは学園都市を参照）ため、日本そのものの国際的立場や勢力は変わらない。国民は宗教観が薄いため、一般的な日本人は魔術への耐性が低い。平和ボケした国とも評される。
第三次世界大戦では戦争を回避するため、学園都市に圧力をかけてロシア側の要求を呑ませようとしたが、逆に学園都市から脅迫じみた通告を返され国内が混乱した。対グレムリン包囲網の時は、東京湾に敵の拠点である「船の墓場」が出現し、東京都区部に構成員が送り込まれて大きな被害が出た。
アメリカ合衆国
北アメリカに位置する超大国。科学サイドに属する。300年ほど前に建国された移民の国で、今もなお昔ながらの開拓精神を好む風潮が存在している。
科学力・技術力では学園都市に劣るものの、経済力・軍事力では世界最高を誇り、「世界の警察」の異名をとる。多様性を肯定し移民を受け入れるべきという価値観がありながら、移民系企業の最新テクノロジーへのコンプレックスに起因する恐怖が定期的に流行する。
様々な宗教が信仰の自由を確約された宗教国家としての側面もあり、新教徒が多い。自由を重んじておきながら意外と宗教色の強い国で、裁判所や行政機関での宣誓の際には聖書に手を置くという新教ベースの儀礼が根付き、歴代大統領はことごとく十字教徒で、選挙の時には立候補者の宗派が有権者に影響を及ぼす。一方で魔術に対しては無知であり、極めて無防備な一面を持つ。
C文書による世界的なデモの巻き添えで、大きな経済的打撃を受けた。第三次世界大戦ではほぼ蚊帳の外にいたこともあって、大戦後も国力を維持し、学園都市と共に各国の復興を主導する側に立っている。
イギリス
西ヨーロッパに位置する島嶼国家。正式な国号はグレートブリテン及び北アイルランド連合王国。3つの派閥（王室派・騎士派・清教派）および4つの文化（イングランド・ウェールズ・スコットランド・北アイルランド）によって成立している。古来より、政治や文化、科学、技術において最高峰の文明を誇る。王室派は王家の命令（インストラクション）として騎士派を制御し、騎士派は国政の道具（コンビニエントツール）として清教派を利用し、清教派は教会の助言（アドバイス）として王室派を操作する、というような、三派閥による三すくみの命令系統および四文化間の対立などがあるため、その国内事情は非常に複雑である。ゆえに「世界で最も複雑な十字教文化」と評される。技術提供を一部受けるなど、学園都市とも親密な関係にある。現実との相違点は、人口が約9000万人で、国王の政治的権限が強いこと。
世界有数の魔術大国であり、イギリス清教が擁する「必要悪の教会」をはじめ、首都ロンドンには非常に多くの魔術結社が所在している。有事には5000人単位で魔術師を世界各地へ動員可能である。詐欺師エドワード＝ケリーやエノクを世にもたらした占い師のジョン＝ディーにエリザベス1世が振り回されたことがあるため、どこの馬の骨とも知れない魔術師の手で国政を揺さぶられる事に対する危機感はピカイチ。しかし、それ故にローマ正教との関係は悪く、ローマ正教の影響力が強い欧州連合における立場は弱い他、イギリス製の兵器だけが使用禁止にされるなどの扱いを受けている。また、かつて核兵器を保有していたが放棄し、イギリス製の核兵器はフランスに渡っている。統合通貨であるユーロは採用されておらず、独自通貨であるポンドが主に流通している。
1500年代にヘンリー8世が自国の政治を他国に干渉されるのを嫌って「我が国はいかなる外部勢力からも絶対不可侵であること」と「イギリス清教の最高トップは国王であり、イギリス国王はローマ教皇の言葉を聞く必要はないこと」の2点を確定させた独自の十字教様式としてイギリス清教が生み出され、戴冠剣カーテナを用いた「ヘンリー8世は天使長ルール」を組み立てるために、イングランド、ウェールズ、スコットランド、アイルランドの4国を「全英大陸」と制定した。現在はアイルランドの独立を尊重して、該当エリアを「象徴」としては利用しておらず、北アイルランドという形でイギリスが一部地域を維持しているのは「四文化体制」をキープするのに必要なためである。
10月18日にはブリテン・ザ・ハロウィンが勃発し、一時的に国内が混乱した。間も無く開戦した第三次世界大戦では、騎士派・清教派の混成軍を率いてフランスやローマ正教の軍勢に対して大規模魔術戦を展開した。その後、12月11日に最大主教が起こした学園都市統括理事長暗殺がきっかけとなり、群体化した「クロウリーズ・ハザード」による、全53ヶ国のイギリス連邦加盟国への逆侵攻に見舞われる。
王室派
三派閥の一つ。イギリス国王をトップとする王室関係者で構成され、議会や行政機関を所管している。命令系統では騎士派より上位で、清教派より下位。
所属できるのは、王の家系に連なる者か、その側近として政治的手腕を発揮できる者かの2択。加入条件が狭いため、他の二派に比べて人員が極端に少ないが、陰で活動する二派と違い表立って権力を行使でき、実質的に国家を動かしている勢力である。補佐役には、神の力の一部を権限という形で王に授ける王権神授の伝統に則り、「神聖なモノの世話をする人員＝ある種の巫女」という役割を担う「近衛侍女」という特別な役職もある。
その昔、魔術的根拠もなく「王族の手で触れて貰えばあらゆる病が治る」という「ロイヤルタッチ」が謳われたほど、イギリス国内においてその力は半ば神格化されている。
騎士派
三派閥の一つ。騎士団長をトップとする騎士団関係者で構成され、イギリス軍や兵器部門を所管している。命令系統では清教派より上位で、王室派より下位。
三派閥四文化からなる複雑な連合王国の空中分解を防ぎ、国家をまとめるに足る王家の者を、たとえ命に代えても守り抜くことが派閥の目的。素の高い戦闘能力に加えてカーテナからの力の供給もあるため、イギリス国内においては清教派より圧倒的に強い戦力を有する。十字軍遠征時に数多の異教徒を葬った神僕騎士（マーダークルセイダー）から語り継がれた御業の数々は、小さな島ぐらいなら地図から抹消できるほどの威力を持つ。元々政治上の道具でしかなかった清教派が力を伸ばし実権を持った事を認めておらず、清教派を嫌っている。
清教派
三派閥の一つ。最大主教をトップとする教会関係者で構成され、イギリス清教徒や魔術部門を所管している。命令系統では王室派より上位で、騎士派より下位。

フランス共和国
西ヨーロッパに位置する大陸国家。イギリスとはドーバー海峡を挟んで隣接する。共和制をとるが、王政時代の頃から続く軍師・策士の頭脳集団が陰で政治を行っている。現在の国家元首は大統領だが、キャーリサは傾国の女こそが真の国家元首であると睨んでいる。欧州連合加盟国の中で唯一の核兵器保有国。
国民の8割以上がローマ正教徒とされる。そのためローマ正教の強い影響下にあり、C文書を巡る事件でアビニョンが舞台となるなど、学園都市とは険悪な関係にある。イギリスとは数百年にわたる強い因縁があり、「ブリテン・ザ・ハロウィン」の際には核兵器を搭載した潜水艦を密かに派遣するなど、隙を見ては攻撃しようと虎視眈眈と狙っている。第三次世界大戦が始まると、イギリス侵攻を開始した。
イタリア共和国
南ヨーロッパに位置する半島国家。地中海に面している。国民のほとんどがローマ正教徒で、バチカンと共にローマ正教の総本山に含まれてみなされることもある。事実上ローマ正教の支配下にあり、第三次世界大戦ではローマ正教側の戦力として軍を派遣している。
現在の「イタリア」という国家の枠組みは近世に入ってからできたもので、古くはイタリア半島という大きな領土の中に小さな都市国家が集まる、日本の戦国時代のような地域だった。
バチカン市国
ローマ市内に位置する小国。ローマ正教の聖地にして総本山。現在の呼称は1929年にラテラノ協定で定められたもので、かつてはローマ教皇領と称されていた。
8世紀にフランク国王から贈呈され、最盛期にはローマを中心としてイタリア中部に4万7000平方キロメートルにわたって広がっていたが、イタリア全土の統一に合わせて少しずつ領土を削られていった。広大な土地自体が聖ペテロの遺産であるとされ、「聖ペテロの眠りを守るため遺産の管理を行う」という建前でローマ正教が管理を行なっている。「使徒十字」の効果で内部は運の確率と指向性が歪められ、それ以外にも様々な術式が絡み合った多重結界が構築されている。
16巻でのフィアンマの攻撃によって、聖ピエトロ大聖堂と聖ピエトロ広場が半壊した。
ロシア連邦
ユーラシア大陸北部に位置する大国。かつてソ連だった頃には超能力開発や軍事力で米国と覇を競い合っていた。現在でも、米国・中国と並んで世界三大軍事勢力の一つに数えられる。ラスプーチンの時代以後、国内では魔術の行使が一切禁じられているが、ロシア成教の「殲滅白書」など例外もある。
学園都市とローマ正教が対立を深める中、どちらが勝利しても立場が危うくなると考え、学園都市に宣戦布告し、第三次世界大戦を引き起こした。敗戦後は主戦場となり荒廃した国土を回復するため、学園都市や米国の支援を受けている。
エリザリーナ独立国同盟（エリザリーナどくりつこくどうめい）
近年ロシアから独立した国々による国家連合。名称は独立を主導した人物であるエリザリーナからとられている。一国だけで独立してはロシアに四方を囲まれた内陸国家になってしまうため、近隣の小国と連携して、東ヨーロッパまでのルートを構築した。そのため、分離独立した国の中でも特にロシアから疎んじられている。
第三次世界大戦では、科学・魔術問わず物資や人員が集まり、エイワスは「惑星規模の争乱の中心へ変貌しつつある」と評した。
デンマーク
北ヨーロッパに位置する半島国家。グリーンランドなど海外領土と共にデンマーク王国を構成する。国土はドイツに隣接するユトランド半島および450個近い小島であり、首都コペンハーゲンは半島ではなく島の方にある。欧州連合および北大西洋条約機構にそれぞれ加盟しているが、独自通貨であるクローネが採用されている。公用語はデンマーク語だが、英語も通じ、南部ではドイツ語も通じる。主要産業は造船業および重工業などをベースとした工業であり、観光業も盛んだが、北欧内部においては酪農業が有名で、国土の7割が農地。宗教は新教が中心とされ旧教もそこそこ信仰される。北欧神話は観光資源としては重宝されているが、本気で信仰している者はほとんどいない。最高標高が海抜150mという平坦な国でもある。
「ミミルの泉」に沈む「目」の回収を目指す上条とオティヌスを追って「多国籍連合軍」が戦力を逐次投入、各地が戦場となった。
コロンドニアード共和国
中米にある小国。面積はサッカーグラウンドより少ないが、国連に属し国際法を行使できる一個の国家である。当該国周辺は、クロウリーズハザード後、復興基地として造ったはずの人工島やよそから船で引きずってきたフロートまで独立を宣言し始めた複雑な地域であり、いつの間にか国の仕組みや真の統治者が入れ替わっていたとしても発覚しにくいという問題を抱える。
「橋架結社」サイドが国そのものを購入しており、学園都市内に公式に領事館を作るために利用される。

### 都市

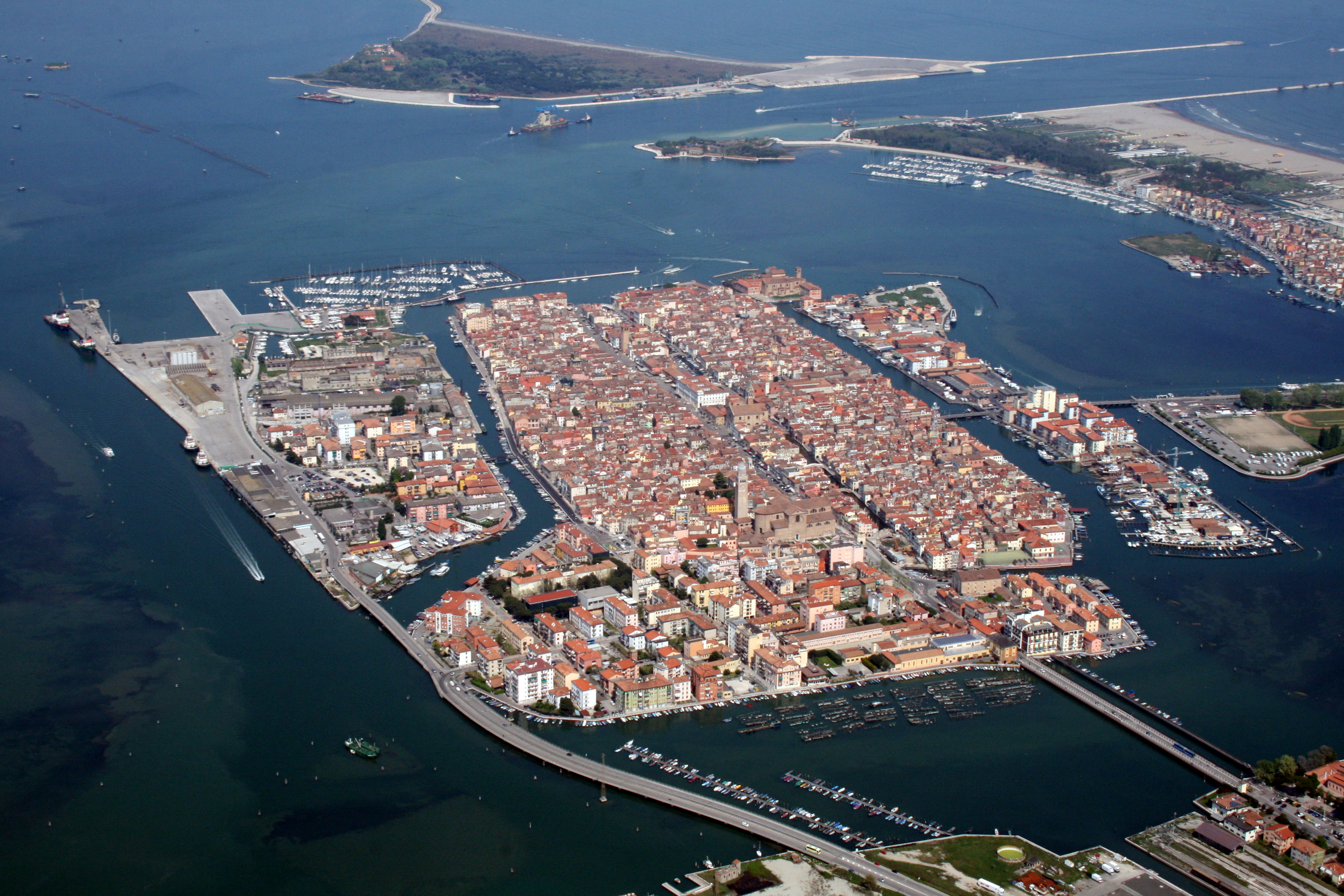
現実のキオッジアの航空写真。アニメ版の風景のモデルにもなっている

キオッジア
ヴェネツィア本島から南へ20キロメートルほどに位置する、アドリア海に面した北イタリアの街。ヴェネツィアと同じく運河に囲まれ、小さいながらも住みよい街。オルソラがローマ正教の頃に借りていたアパートがある。中心部は3つの運河に分断されたアドリア海に浮かぶ島街で、縦が1300メートル、横切るだけならわずか400メートルしかない土地に、ぎっしり建物が並んでいる。16世紀以降に観光地化される前の、ヴェネツィア本来の風景を今も残している街と言われていて、運河の両端には隙間もないほど大量のボートが接岸されて運河の幅の半分を占拠するなど、交通の基盤そのものに海が組み込まれている。
かつてはヴェネツィアと同じ海洋都市国家であったが、「アドリア海の女王」を探していたヴェネツィアによって他の周辺都市国家とともに侵略・併合された歴史を持つ。
ヴェネツィア
北イタリアに存在する観光名所。「水の都」「アドリア海の女王」「アドリア海の花嫁」など様々な言葉で絶賛されるほど綺麗な街で、本島は世界遺産に指定されている。玄関口となるマルコポーロ国際空港はイタリア本土沿岸にあり、観光客は唯一の陸路である全長約4キロメートルのリベルタ橋を通るか、ボートを使った海路かで本島に入る。ただ、車の利用ができず、湿気やカビ、底冷えの問題や、家賃がキオッジアの数倍高いという点から、「見るならヴェネツィア、住むならキオッジア（オルソラ談）」との事。また、全体的に店が閉まる時間が早く、ナイトレジャーに乏しいため、24時間遊び尽くすなら敢えてヴェネツィアから少し離れた所にホテルを取る方法も珍しくない。
かつては国を束ねる総督（ドージェ）がアドリア海に金の指輪を投げてヴェネツィアとアドリア海を結び付ける、「海との結婚」と呼ばれる年に一度の国家的儀式があったほど、海と密接な関係を持つ都市である。元々アドリア海の支配者たる海洋軍事国家という経緯があり、イタリア半島の都市国家の中でも強い力を持ち、塩や外来品の交易で莫大な富を得て、フランクやジェノバといった大国からの侵攻を幾度となく防ぎ、14世紀の全盛期にはパドヴァ、メストレ、ヴィツェンチアなど、イタリア北東部の主要都市国家を次々と制圧した。他者からの侵略・支配を嫌う人々がアドリア海に逃げて生まれた街なので、独立心が極端に強い風潮が残り、829年に商人が守護者として十二使徒マルコの遺骸を島内に持ち込んだ事で、「聖マルコの眠りを守るために独立する」という姿勢を表してビザンチン帝国やバチカンとも対立、ローマ教皇から直々に破門状まで叩きつけられるという、当時の価値観では死刑宣告にも等しい扱いを受けて「ローマ正教の敵」と認識されても、構わず繁栄が続いたという特筆すべき強国だった。実はこれらの侵略行為は「アドリア海の女王」の専用施設を潰す事が目的であったのだが、最終的に軍費がかさみ経済難に見舞われて国家が滅亡に向かう事となった。なお、遺骸を保管するために建てられた聖マルコ寺院は、街の魔術的中心核となっている。
アビニョン
フランス南部に位置する街。全長4キロメートルほどの城壁に囲まれた旧市街を持つ観光名所。13世紀末に起きたフランス国王とローマ教皇との間のいさかいに勝利したフランス側の指示で、アビニョン捕囚としてローマ教皇を68年間も幽閉していた街であり、幽閉用に建造された教皇庁宮殿を中心に発展していった歴史を持つ。かつて教皇庁宮殿にはローマ教皇領にしかない設備・霊装を扱うための遠隔操作用パイプラインが築かれ、後に教皇が本拠地へ戻る際に何重にもわたって切断されている。なお、この街であれば教皇個人の意思で霊装「C文書」を発動させられる。
「C文書」を使って学園都市への抗議デモを起こすため、切断したパイプラインが再接続された。市内では霊装の効果で際規模な暴動が発生したが、学園都市の軍事介入が行われ、駆動鎧HsPS-15の軍勢とHsB-02が放った「地殻破断」によって壊滅する。
ロンドン
イギリスの首都であり、イギリス南部に位置するイングランドの中心部。霧の都と謳われているが、街の天気は4時間程度で切り替わるほど予測しづらく、天気が崩れやすい夏場は、断続的な雨が周囲の湿度を上げた所で、近年目立つフェーン現象や熱波が壮絶な猛暑を演出している。ローマほどではないが、公園程度の間隔で教会が建っているので、神父やシスターも珍しくない。
聖ジョージ大聖堂やウェストミンスター寺院といった宗教的拠点、バッキンガム宮殿や国会議事堂などの政治的要衝が集中し、大英博物館や処刑塔、ランベス宮といったイギリス清教が厳重に管理する施設・建物も多い。最大規模のウォータールー駅を中心とする世界最古の地下鉄網を抱えており、改築を重ねて至る所に蜘蛛の巣のように広がって、縦横無尽に立体交差する地下構造体を全て直線に並べれば地球2周半に相当するという説もある。保守点検を担当する鉄道関係者も把握できていない廃線廃駅も珍しくなく、イギリス清教ではそれらを訓練所や宝物庫に改装している。街を蛇行するテムズ川も有名で、単なる観光資源としてだけでなく、商業水路としても世界有数の規模を誇り、昼夜問わず様々な船舶が行き来している。
EU圏の金融商品を一手に担う世界有数の取引市場でありながら、ユーロではなく独自通貨のポンドが今なお経済の動脈として機能し、煉瓦と石畳で構成される「古き良き」街並みでありながら、高速インターネット回線が蜘蛛の巣のように広がり、1万分の1秒単位の株式売買を可能としている。その副産物で市街には数十万台の防犯カメラが設置され、総数はニューヨーク以上とされる。また、元々魔術的事件が多いため、大規模な隠蔽策が色々用意されている。市内には「必要悪の教会」でスカウトしてきた新人の実力を試すための施設や設備が多く存在し、トラップだらけの迷宮という巨大霊装で出た負傷者は自動で搬送され、落とした物品は遺失物保管庫とを繋ぐ機構で分別回収される。
10月中旬の「ブリテン・ザ・ハロウィン」では「騎士派」に制圧される。12月には「クロウリーズ・ハザード」による侵攻を受け、防衛装置として発動された「神威混淆」によりエジプト風の街並みが上書きされた。
ハワイ
太平洋上に位置する米国50番目の州。主要な8つを中心に大小130弱の島で構成される。住民は140万人だが、観光が主要産業であることから一時的な滞在者なら300万を超えるとされる。太平洋防衛の要でもあり、海軍、空軍、海兵隊を合わせて基地が52も存在する。
11月10日、米国を宗教大国にしようとするメディア王オーレイと「起爆剤」を求める「グレムリン」が手を組み、彼らに雇われた傭兵会社トライデント7000名弱がハワイ諸島へ上陸し破壊活動を開始する。「起爆剤」の爆発でキラウエア火山が噴火し、発生した火山灰により完全に孤立したまま島内の米軍基地は攻撃を受けてしまい、劣勢に立たされるが、大統領率いる部隊が敵指揮官を拘束したことで戦闘は終息した。
バゲージシティ
東欧に位置する新興の地方都市。第三次世界大戦時に軍事拠点目的で接収され、終結後は反学園都市サイエンスガーディアンに売却された経緯を持つ。住民は50万人、大会期間中の一時滞在者が300万人で、全人口350万人の殆どがナチュラルセレクター関係者だった。4つのドーム状競技施設を街のシンボルとし、その隙間を縫うように高層ビルが立ち並んでいる。マイナス20度を下回る世界有数の豪雪地帯にある都市だが、ゴミ処理場や火力発電所の熱を再利用した温水暖房のパイプ網が街中の地下に設備されており、建物内や大通りでは温暖な気温が保たれている。大戦時の物資やバリケード、学園都市から貸与された無人兵器群などが配備されたままで、元々の住人はおらず反学園都市関係者しか滞在していない異様な都市である。
ナチュラルセレクターの開催場所として選ばれるが、木原一族を始めとする学園都市側の軍勢の襲撃を受け都市機能が崩壊する。また、上条が来るまでは「グレムリン」の実験の影響によって都市全体の空間が歪んでしまっていた。
ニューヨーク
5つの区で構成されるアメリカ合衆国の大都市。おおよそ地球の広い範囲に対して、常に何かしらの影響を与えており、テクノロジーの面では学園都市に負けているものの、未だにウォール街は金融の象徴であり中心、経済活動の心臓部と言って問題はない。
とりわけ金のイメージが強い世界経済の中心核はマンハッタン島で、国連本部ビルが存在するほか、金融、劇場、音楽、ファッションなど様々な分野において「花形」の名をほしいままとしている。2本の大きな川に挟まれた島であるために建物は高層化、人口の密集がひたすら進み、無数の橋や地下トンネルによって交通手段はほとんど依存されているという少々特殊な立地をしており、何らかの理由で橋やトンネルが一斉に落ちてしまえば、人口密集率からあっという間に住民が干上がってしまうリスクを抱えている。
11月、G14の緊急金融協力会合という名目で各国・十字教各宗派のトップ陣が集結し、グレムリンに対抗するための作戦会議を行った。
ロサンゼルス
米国第2の大都市圏。広い意味でのロサンゼルスには映画の街ハリウッドや世界一有名な遊園地の総本山まである。公的な人口は1500万人程度だが、不法移民や路上生活者といった役所の記録にない人達も合わせれば住民は2000万以上、さらに旅行者や出張宿泊者などの一時滞在者を含めるとプラス1000万人程度は見積もられる。10以上の街を統合した巨大な連接大都市圏で、生活用水を中心地まで引く水路を遠方から375キロメートル引いてでも発展させる価値ありと判断された。
秘匿されていたR&Cオカルティクス本社ビルが市内に存在する事が判明し、12月25日にイギリス清教と学園都市による「オペレーション・オーバーロードリベンジ」で侵攻を受け、キトリニタスの魔術で推定3000万人もの人間、およびその他の動物も「消失」、ロジェスティクホーネットの影響で気温は氷点下20度まで低下したが、上条、イギリス清教、「妹達」の奮闘で解放された。
アップヒル島
神裂編SSに登場した、太平洋・ミクロネシアに存在する孤島。大きさは1周17キロメートル程度で、南北に2キロメートルほどしかない。元々は3メートル程度の「岩」だったのが、50年前の海底火山の噴火による地殻変動で急激に盛り上がって誕生した。
急激な地殻変動で短期間で生じたために周辺諸島からは不吉で不気味な印象を持たれ、地震と津波で多くの人が死に海流の変化で漁場から魚が去ってしまった中で、祝福されるように出現した事もあって差別され、自然環境を壊したくないが飛行機の恩恵は受けたいという周辺諸島からの圧力で空港が建造されている。周辺諸島には海の恵みに関する多神教型の土着宗教が存在するが、アップヒル島では差別的扱いを受けた事から「外の島」に神様からの贈り物を横取りされているというカーゴカルトの価値感が強く、敵愾心が高く余所者に非常に厳しい。
最初の「岩」の部分には、大航海時代に十字教に蹂躙された北欧から船団で脱出した者が、最後の挑戦として残したルーンと壁画が彫られている。これを調査に来た「赤き洪水」の少女の魔術を見た島民が、彼女を島を守る使者に祀り上げ、それが原因で大規模破壊霊装の調査に神裂が派遣される事になった。
学芸都市
米国カリフォルニア州洋上に位置する巨大人工島。
ショッピングセンター
ロシア東部に位置する巨大実験都市。

### その他
船の墓場（サルガッソー）
複数の海流がぶつかり合って、シンクの排水溝のように一帯の漂流物をかき集めたり、ゴツゴツとした暗礁などによってそうした漂流物を引っ掛け、堆積させたりするなど、複数の条件が重なった巨大なアリジゴクに似た立地の海域に自然発生的に生じる藻屑の山の総称。海図にも書かれておらず、国際法上では陸地として扱われる事はなく、領土や経済水域を決める上での指標にもならないが、海を良く知る地元の漁師であれば必ず知っていて、決して近づこうとしない「島」となっている。自力で航行する力を失い、しかし海底へ完全に沈んでしまうほどの深刻な損傷を受けなかった様々な船の残骸が、優に数百kmは海を流され、たった一点に吸い寄せられ、山のように積まれていて、足場には浮かんでいるような不安定さはない。世界でいくつあるかは誰も計上しておらず、魔術師が指す場合、メキシコ湾周辺の地名の事は言わない。基本的にライフラインは存在しないが、中には機関部が生きたまま流された船もあるので、エンジンを発電機として取り扱う事で電源を確保できる場合もある。
東京湾のほぼ中央に存在する「船の墓場」は「グレムリン」の本拠地として利用され、マリアンの手で「軍神の槍」の製造が行われていた。防衛システムとして、北欧神話の人工生命体をもとに作られた、乾いた粘土を海面から500m近く積み上げた大質量兵器モックルカールヴィが周囲を周回・警戒していたが、霊装の核であった「強靭な心臓」をオッレルスが破壊した事で崩れ去った。
アローヘッド彗星
1700年に一度地球に接近する小天体。本体は巨大な雪玉で、そこに含まれる岩石質からは既存6種類の枠に収まらない未知のエイコンドライトが発見される可能性が期待される。

## 事件・出来事
「0930」事件
9月30日に前方のヴェントが学園都市へ侵攻した事件。この件で学園都市とローマ正教の対立が表面化する。
事件の全貌は公表されていないものの、アレイスターの目的の1つである「ヒューズ＝カザキリ」が表舞台に登場したことや、学園都市の警備網が弱体化したことなどから、15巻および19巻で都市暗部組織の離反行為や抗争が発生する。
ブリテン・ザ・ハロウィン
10月18日にイギリスで第二王女キャーリサと騎士派が起こしたクーデター。
当初はキャーリサ側が優勢だったものの、清教派や上条らの活躍によって事態が転換し、エリザードが発動した「連合の意義」によってクーデターは完全に失敗する。この時にイギリス国民に起きた現象が不可思議な物として受け入れられ、名前の由来となった。
第三次世界大戦
10月18日にロシアが学園都市およびイギリスに宣戦布告し、10月19日に始まった戦争。陰で右方のフィアンマが暗躍したことにより勃発した。ロシア側にはローマ正教の影響下にある欧州各国がつき、学園都市側にはイギリス以外に中国やインドがついた。実質的にローマ正教・ロシア成教の支配圏対それ以外という世界規模の戦争となった。
当初は、正規軍の存在するロシア側が有利であるとロシア内外で思われていた。だが実際は、開戦当初より、オーバーテクノロジーを用いて開発された高性能兵器や駆動鎧を所有する学園都市側が圧倒的優位に立ち、ロシア側の戦略はことごとく潰されていた。
実際に激しい戦闘を行っているのは学園都市とロシアだけだったが、裏ではフィアンマやロシア成教の魔術師らが動いたり、学園都市の暗部部隊が密かに行動していた。一方でイギリスとフランスのドーバー海峡での大規模魔術戦などもあった。
10月30日、ロシア側から終戦宣言が発表され、わずか12日で終結した。終戦間際に魔術現象が世界各地で多発し、多くの人間に目撃されたが、一般には「サードウォー症」という、戦時下のストレスによる集団ヒステリーの一種との説明がなされている。
ブライスロードの戦い
1900年4月に、ロンドンのハマースミスを起点として「黄金夜明」が繰り広げた致命的な武力衝突。当時、ブライスロード36番地は「ブライスロードの秘宝」などの霊装をはじめとする武器を保管していた「黄金」の重要拠点であったが、魔術に犠牲は付き物と考えるメイザースと対立したアレイスターが、偽装文書でメイザース派とウェストコット派の内紛を誘発させた。最終的に「表の歴史に記されるほど凄まじい闘争」に発展し、「黄金」に属する魔術師を全て殺すか、あるいはあらゆる成功の可能性を奪い取る事で幕を下ろし、結果として結社は空中分解した。
この戦争で失われた「ブライスロードの秘宝」は、時を経て上条当麻の元へ渡り「幻想殺し」となる。
オペレーション・オーバーロードリベンジ
イギリス清教と学園都市がR&Cオカルティクスに対して行った共同作戦。目的はR&Cオカルティクス本社ビルへの総攻撃で、アメリカ合衆国連邦政府から行動の許可をもぎ取り、海岸線からロサンゼルス市内に向けて「科学と魔術の混成部隊（オーバーロードリベンジ）」が侵攻した。しかし、情報を察知していたキトリニタスによって住民もろとも「消失」させられてしまい、解決はその後の調査団として派遣された魔導書図書館一行の到着を待つことになる。

## その他用語

### 組織・集団
上条勢力（かみじょうせいりょく）
上条に救われた者が彼の仲間となり、敵対していた者も後に彼の協力者となり、上条に関わった人間が1つの勢力になっていることを揶揄した言葉。この経緯から、実際には特に組織化されておらず本人達にも集団意識はないが、そのメンバーとされる上条の関係者は科学・魔術を問わないため、外部勢力ではこれを危惧している者もいる。エツァリが学園都市に派遣された理由でもある。
科学結社（Asociacion de cienia）
学園都市外部の科学サイドの組織。天井と協力して「妹達」の暴走を画策するが、天井が一方通行に妨害され失敗する。その後、今度は結標と組み残骸の事件を起こすが「警備員」によって壊滅させられる。
プライベーティア（privateer）
ロシア軍において「空白の部隊」として扱われている特殊部隊で、正式要員は一人もいない。しかし、実態は政府公認の海賊集団とも言える悪辣な存在で、敵対する国家の勢力を襲って、敵国の財政を苦しめるのと同時に、奪った金品によって国家の財政を潤している。
政府公認であるが故に、国から保護されており、中には「騎士」の称号を得ている者までいるらしい。構成員は西欧を中心に、軍隊経験がありなおかつ殺人に快楽を見出す凶暴な者達ばかりで、銃器を持たない無抵抗の民間人も平気で殺そうとする。元々、「敵の補給路を絶つ事で間接的に戦力を奪う作戦」は必要とされていたが、軽装備の部隊を一方的に虐殺するやり方に反感を抱く軍人も少なくなかった為に、それを専門とする部隊として結成され、次第にダーティーな任務を任される様になっていった。仮に行き過ぎた行動に出たとしても、『問題を起こした兵士』は、書類上のみで政治犯収容所に収監された事になり、本人は一切罪に問われる事無く母国へ帰っていく仕組みになっている。インターネットを利用して入隊の募集が行われている。
第三次世界大戦時は、装備が一新されてより凶悪な部隊と化しており、戦車を用いた部隊が浜面達が停泊していた集落に襲撃を仕掛けたが、浜面やディグルヴ達の反撃を受けて敗退。その後、最新鋭のヘリを用いた別働隊が再度の襲撃を仕掛けているが、鹵獲した戦車で応戦した浜面達の抵抗や後方のアックアによって撃退されている。その後、駐留基地がアックアによって壊滅状態に追い込まれ、学園都市勢力によって制圧されている。
日本語では「私掠船」と訳し、元々は中世の軍事制度の名前である。
トライデント
東欧で活動するPMC。師団や旅団クラスの兵力を持つ上に三軍全てを保有し、独自に大規模準軍事作戦を実行できる超大手の組織。電子迷彩服を導入し、退役軍人を中途採用して独自の訓練プログラムを実施している。密かに欧州連合と繋がっているらしい。
オーレイ＝ブルーシェイクに雇われ、ロベルト達の確保あるいは殺害を作戦目標として「グレムリン」と共同でハワイ諸島へ侵攻するが、司令部を制圧されサローニャを撃破されたことで降伏・撤退した。
反学園都市サイエンスガーディアン
ハワイ諸島の一件へ学園都市が関与したことを理由に離反した元学園都市協力機関27社の連合組織。
後述のナチュラルセレクターを始めとして、学園都市へ対抗するための様々な手段や計画を画策している。その一つとして「グレムリン」とも協力関係を築いており、バゲージシティに派遣された正規メンバーに対し都市の防衛を依頼する。学園都市から貸与されたままの最新無人兵器群を自陣戦力として運用していたが、実際は十分に扱いきることは出来ず、また「最新技術」が絶えず更新されている学園都市にとっては既に旧式兵器として認識されているため力の差は歴然である。
学園都市が投入した木原一族によって上層部は全員死亡し、バゲーシティの崩壊を経て学園都市に降伏した。
上里勢力（かみさとせいりょく）
上里および彼が救った女性たちから構成される勢力。上里が異能を得てから1カ月ほどの間に100名を上回る規模に達している。上条勢力が集団意識を持たないのに対し、こちらは勢力としての自覚を持っているという違いがあり組織的に活動している。「理想送り」の対象外であることが加入の最低条件で、上里の為ならば犯罪に手を染めるのも厭わないだけでなく、自分から進んで命をささげる覚悟を持った者たちばかりで構成されているが、上里自身はいつの日か自分ではストッパーになれない時が来るのではないかという恐怖を常に抱いていた。上里は彼女たちが「理想送り」の効果によって集まったものだとばかり考えていたが、彼が力を奪われても離れることがなかったため実際は彼自身が持つ他の何かに惹かれて集まったものだった模様。上里という明確な中心がある代わりに構成員同士の横の繋がりは希薄で、上条からは「共通の友人のいる他人同士の集まり」と例えられている。もともと学園都市外部で作られた勢力であるため、構成員には魔術師や「原石」など特殊な能力や才能を持つ者たちから優れた技術者に幽霊まで幅広い人材が集まっているが「学園都市製」の能力者は現在のところ確認されていない。上里は「理想送り」が周囲に与える「伝染する歪み」が彼女たちへ特殊な力を与えたのではないかと推察している。
学園都市内部にいた魔神を殺すために上里が都市へと侵入した際に多くの構成員も同行、小萌が住むアパートの一室などを拠点として使っていた。「理想送り」を奪った木原唯一への「復讐」にもつきあっていたが、上里が逆に消滅させられてしまった際には彼の帰還の鍵となる可能性がある肉体の一部を手中に置いた唯一にほぼ全員が従わざるを得なくなっていた。上里が「新天地」から帰還すると同時に彼の傘下へ戻った。なお、唯一の配下とされていた間は「『旧』上里勢力」と表記されていた。

### 兵器・道具・技術
バンカークラスター
イギリスが独自に開発した兵器。地中50mを貫通する子弾を200発程度ばら撒くという、バンカバスターとクラスター爆弾を組み合わせたような特殊弾頭。低空でもマッハ5弱で飛行する巡航ミサイルに弾頭を搭載されて発射、上空4000メートル地点でばら撒かれ、「高空から一直線に落下するエネルギーを使って地中深くにあるシェルターを貫通させる」機能を発揮するために、槍のように降り注ぎ、半径3キロメートル四方を吹き飛ばす。爆発の深度を浅くする事で地上に展開する部隊を殲滅する事も可能。
分類上はクラスター爆弾の禁止条約に抵触するため、欧州連合加盟国からの圧力で条約を強引に結ばされ開発したイギリスも使用を禁じられている。
Nu-AD1967
旧ソ連製の戦略核弾頭。Nu-AD1967は米国側の呼び名で、ロシアでは「アパースナスチ」と呼ばれる。セキュリティロックが「外殻」にセッティングされた核弾頭の「中身」だけを詰め直し、Nu-AD1967を応用した「交換弾頭」として実用可能状態にされている。
「ベツレヘムの星」を撃墜するためにニコライが発射させようとしていたが、美琴とミサカ10777号により阻止された。
ペレットクロスボウ
イギリスが保有する地対空ミサイル発射車両群。荷台の代わりに20本以上の円筒を束ねたミサイル射出コンテナを設置したキャタピラ式のトラックのような車両をメインとし、レーダーなどの補助照準用車両、交換用の弾頭を搭載したトラック、装填用のクレーン車などを含む、30台以上の車両群からなる。
第三次世界大戦ではロシアまで運び込まれ、キャーリサの命令で「ベツレヘムの星」に対してミサイル攻撃を行った。
細菌の壁
クレムリン・レポートで使用されるロシア製細菌兵器。空気感染するタイプで、呼吸器のみならず皮膚上からも体内に侵入し、感染者の死亡率80%以上という殺人ウイルス。さらに油分を分解する特殊な効果を有しており、耐BC兵器用の防護マスクやフィルターに穴を空けてしまうため、既存の防備は通用しない。極寒の気候で散布する際は、気温や湿度を保つ特殊なジェルを先にばら撒いて環境を整える。
ブルーリサーチ
北海油田の開発に投入された、原油の埋まっている場所を探索するための海洋資源調査船。海洋油田を丸ごと1つ建造するための設備と建材を全て積んでいる。形状は500メートル級タンカーを平行に3隻並べ、その上に巨大な鉄板を置いた超巨大な釣り堀のようで、鉄板の上にはクレーンが30基以上乱立している。
採掘チームに魔術結社「宵闇の出口」が関わっていたため、科学と魔術のラインを割ったとして学園都市とイギリス清教により破壊されそうになった。
起爆剤
米軍関係施設で研究されている装置。
正式名称は「小規模誘発式活火山制御装置」。特別に組み合わせた爆薬によって活火山の地下のマグマを刺激し、人為的に噴火を起こすという物。本来は小規模な噴火でエネルギーを分散させて被害を抑えるのが目的だが、使い方次第では逆に大噴火を起こす事も可能とされる。
真珠湾の海兵隊第三基地に安置されていたが、「グレムリン」によって持ち出されキラウエア火山の噴火に悪用される。それにより巻き上がった膨大な火山灰でハワイ諸島は孤立し、トライデントの侵攻を許してしまうが、マリアンとオティヌスによれば「主神の槍」のための炉心を作る作業が真の目的だったという。
F.C.E.
正式には「フリーコンパウンドアイズ」と呼ばれるインターネット関連サービス。オーレイ＝ブルーシェイクが経営する大手検索会社のもので、誰でも手軽にネット経由の防犯カメラ網を構築できるといわれているが、実際は第三者が容易に映像を盗み見られるという問題を持っている。
オーレイが停止されていたF.C.E.を再稼働させ、ハワイ諸島の一件を監視するのに利用する。また、学園都市協力機関など他組織も映像を覗いており、後の離反の原因となる。なお、新約3巻ではこの監視状態の演出のため、全ての場面においてカメラ視点での描写がなされている。
Narwhal（イッカク）
EU共同開発の対艦ミサイル。船腹へ風穴を空ける事だけが目的であり、威力もサイズも最低限に絞る事で値段と運搬コストの低減を図った。衝撃波は槍のように直進するので、数メートル離れれば爆風から逃れる事ができる。外貨獲得のための輸出モデルはD式の型番がついているが、値段が高くメンテナンスのフォーマットが独特なので、EU非加盟の第三国には全く売れず、いくつかのPMCしか買っていない。
スカイバス365
極めてゆったりとした大型旅客機。座席部分は2階建てになっていて、機首のコックピットから順に、ファースト、ビジネス、エコノミーの3つのクラスに分かれ、合計6つの区画で成立している。乗員の数も座席1つあたりの面積も大きく、一番格安のエコノミーの座席でも足を伸ばせる程度の広さがあり、マッサージチェアとしての機能も有する。ビジネスとエコノミーを区切る「壁」の区画にはフードドリンクコーナーが取り付けられ、ドリンクは無料で提供されているが、クラッカーは有料。操縦桿を奪われないようにコックピットには、窒素ガスの力で全長40センチメートル強の金属矢を高速で射出する「アーチェリー」という「ボウガンの一種」に分類される日本の銃刀法に配慮した猟銃が、唯一の「武器」として用意されている。胴体着陸時に振動で航空燃料が爆発しないように、全てのエンジンを自動停止させて出火と引火を防ぐ「不時着安定装置」が組み込まれている。
スカイバス550
元々1200人を一度に運ぶ天空の豪華客船で、イギリス政府専用機仕様のものは一部の客席を取り払って政府要人の執務やオンライン会議に集中できるようレイアウトを徹底的にカスタムした「空飛ぶお城」となっている。一般空港管制から無条件で光点が消える「情報的ステルス保護」設定機で、一機67億ユーロの超高級品。壁にかかった70インチの薄型モニタから核発射の命令も出せる。場合によっては空中給油機を使って何日でも空中待機するためのシャワー、ベッド、キッチンなどの宿泊施設やホームシアター、パターゴルフ、バーカウンターなどの娯楽施設にも事欠かない。テレビやステレオなどの家電関係は全て日本製で揃えてある。
ロジスティクホーネット
メルザベス＝グローサリーのスペースエンゲージ社が開発し、R&Cオカルティクスが保有している全12機の巨大な空中式宇宙機発射台。全幅5000メートルの全翼型の移動式宇宙開発基地であり、元々はロケットやスペースシャトルに代わる宇宙機の母機と子機にあたる。地上から気球や無人のグライダー小型機で受け取った貨物コンテナを、担当エリアから別のエリアに子機を射出し合ってやり取りし、細かい住所へは別途ドローンで運んでいる。内蔵のマスドライバーを使って空気抵抗のない大気圏外まで射出する事で、地球上のどんな地域でも20分以内に貨物を届ける事ができ、発射コストは多段式ロケットの1％以下。オティヌス曰く、「永遠に尽きない油田よりすごい」「弾道飛行に限定されるとはいえ、宇宙空間を高速道路より身近にする発明」。
12機をコントロールするドローン管理サーバーは本社ビルにあるが、脳神経の連結を参考に256基の演算装置を並列に結ぶ光ニューロコンピュータの配線が敷設されれば、内部のコンピュータが相互に監視し、機械が自力で管理を行えるようになる。5キロメートルもの巨体が、部分部分で受ける風の強さや空気の抵抗の違いで「ねじれ」に負けて空中分解するのを避けるため、人工的な「デジタル脊髄」を作って皮膚感覚を与え、考えるなと命令する事で思考以前の「反射行動」で空力調整用の鱗形装甲を器用に動かし、同時に「無意識的な筋肉の強張りや重心の制御」の数値を参考にさせて空中での姿勢制御に役立てている。
R&Cオカルティクスに接収された後はドローン通販の拠点と、キトリニタスの大規模魔術の要としての役割を与えられ、悪用されていた。上条らとの交戦で劣勢になったキトリニタスが奥の手として落下させようとした際には、デジタル脊髄がメルザベスの無念に「共感」した事で自らコマンドを無視し姿勢を維持して落下を停止した。事件後は12機全てが安全に着水して無力化された。

### 計画
クレムリン・レポート
ロシアの国防上極秘マニュアル。本国内への侵攻によって核兵器発射施設が敵に占拠された際、「細菌の壁」を周辺一帯に散布することで人間だけを抹殺し施設を奪還するというもの。核施設の確保のみを最優先しているため、付近の民間人などの犠牲も無視されるという非道な計画である。
第三次世界大戦にて、エリザリーナ独立国同盟との国境付近に放置されていた核兵器発射サイロを対象として実行されるが、亀山琉太によって散布装置は破壊され計画は阻止された。
ノーリッジ12
米国で極秘裏に進められていた12種のオカルト実験計画。
オーレイを出資者として、大統領のロベルトも与り知らぬ所で始められた計画。12の内7つはロベルトが未然に防いだが、学芸都市内での研究活動や「原石」回収騒動の際の情報収集を始めとする5つの計画は実行された。学園都市に対抗して国産超能力開発を確立すると謳ったものだったが、オーレイは魔術について研究し実用化・整備するのが目的としている。
ナチュラルセレクター
反学園都市サイエンスガーディアンがバゲージシティで開催した異種格闘大会。
「学園都市製の超能力を凌駕する異能の存在を証明し、学園都市に取って代わる新たなグローバルスタンダードを確立する」ことを目的とした大会。UFO、オーパーツ、UMAといった非科学的な物の力を有すると自称する参加者が集い、円形の競技場での1対1の試合によるトーナメント制で優勝を競う。ただし主催側としては、参加者の異能ではなく、その個人や後援組織と協力関係を築き反学園都市の勢力拡大を目論むのが真意である。
だが、大会初日時点で木原一族や最新兵器群といった学園都市の軍勢の侵攻を受け、バゲージシティが崩壊したことで大会は破綻してしまう。

### 作中作のキャラクター
超機動少女カナミン（マジカルパワード カナミン）
作中で放送されている魔法少女もののテレビアニメ、およびその主人公（声 - 井口裕香）。16巻時点では『超機動少女カナミン インテグラル』が再放送されている。
インデックスが気に入っており、風斬と共にコスプレしながらプリクラを撮っている。また、ワシリーサがこの衣装を手作りし、サーシャに着せようとしている。織雛もファーストシーズンにハマり、作中に登場する道具を性能込みで再現している。
ゲコ太
美琴が執着しているカエルのマスコットシリーズの1体。「ケロヨンの隣に住んでいるおじさんで乗り物に弱くゲコゲコしてしまうからゲコ太と呼ばれている」という設定。他にもピョン子やピョン吉といった同系統のマスコットがある。
熱心なファンは「ゲコラー」と呼ばれており、ストラップや携帯電話などの関連商品も発売されているが、一般的には子供向けというレッテルを張られているため年長者は購入しづらい。
ウサギグレイ
宇宙人のようなウサギのような、キモカワイイかもしれないイギリス発祥のマスコット。ストーンヘンジを仲間の調査員が置いた着陸サインのミステリーサークルと勘違いして下りてきたお茶目さんで、ロンドンの名誉市民として登録されているらしい。現地で知り合った物知りなジョンやおしゃまなマリーの手を借りてネス湖の秘密に触れたり大英博物館でホルマリン漬けにされかけたりと大冒険を繰り広げるというストーリーとのこと。

### 上記以外
忍者
いわゆる忍者。本作における忍者は科学サイドに属し、小細工や道具を用いて陰で諜報活動や潜入工作、暗殺任務などを遂行する者を指し、異能とは無縁の存在である。作中には伊賀と甲賀が登場し、その中でも複数の派閥がある事が語られている。
ミヤシタアーク
渋谷にある大型商業施設。元々ランドマークだった公園を再整備したもので、レストラン、ブティック、ホテルまで何でも揃う。
実はテナントの多国籍レストランが、ある組織により永久遺体を保存する冷凍設備の一つとして利用されている。アラディアが引き起こした騒乱のために、遺体の正体を知らずに保管していた末端が巻き込まれないよう逃走してしまい、その隙を突いたアレイスターによりアンナ＝キングスフォードの遺体を奪われる。